# Pasta

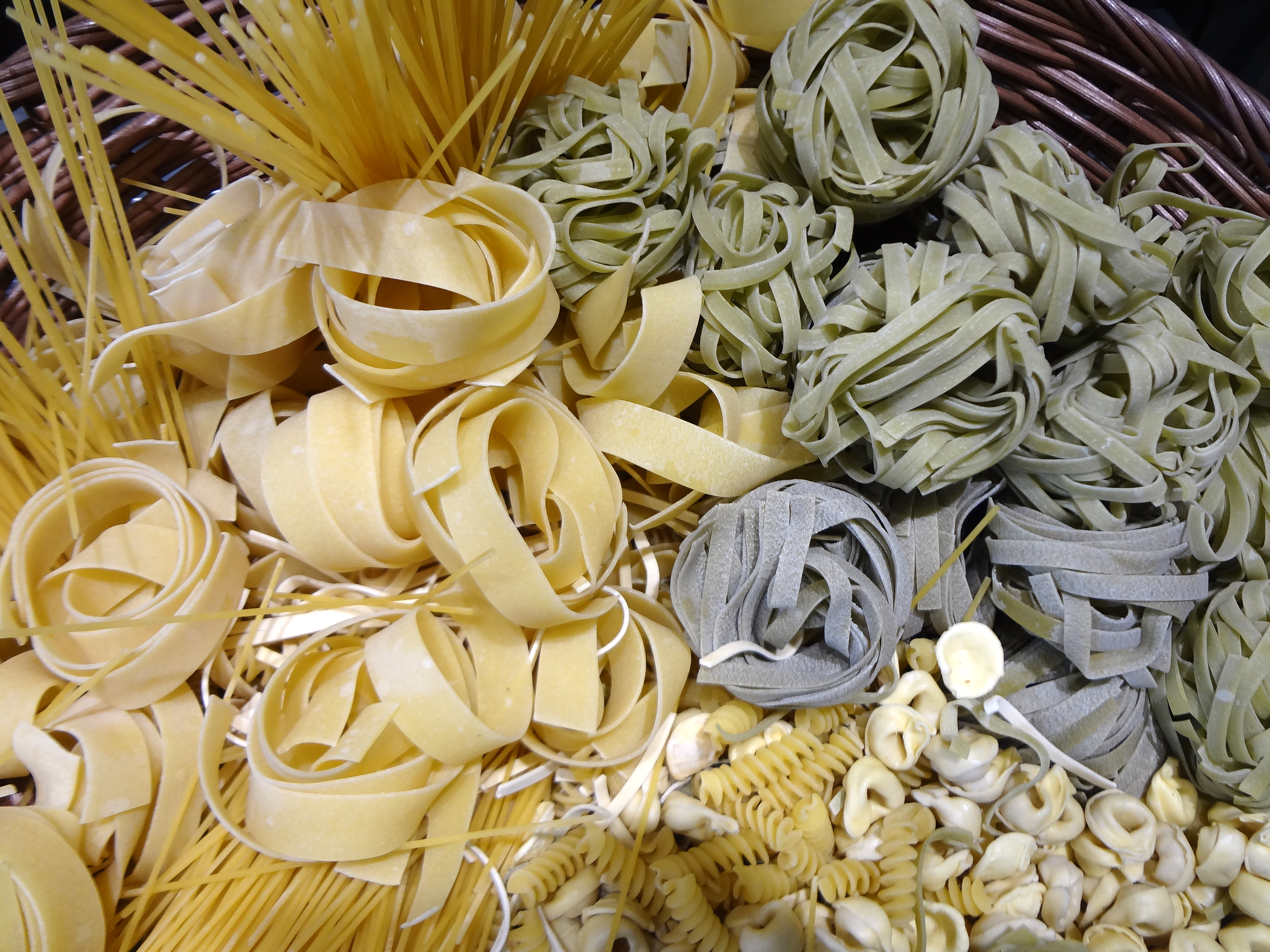
Vari formati di pasta. La pasta è un elemento cardine della cucina italiana.

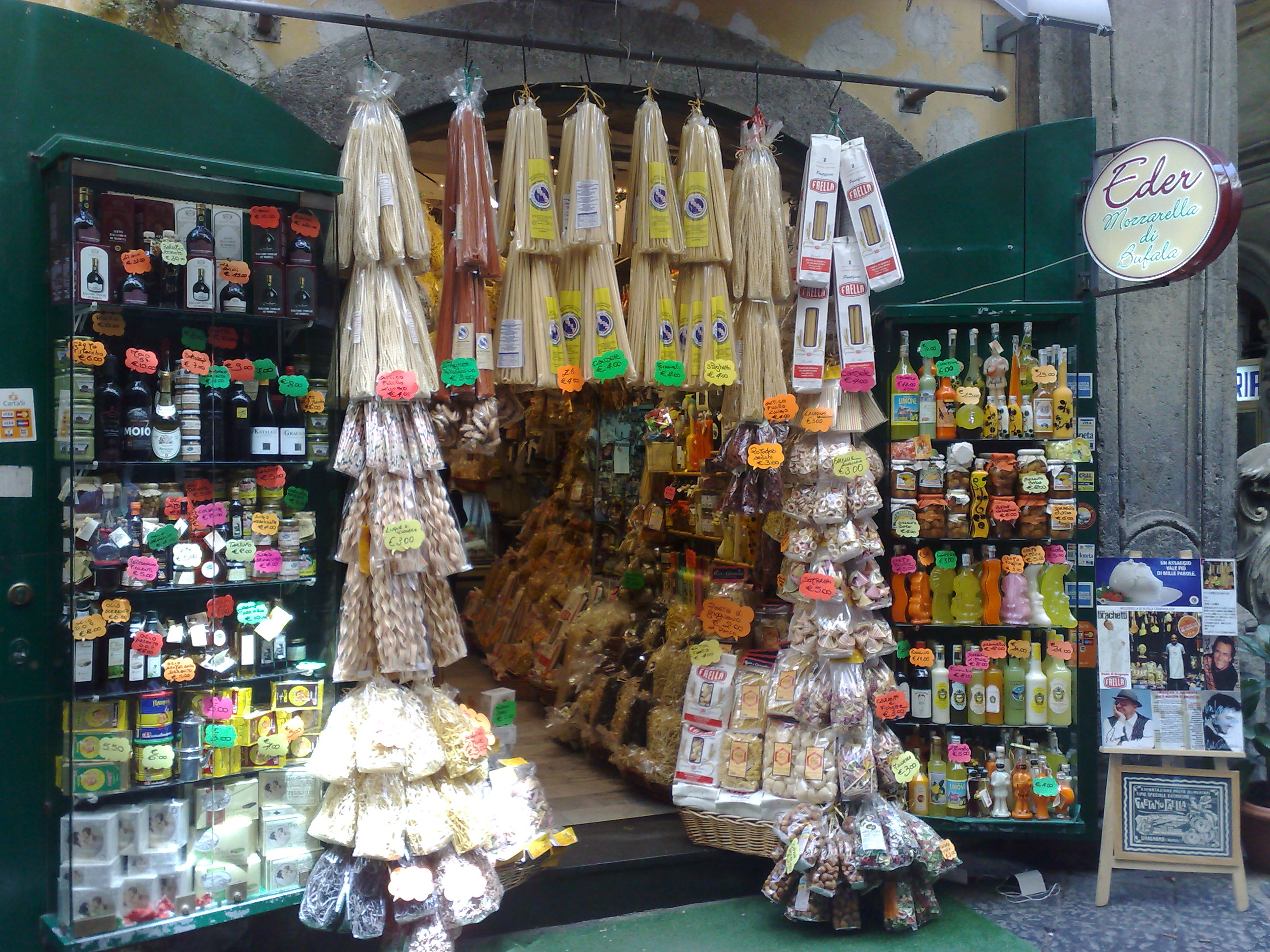
La pasta a Napoli

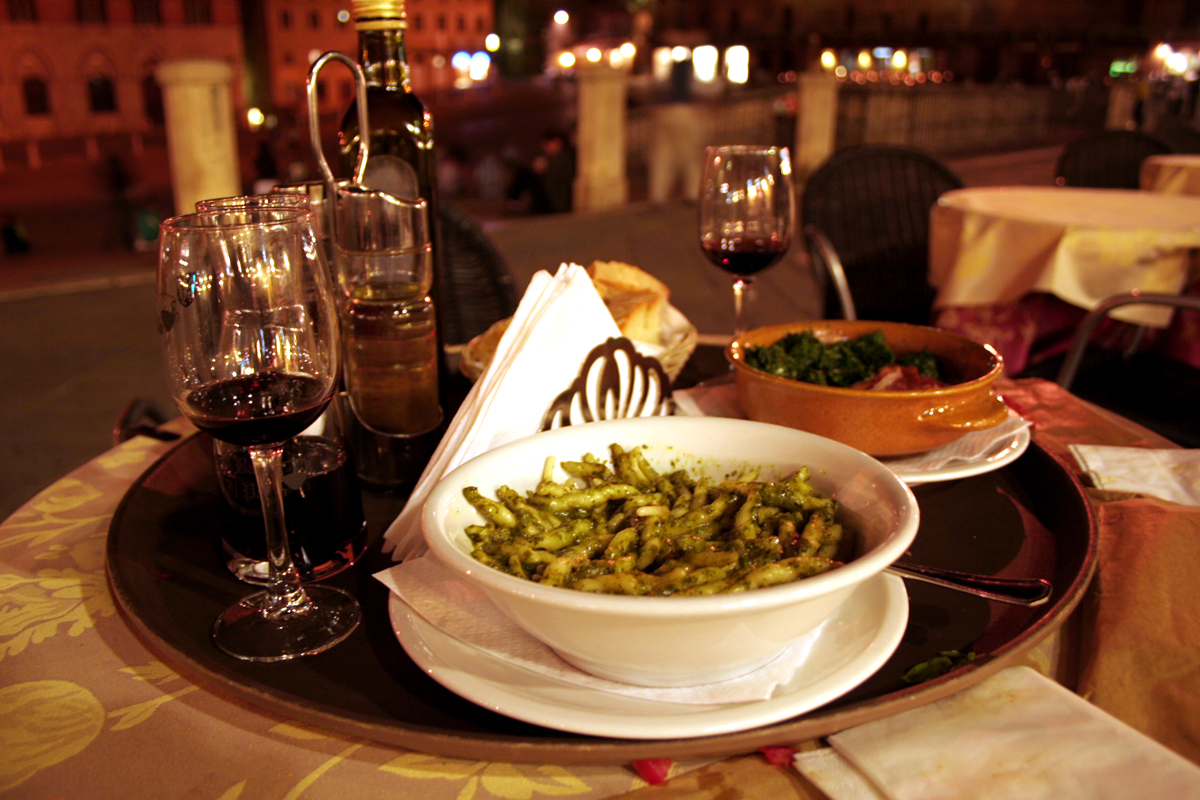
Trofie al pesto, di Genova

La pasta (in ambito tecnico definita come pasta alimentare) è un alimento a base di farina di diversa estrazione, tipico delle varie cucine regionali d'Italia, divisa in piccole forme regolari destinate alla cottura in acqua bollente e sale o con calore umido e salato.
Il termine pasta (dal tardo latino păsta e – a sua volta – dal greco antico πάστη?, pástē, "farina mescolata con acqua e sale"), inteso come abbreviazione dell'italiano pastasciutta, può anche indicare un piatto dove la pasta sia l'ingrediente principale accompagnato da una salsa, da un sugo o da altro condimento di vario genere.

## Tipi principali
Le paste alimentari nel mondo vanno differenziate e divise anche dal punto di vista storico, essendo frutto distinto di due vaste e longeve culture gastronomiche che hanno sviluppato e dato origine a questi tipi di alimenti nel corso di molti secoli in maniera del tutto parallela, indipendente e diversa, senza che l'una venisse in contatto con l'altra; ossia:
- italiana (come la tradizionale sfoglia, l'arte della pasta ripiena, i popolari spaghetti, la pastasciutta campana, la pasta di Gragnano IGP, i classici maccheroni, la pasta ligure, quella pugliese, calabrese, siciliana, ecc.), diffusasi gradualmente in tutto l'Occidente e in ambiti mediterranei;
- cinese (ad esempio la pasta pechinese, gli wàhntān, i lāmiàn, la pasta cantonese, ecc.), diffusa e conosciuta, sotto vari aspetti, in gran parte dei paesi asiatici dell'Estremo Oriente.

Entrambe utilizzano materie prime differenti e tecniche di lavorazione completamente distinte e senza alcuna relazione tra loro per la preparazione, la produzione, la presentazione e la degustazione.

## Storia

### Origine

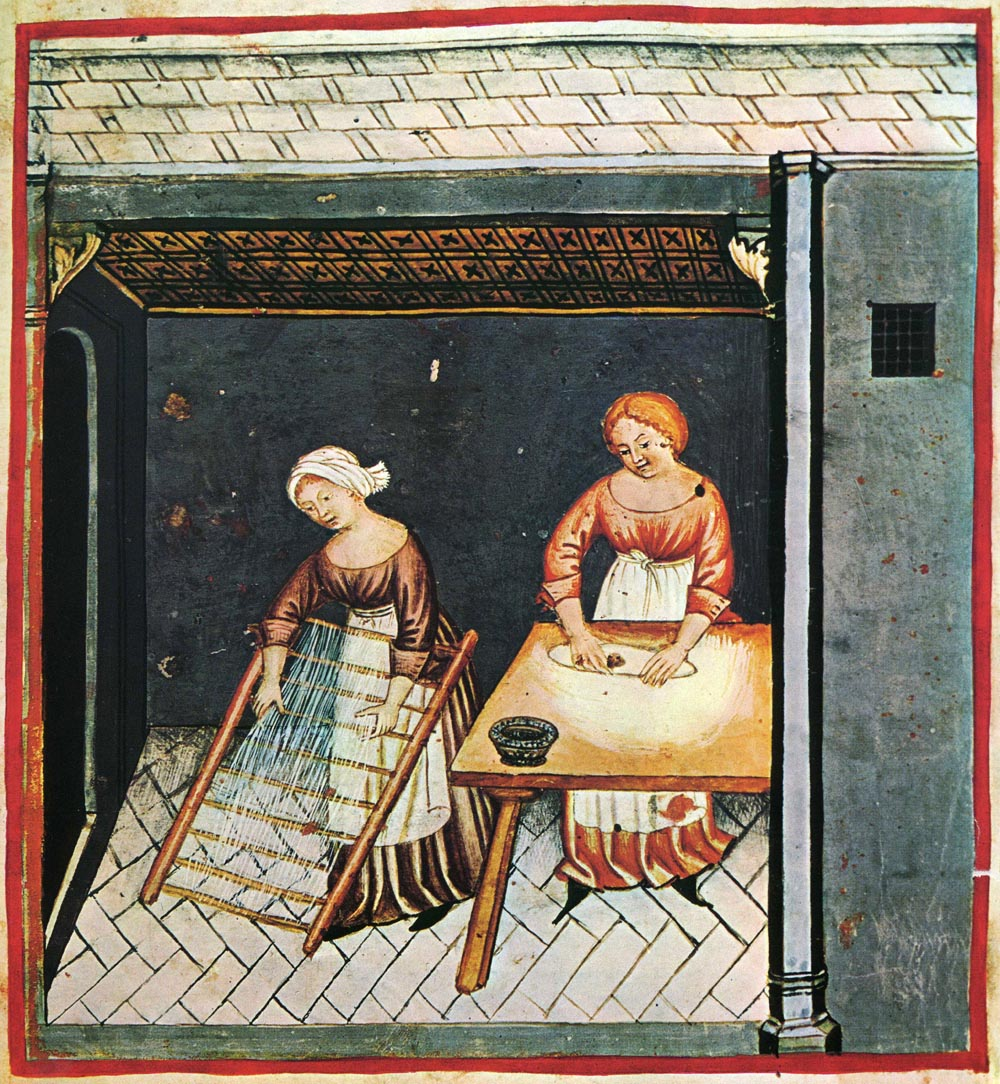
Preparazione della pasta, Tacuinum sanitatis Casanatense (XIV secolo).

Le origini della pasta sono molto antiche. Presente nelle sue forme più semplici e primordiali in diverse parti del continente euroasiatico, fin da tempi remoti, sviluppandosi in maniera totalmente parallela, indipendente, diversificata e senza alcuna relazione reciproca, dalle valli cinesi dell'Estremo Oriente, alle aree mediterranee della penisola italica. In quest'ultima zona, in particolare, ebbe un rapido e importante sviluppo gastronomico e tradizionale, che è durato intatto sino al giorno d'oggi.
La pasta, infatti, era già ampiamente conosciuta ai tempi della Magna Grecia (Sud Italia) e dell'Etruria (Italia Centro-Occidentale), dove era conosciuta con altri nomi.
In particolare, era conosciuta con il termine greco láganon o con l'etimo, a più ampia radice mediterranea, tanto etrusco come magnogreco ed italico, makária o makarṓnia (col significato di "cibo beato", offerto in cerimonie funerarie); il quale, una volta subentrato nel vocabolario latino, è giunto fino ai giorni nostri sotto forma del verbo di alcune zone dell'Italia meridionale [a]'maccari, che, a sua volta, è all'origine dei termini dialettali maccaruni/maccaroni e del corrispettivo maccheroni, nonché del verbo italiano ammaccare (avente significato generico di fare pressione, premere, schiacciare o, nel caso della pasta, con il senso di lavorare una materia malleabile pressandola, impastandola e modellandola).
Il termine latino lagănum veniva usato per indicare un impasto di acqua e farina tirato e tagliato a strisce; ciò è documentato dagli scritti di Cicerone, l'antico filosofo romano, il quale tesseva lodi parlando di laganæ, termine latino dal quale, attraverso l'etimo corrispettivo lasănum (recipiente di cottura), deriva il nome "lasagna"(conosciuta in latino volgare come lasanĭa).
Derivati del termine latino laganæ sono infatti ancora comuni in alcune regioni del Sud Italia, in particolare in Irpinia (Campania) con le tipiche làine e fasuli, nel Cosentino (Calabria) e in altre zone della Puglia, della Basilicata (làgane e ciceri) e del Lazio, per indicare della pasta lunga a strisce (simile alle tagliatelle, ma più corta), conosciuta ancora attualmente col nome di làgana o làina, solitamente condita con leguminacee a secco e amalgamata con olio d'oliva e spezie, così come si faceva in antichità. Il vocabolo latino păsta, che era più generico, deriva dal termine păstam e dal sinonimo greco antico πάστη, col significato di "farina mescolata con acqua e sale", derivante a sua volta dal verbo pássein, e cioè impastare. Questo termine comincia a essere impiegato in Italia a partire dall'anno 1051 circa, anche se a cercare le origini della pasta, chiamata con altri nomi, si può tornare indietro fin quasi all'età neolitica (circa 8000 a.C.) quando l'uomo cominciò la coltivazione dei cereali che ben presto imparò a macinare, impastare con acqua, cuocere e, durante il medioevo italiano, seccarne il prodotto al sole, per poterlo conservare più a lungo. La pasta, in antichità, era infatti un cibo diffuso in varie zone del bacino del Mediterraneo e dell'Estremo Oriente, nelle sue molteplici varianti locali, molte delle quali scomparse o non evolutesi, di cui si trovano tracce storiche in diverse parti del continente euroasiatico.
Questo alimento acquisisce una posizione particolarmente importante e un ampio sviluppo in Italia e in Cina, dove vengono a crearsi due prestigiosi e consolidati filoni di tradizione gastronomica, fin dai tempi più remoti, che pur non incontrandosi e non contaminandosi culinariamente, si completano a vicenda nella loro diversità, producendo cibi simili contemporaneamente e parallelamente, a latitudini diverse e in continenti lontani, culturalmente distinti e con materie prime e tecniche ben differenti, i quali si possono ancora incontrare sulle tavole degli uomini d'oggi, in quasi tutto il mondo, grazie alle esportazioni globali che, partendo da queste due nazioni, hanno fatto il giro del globo, ma di cui rimane difficile, se non impossibile, stabilire e ricercare rapporti tra essi prima dell'epoca odierna, proprio per la complessità dei percorsi intermedi. Effettivamente, la pasta così come la conosciamo oggi, è autoctona e tradizionale di entrambi i Paesi, sia dell'Italia (da cui si è mossa in altri Paesi Occidentali), che della Cina (da cui si è diffusa nel resto dell'Oriente), ma sviluppatasi nei due casi con tecniche e materie distinte. Una delle testimonianze più antiche, databile intorno a 3800 anni fa, è data da un piatto di 麵 (lāmiàn), dei noodles cinesi di miglio, rinvenuti nel Nord-Ovest della Cina, presso la città di Lajia, sotto tre metri di sedimenti.
Il ritrovamento cinese è comunque, storicamente, considerato assolutamente indipendente e completamente distinto dalle paste alimentari italiane, anche perché all'epoca i cinesi non conoscevano il frumento, caratteristico delle produzioni italiane e mediterranee, le quali utilizzano, tra l'altro, metodi di lavorazione completamente differenti a quelli orientali; il che ne sottolinea maggiormente il parallelismo d'autore e la diversa origine tra i due cibi e fra le due invenzioni culinarie. Allo stesso modo possiamo trovare tracce di paste alimentari, altrettanto antiche, già tra Etruschi, Greci, Romani e altri popoli italici. Chiara è la testimonianza per gli Etruschi rinvenuta a Cerveteri, nella tomba della Grotta Bella, risalente al IV secolo a.C., dove su alcuni rilievi sono chiaramente raffigurati degli strumenti ancora oggi in uso in Italia per la produzione casalinga della pasta fresca, come spianatoia, matterello e rotella per tagliare. Per il mondo greco e quello latino numerose sono le citazioni fra gli autori classici, tra cui Aristofane e Orazio, i quali usano i termini láganon (greco) e lagănum (latino) per indicare un impasto di acqua e farina, tirato e tagliato a strisce, dette anche laganæ (una sorta di tozze fettuccine che, durante l'antichità classica, non venivano ancora cotte tramite bollitura in acqua, ma bensì infornate e lasciate cuocere direttamente nel condimento, essendo la bollitura una tecnica di cottura della pasta che subentrerà in epoca medievale). Le suddette làgane, ancora oggi in uso nel Mezzogiorno d'Italia (e conosciute localmente anche come làine), acquisiscono tanta dignità da rientrare nel quarto libro del De re coquinaria del conosciuto ghiottone e gastronomo latino Apicio, vissuto a cavallo tra il I secolo a.C. e il I secolo d.C., nonché autore del primo ricettario culinario tuttora conosciuto. Egli ne descrive minuziosamente i condimenti, tralasciando spesso le istruzioni per la loro preparazione, facendo così intendere che la pasta fosse ampiamente conosciuta e usata in tutta l'Italia antica, tanto che era superfluo descriverla.
Secoli dopo, presso gli arabi medievali, il poeta e musicista Ziryab, che era anche un appassionato gastronomo del IX secolo, descriveva, nell'anno 852, impasti di acqua e farina molto diffusi nella Sicilia musulmana, assimilabili alle paste alimentari e antenati dei vermicelli e degli attuali spaghetti. Ne' Il diletto per chi desidera girare il mondo o Libro di Ruggero (Kitāb Rujārī o Tabula Rogeriana), pubblicato nel 1154, Muhammad al-Idrisi, geografo di Ruggero II di Sicilia, descrive Trabia, un paese a 30 km da Palermo, come una zona con molti mulini dove si fabbricava una pasta a forma di fili modellata manualmente ed evolutasi dal lagănum di epoca romana, che successivamente prenderà il nome di vermicelli e in seguito di spaghetti, ma che al tempo al-Idrisi apostrofava, nella sua lingua, con il termine più generico di itriyya (dall'arabo itriyya e a sua volta dal greco itrion, che significava appunto "pasta secca stirata e filiforme", nome, quest'ultimo, tuttora in uso anche per alcune altre tipologie di paste lunghe meridionali, prodotte ancora oggi dalle massaie di Puglia e di Sicilia e chiamate con il vocabolo dialettale trija o tria), e che, una volta essiccata, veniva spedita con navi in abbondanti quantità per tutta l'area del Mediterraneo, sia musulmano che cristiano, così come ben descritto da al-Idrisi, dando origine a un commercio molto attivo, che dalla Sicilia si diffondeva soprattutto verso nord lungo la penisola italica e verso sud fino all'entroterra sahariano, dove era molto richiesta dai mercanti berberi.
Nel 1279 il notaio marchigiano Ugolino Scarpa, facendo un elenco di ciò che un milite genovese, tale Ponzio Bastone, lasciava alla sua morte nella sua povera eredità, descrive in italiano medievale: "una bariscella plena de maccaroni", facendo riferimento appunto a una "cesta di vermicelli" (o spaghetti); e ancor prima, nel 1244, un medico bergamasco promette a un lanaiolo di Genova che lo avrebbe guarito da un'infermità alla bocca se egli non avesse mangiato né carne, né frutta, né cavoli, né pasta, scrivendo testualmente: "....et non debae comedare aliquo frutamine, neque de carne bovina, nec de sicca, neque de pasta lissa, nec de caulis...", vietandogli appunto di mangiare, tra altri alimenti, anche la pasta; altro esempio è quello del 1221 presente in una cronica di Fra' Salimbene da Parma, che parlando di un frate grosso e corpulento, tale Giovanni da Ravenna, annota: “... non vidi mai nessuno che come esso si abbuffasse tanto volentieri di lasagne con formaggio!”; e ancora si potrebbero menzionare gli scritti del poeta Jacopone da Todi, che nel 1230, in una sua lettera al Papa, parla e descrive ampiamente i "maccaroni", trattandoli come se fossero un oggetto di piacere sublime e ultraterreno.
Queste testimonianze e molte altre, tutte scritte e documentate in Italia, posteriormente ai testi dell'antichità classica del mondo greco-romano, dimostrano che, la pasta, così come noi oggi la conosciamo, fosse ben diffusa e conosciuta, prodotta e consumata fin dall'alto medioevo, in tutta la penisola italica, da nord a sud, e rappresentano le prime testimonianze rintracciabili e tangibili sulla pasta alimentare che poi entreranno nella storia.

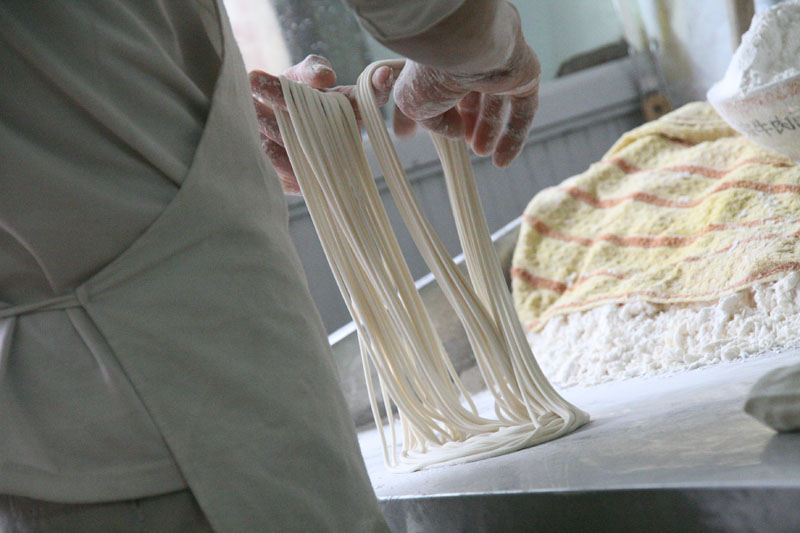
Preparazione artigianale di spaghetti cinesi

Nella tradizione orientale, invece, una delle più antiche e complete fonti sui diversi tipi di masse per miàn, che segna anche l'inizio della diversificazione delle tecniche di preparazione in funzione della specie di cereale impiegata, è rappresentato dal Qimin yaoshu, “Le tecniche essenziali per il popolo Qi”, primo trattato di agricoltura cinese dell'VIII secolo, in cui l'autore, Jia Sixie, in una parte dedicata all'economia domestica, descrive prestigiosi piatti e prodotti gastronomici dell'epoca tra cui molti a base esclusivamente di cereali lavorati. Fra questi distingue paste di riso e paste di cereali diversi dal grano, e in particolare di miglio, che, avendo solo amido, necessitano di processi di impastatura ben diversi dalle altre per poter divenire paste alimentari. Vi si descrive una tecnica di allungamento in bagno d'acqua per le paste migliacee (usanza in uso ancora oggi in Oriente e completamente differente dai metodi di lavorazione italiani in Occidente), processo che ha il fine di lavare l'amido e valorizzare le caratteristiche del glutine che le rende «incomparabilmente scivolose», e in cui si dimostra di aver intuito la stessa importanza riscontrata da Jacopo Bartolomeo Beccari che ne scoprì i principi nutritivi all'inizio del XVIII secolo. Per le paste di amido, come quelle di riso, sconosciute ed estranee alle tradizioni culinarie occidentali, vi si descrive un processo di fissaggio della forma attraverso la parziale gelatinizzazione in acqua bollente di un impasto molle, diviso in filamenti attraverso uno staccio, tramite il quale vengono versate direttamente nel liquido o all'occorrenza scolate e cotte a vapore per differirne l'uso (tipico mezzo di cottura ancora oggi usato in Cina, punto di partenza dal quale poi si diffuse in altre zone dell'Estremo Oriente, come il Giappone).

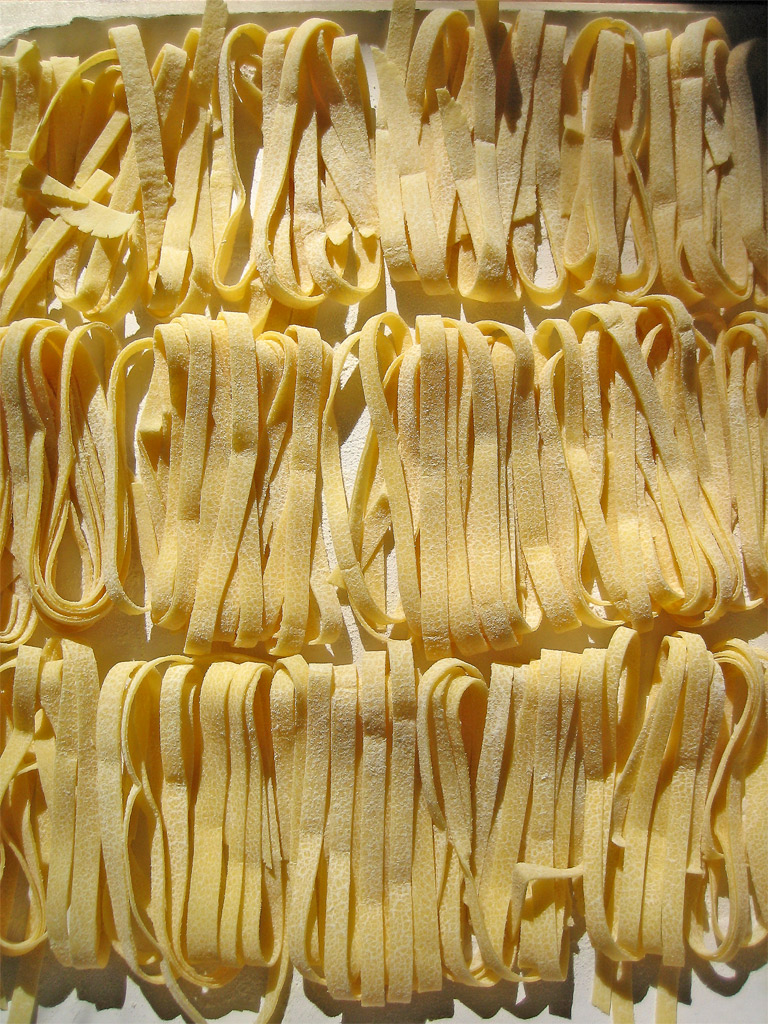
Tagliatelle

Nell'Europa centrale, e in particolar modo nella Germania occidentale, possiamo trovare invece una discreta diffusione e riadattazione della pasta all'uovo proveniente dal Nord Italia. La pratica di idratare la farina con le sole uova si attesta già radicata in Renania dalla metà del XVII secolo; mentre in Italia, da cui poi giungerà anche in Francia, Spagna e in altri luoghi dell'Europa meridionale, non risultano tracce di quest'uso, con il quale l'abate germanico, Bernardin Buchinger, scrive in lingua tedesca il libro di cucina che diventerà la base della tradizione gastronomica alsaziana, in cui si dice che gli alsaziani avevano integrato nella loro alimentazione una versione di massa arricchita da "molte uova" (che per quella società voleva dire 6 od 8 uova per kg di farina), realizzando un tipo di pasta chiamata dai tedeschi nudeln (da cui in seguito deriverà il termine inglese noodle), la cui caratteristica era di essere soda e omogenea, stesa col matterello e tagliata in nastri; usanza che però non si diffuse mai al di fuori di quest'area geografica germanica.

### Evoluzione

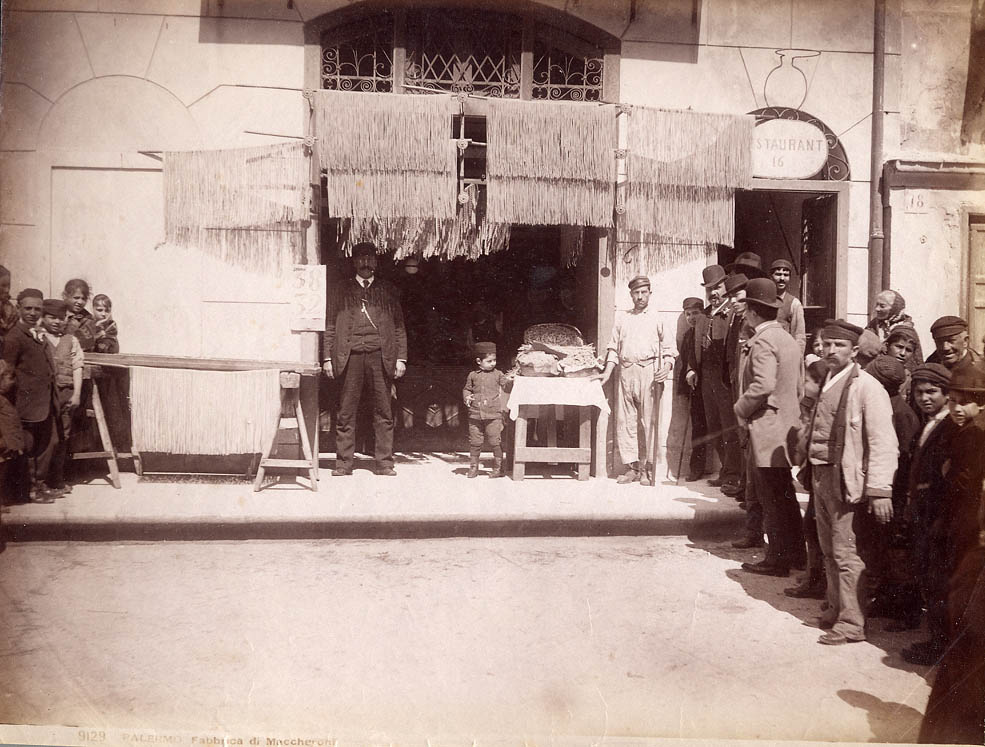
Fabbrica di maccheroni, Palermo.

La più importante novità del Medioevo per la costituzione della moderna categoria di pasta alimentare, fu l'introduzione e l'invenzione italiana di un nuovo metodo di cottura e di nuovi formati. Il sistema della bollitura, usato nell'antichità classica solo per pappe o polente di diversi cereali, sostituì il passaggio al forno dove le antiche lagane erano poste direttamente con il condimento come liquido di cottura. Nacquero in Italia le prime paste forate soprattutto nel Centro-Sud, come rigatoni (detti in alcune regioni "maccheroni"), penne e bucatini, e quelle ripiene, più comuni nel Centro-Nord, come tortellini, ravioli e agnolotti, seguiti sempre al Nord e in parte del Centro dall'avvento della pasta fresca all'uovo.
L'importante invenzione della pasta secca a lunga conservazione è attribuita storicamente agli abitanti della Sicilia musulmana, che bisognosi di provviste da vendere ai mercanti arabi e berberi che effettuavano lunghi spostamenti nel deserto, svilupparono metodi efficaci di essiccazione all'aria aperta, spesso usati in precedenza per alimenti simili alla pasta anche dalle popolazioni islamiche del Medio Oriente, ma perfezionati dai siciliani ai tempi dell'Emirato di Sicilia e perpetuati, in parte, ancora ai giorni nostri, e fu questa una delle novità che più influì nelle abitudini alimentari e nei commerci della pasta dall'Italia verso il resto del mondo. In Sicilia, già durante la dominazione musulmana, si sviluppò la produzione di spaghetti e vermicelli, noti come itrya o tria. Questi primi prototipi di pasta lunga venivano essiccati e spediti in grandi quantità in tutto il Mediterraneo, influenzando la diffusione della pasta secca nell'Europa medievale.
Fu nel Medioevo che sorsero le prime botteghe italiane per la preparazione professionale della pasta secca, che dal Sud Italia, impregnato di cultura araba (la sua produzione è attestata in Sicilia già in epoca musulmana), si mossero verso il resto della penisola, il Nord Africa, il Medio Oriente, il Levante spagnolo e il resto d'Europa. Già a metà del XIII secolo si installarono grandi pastifici soprattutto a Napoli, Genova e Salerno (in particolare Minori, uno dei principali centri di produzione di pasta del Regno delle due Sicilie), città che avranno poi grande partecipazione nell'evoluzione e nel successo delle paste alimentari. In un secondo tempo i pastifici aprirono anche in Puglia e in Toscana, e nel XIV secolo vennero costituite le prime Corporazioni Di Pastai Italiani, controllate e regolamentate dal Papa, le cui bolle normativizzarono le maniere bottegaie e stabilirono, tra il 1300 e il 1400, che, specialmente nella città di Roma, non potevano esserci meno di 50 metri tra una bottega di pasta e l'altra, per evitare liti tra commercianti; documenti che mettevano chiaramente in mostra come l'arte pastaia fosse enormemente diffusa in tutta l'Italia di quell'epoca.
L'essiccazione permise alla pasta di affrontare lunghi percorsi via mare, per i quali si specializzarono soprattutto i commercianti genovesi, chiamati solitamente e localmente fidellari, dato che, fidelli, era il nome dato agli spaghetti in questa zona del Nord-Ovest italiano, mentre nel resto d'Italia continuavano a essere chiamati vermicelli (e gli artigiani pastai soprannominati vermicellari), ma gli stessi tempo dopo prenderanno il nome di spaghetti. Fu così che la Liguria divenne luogo di produzione di enormi quantità di paste secche, mentre l'Emilia-Romagna, la Lombardia, la Basilicata e il Veneto rimarranno legati all'uso della pasta fresca che tuttora persiste.
Oltre ai croxetti liguri (pasta discoidale) e all'ancia alexandrina lombarda (pasta lunga), nel Trecento, il Liber de coquina spiega molto dettagliatamente il modo di fare 
lasagne nell'area emiliana, e si consiglia di mangiarle con "uno punctorio ligneo", un attrezzo di legno appuntito. In effetti, mentre nel resto d'Europa per mangiare si useranno le mani fino al XVII-XVIII secolo, in Italia si ebbe una precoce introduzione della forchetta, che nella sua fase iniziale passò dal Regno di Napoli ai palazzi dei dogi veneziani, per poi comparire alla corte fiorentina dei De' Medici, facendo sì che con la sovrana Caterina si diffondesse dall'Italia rinascimentale al Regno di Francia, per poi approdare nel resto d'Europa e del mondo. Utensile, la forchetta, considerato più comodo per mangiare la pasta scivolosa e bollente appena introdotta nel sistema alimentare d'oltralpe e inizialmente mangiata solo dalle classi alte della nobiltà europea, soprattutto tra i nobili di quelle corti che avevano maggiore contatto con il popolo italiano, come gli spagnoli, i francesi e gli austriaci, che consideravano la pasta "un'originale leccornia, una stravaganza italiana e una prelibatezza per ricchi, un cibo di nicchia e d'élite", mentre in Italia era diffusa maggiormente tra il popolo e tra le classi più basse come cibo quotidiano, al contrario del resto del continente europeo, dove non superò mai i palazzi di corte del tempo, se non in epoca moderna.
Durante il Quattrocento, nel Libro de arte coquinaria di Maestro Martino, si trovano le prime indicazioni tecniche per la preparazione dei vermicelli o "maccaroni siciliani" (per la prima volta il termine maccaroni indica anche pasta corta forata) e "maccaroni romaneschi" (tipo tagliatelle). Le ricette dell'epoca prevedevano che la pasta fosse cotta al dente e condita in maniera leggera e nutritiva, così come avrebbe dovuto essere un cibo proprio di gente abituata a lavorare la terra, che aveva bisogno di nutrimento e allo stesso tempo di non appesantirsi lo stomaco per rimanere leggeri e sopportare la fatica, mentre all'estero veniva spesso erroneamente servita come contorno ad altre vivande e specialmente con la carne. Questo gusto, insieme a quello per la pasta "scotta", si trova ancora tutt'oggi fuori dall'Italia, dove già nel Seicento, Giovanni Del Turco, cominciava a consigliare una cottura più breve che lasciasse i maccheroni "più intirizzati e sodi". Classico fu anche l'abbinamento con formaggio grattugiato, come il parmigiano reggiano, usato come preziosa mercanzia di scambio in Emilia fin dall'alto medioevo, abbinamento mai scardinato, anche in seguito nella fortunata giunzione col pomodoro che arrivò dalle Americhe a metà del Cinquecento (e trasformato per la prima volta in salsa nell'allora Regno di Napoli durante il 1600), sperimentatosi e attestatosi con soddisfazione nella società italiana del tempo già tra il Seicento e la prima metà Settecento, con la creazione di vari piatti innovativi, ancora oggi esistenti e comuni nella gastronomia italiana.
Il più antico campione di pasta industriale conosciuto, degli spaghetti provenienti da una fornitura destinata a un carcere, è stato rinvenuto nell'Archivio di Stato di Parma e risale al 1837. A causa dell'età, l'analisi del campione non ha permesso di stabilire se il grano duro fosse la componente principale, mentre è stata dimostrata la presenza considerevole di grano tenero e l'assenza dell'uovo.

### La leggenda
Diffusa è l'anacronistica convinzione, comune soprattutto nel continente americano, che sia stato Marco Polo, di ritorno dalla Cina nel 1292, ad introdurre la pasta prima in Italia e poi in tutto l'Occidente. Questa tuttavia è una leggenda metropolitana, nata negli Stati Uniti nel 1938, sul Macaroni Journal, pubblicato da un'associazione di industriali statunitensi e canadesi con lo scopo di nobilitare la pasta agli occhi dei consumatori americani, in modo che fosse percepita come un alimento più internazionale e non legato ai ghetti italiani (le Little Italy), nei quali era presente fin dalla prima metà del XIX secolo. Si voleva evitare di associare l'alimento all'opinione diffusa che univa gli immigrati italiani alla malavita. Il giornale riportava in una sezione fumettistica e infantile come il famoso navigante veneziano, dopo essere tornato nel 1292 dalla Cina, avesse portato con sé un fascio di noodles cinesi i quali sarebbero stati all'origine della pasta italiana. Seguì nel 1939 (un anno dopo il giornale) l'altrettanto fantasiosa pellicola statunitense: Uno scozzese alla corte del Gran Kan (The Adventures of Marco Polo), che favorì il radicarsi nell'opinione pubblica globale di queste menzognere convinzioni popolari sull'esploratore veneziano e sulla pasta.
Questa storia è appunto in realtà fittizia e smentita da qualsiasi storico e studioso del tema, per la gran quantità di prove tangibili, documentate ed irrefutabili sull'esistenza della pasta in Italia precedenti di svariati secoli (se non di millenni) la stessa nascita di Polo, attestazioni che vanno dall'Evo Antico (come i bassorilievi di utensili per fabbricare pasta presenti in tombe etrusche del IV secolo a.C.; l'attestazione del consumo del láganon in Magna Grecia; o i resoconti latini del I secolo a.C., tra i quali quelli di Cicerone, Orazio ed Apicio, riguardanti l'arte culinaria e in particolar modo il lagănum di epoca romana) al Medioevo (tra cui gli scritti del filosofo arabo Ziryāb del 1058, che descrivono l'uso della pasta nel Sud Italia; le testimonianze del geografo arabo al-Idrisi alla corte del re normanno Ruggero II di Sicilia, del 1154, che trattano in maniera ampia e dettagliata il commercio dei vermicelli fabbricati nei pastifici di Trabia, vicino a Palermo, ed esportati in tutto il Mediterraneo; le cronache del 1221 di Fra' Salimbene da Parma, il quale narra delle abitudini alimentari del suo confratello Giovanni da Ravenna la cui dieta era costituita da pasta; le lettere del filosofo Jacopone Da Todi al Papa del 1230, che descrivono il suo amore per i maccaroni; la diagnosi di un medico di Bergamo, che nel 1244 vieta a un suo paziente di mangiare pasta; o i documenti del notaio marchigiano Ugolino Scarpa, che nel 1279 descrive le eredità di un suo cliente, tra le quali figura una "cesta de maccaroni"....ecc.).
Tutte queste prove scritte e tangibili, come risulta anche dalle date, sono precedenti al ritorno dalla Cina di Marco Polo, che tornò dal Regno del Catai solo nel 1292, e mettono chiaramente in evidenza come la pasta fosse ampiamente conosciuta in Italia già da molto tempo prima del suo rientro a Venezia. Altra prova inconfutabile è il fatto che al tempo del viaggio di Polo, la corte cinese della quale il navigante fu ospite, e con la quale si relazionò, era composta da mongoli della dinastia Yuan di Kubilai Khan, i quali, allora come oggi, non mangiavano e non mangiano pasta, a differenza del popolo cinese, con il quale Polo ebbe pochi contatti diretti, tanto da non menzionare, ne' Il Milione, nemmeno gli ideogrammi cinesi, né la pasta cinese, né altre usanze dei popoli della Cina che non fossero i mongoli della corte imperiale, con i quali aveva stabilito i suoi rapporti commerciali e di amicizia. Una delle poche usanze gastronomiche che Polo descrive dei cinesi (e non dei mongoli) è l'uso alimentare dell'albero del pane, dal quale, scrisse, i cinesi ricavavano masse commestibili somiglianti a una sfoglia di lasagna, dando anche dimostrazione che lui stesso già conoscesse la pasta, e in particolar modo le lasagne, dato che l'aveva da sempre mangiata a Venezia, e limitandosi quindi solo a descrivere questo alimento vegetale cinese.
In realtà, entrambe le tipologie di pasta, sia quella italiana che quella cinese, precedono di molto i viaggi di Polo e non hanno nessuna relazione tra loro, essendo frutto di due culture distanti e diverse che, in maniera parallela ed indipendente, senza che l'una abbia influito sull'altra, hanno sviluppato alcuni alimenti apparentemente simili ma allo stesso tempo molto diversi sia nelle materie prime che nei metodi di lavorazione e di eventuale essiccazione (al tempo non ancora presente in Cina) e cottura, così come nei condimenti.
La frase che scatenò la fantasia degli statunitensi negli anni trenta e che contribuì a formulare la fantasiosa tesi fu quella che, tra le meraviglie del mondo descritte ne' Il Milione, a proposito del reame di Fansur, Marco Polo scrisse: "Qui à una grande maraviglia, che ci àn farina d'àlbori, che sono àlbori grossi e hanno la buccia sottile, e son tutti pieni dentro di farina, e di quella farin[a] si fa molti mangiar di pasta e buoni, ed io più volte ne mangiai!"; frase alla quale, nelle note alla prima versione italiana, Giovan Battista Ramusio aggiunge in seguito che: "....la farina purgata et mondata, che rimane, s'adopra, et si fanno di quelle lasagne, et diverse vivande di pasta, delle quali ne ha mangiate più volte il detto Marco Polo". Polo con questa frase si riferiva semplicemente al già menzionato albero del pane, nominando lui stesso la pasta e le lasagne e quindi dimostrando la familiarità che avesse con questi alimenti prima del suo stesso viaggio (così come il Ramusio che accenna alla similitudine tra i due cibi). Pertanto gli statunitensi, come dice Giuseppe Prezzolini, non hanno esitato a reinterpretare a modo loro il testo del Ramusio, inventandosi di sana pianta l'importazione dalla Cina degli spaghetti, e diffondendo così una delle tante leggende metropolitane propagatesi nel mondo a livello popolare, la cui inattendibilità e falsità è stata ampiamente dimostrata da tutti gli storici che hanno avuto modo di trattare l'argomento.

## La pasta in Italia

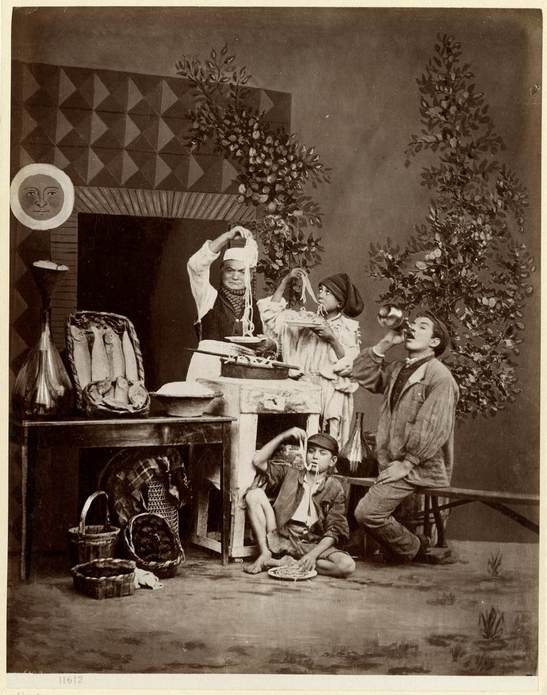
Mangiatori di spaghetti, prima del 1886, Napoli.

La pasta è considerata dal popolo italiano, oltre che un alimento, un elemento di unione condiviso in tutta l'Italia: essa è parte integrante della vita, della cultura popolare (semplice ma tradizionale) di tutti gli italiani, non solo della loro cucina, ma della loro stessa essenza, da sempre. Gli ambienti, i fenomeni e le atmosfere che girano e si creano intorno a un piatto di pasta, entreranno nell'immaginario collettivo riguardante l'italiano medio in tutta Europa e nel mondo intero, prima nella letteratura e nella musica durante il Medioevo, poi nell'Opera e nel teatro del periodo rinascimentale e, infine, nel cinema in epoca odierna, offrendo lo spunto per molti capolavori di fama internazionale, che sono da sempre parte dell'italianità. Riferendosi all'unità d'Italia, a volte politicamente discussa, Cesare Marchi, riconobbe nella pasta un potente simbolo unitario e così la descrisse:
(C. Marchi, Quando siamo a tavola, Rizzoli, 1990)

### Medioevo
Già nel XIV secolo nel Decameron di Giovanni Boccaccio fa leva sull'immaginario goloso dei lettori parlando di pasta, cibo già diffuso e comune durante il Medioevo italiano, che qui diventa simbolo di abbondanza alimentare.
(G.Boccaccio Decameron VIII 3)

### Evo moderno
Nel XVI secolo i maccheroni, divenuti sinonimo del popolo che se ne nutriva, e spesso simbolo dell'italiano all'estero già da allora, danno il nome a un genere letterario in latino volgare italo-romanzo, che è quello della poesia maccheronica (o maccaronica) e dell'impasto linguistico con cui è scritta cioè il latino maccheronico, per cui uno degli esponenti di spicco sarà Teofilo Folengo.
Nel 1835 Giacomo Leopardi, componendo i Nuovi Credenti, non condivideva l'amore dei napoletani per i maccheroni. Gioachino Rossini invece, che si autodefiniva "Pianista di terza classe ma primo gastronomo dell'universo", amava la pasta che si faceva spedire direttamente da Roma e da Napoli, tanto che nel 1859 in una lettera a un amico, si lamenta del ritardo di un carico di pasta firmandosi: "Gioacchino Rossini Senza Maccheroni".

### Emigrazione
Con l'inizio dell'emigrazione di massa, la tradizione culinaria italica divenne un "luogo comune" dispregiativo per apostrofare gli italiani, i quali vennero soprannominati spesso per le loro abitudini alimentari. La maggior parte di questi appellativi si riferiva proprio alla pasta, termini come: Maccaronì, Pastar, Spaghettifresser, Makaronu, Kabinti, Spaghettix, Espaguetis...etc, erano pronunciati in nazioni differenti, assieme a vari altri appellativi e stereotipi che l'italiano si porta dietro da secoli, ma con il medesimo significato, cioè: Mangia Pasta, e che non sempre veniva detto in maniera cordiale o simpatica, anzi, quasi sempre in modo offensivo e ghettizzante (antitalianismo).

### Futurismo
Nel 1930 Filippo Tommaso Marinetti, nel Manifesto della Cucina Futurista, auspica una vera e propria crociata contro gli spaghetti, accusando la pasta di uccidere l'animo nobile, virile e guerriero degli italiani, quasi come se gli abitanti d'Italia fossero diventati vittime della loro stessa tradizione gastronomica così apprezzata e conosciuta all'estero. Ne propone addirittura l'abolizione che, a parere suo e di Benito Mussolini ispiratore della polemica, avrebbe liberato l'Italia dal costoso grano straniero e favorito l'industria italiana del riso. La questione si risolse però rapidamente con un Marinetti immortalato nel ristorante Biffi di Milano nell'atto di mangiare un bel piatto di spaghetti: immancabile seguì una derisione popolare che usò soprattutto questa frase: "Marinetti dice Basta!/ Messa al bando sia la pasta./ Poi si scopre Marinetti / che divora gli spaghetti".

### Cinema e televisione
Numerosi i film italiani che riguardano il mondo della pasta, o che semplicemente ci giocano. Alcuni sono Roma città aperta di Roberto Rossellini, Rocco e i suoi fratelli di Luchino Visconti, la commedia Miseria e nobiltà di Eduardo Scarpetta portata al cinema da Totò, I soliti ignoti con Totò e Vittorio Gassman, Un americano a Roma con Alberto Sordi e Adua e le compagne con Marcello Mastroianni, poi C'eravamo tanto amati, Maccheroni, La cena, Gente di Roma, tutti di Ettore Scola, e anche Roma e La voce della luna di Federico Fellini.
Nel 1957, la BBC trasmette in televisione un documentario molto serio sulla Raccolta primaverile degli spaghetti, dove si diceva che, nel clima favorevole del lago di Lugano (tra le province di Varese e Como), gli spaghetti crescessero sugli alberi, facendo volare l'immaginazione dei bambini di mezzo mondo e creando un'altra infantile leggenda metropolitana tra i fanciulli stranieri degli anni cinquanta e sessanta, che nella loro fantasia pensavano che se fossero venuti in Italia avrebbero potuto raccogliere gli spaghetti dagli alberi. Il programma, pure se non come quello su La guerra dei mondi di Orson Welles, fu molto convincente, e alcuni telespettatori del tempo, soprattutto anglosassoni, recatisi per le vacanze nella penisola italica, si misero seriamente alla ricerca delle fantastiche piantine, producendo conseguenze esilaranti tra la popolazione locale.

### Pasta all'italiana

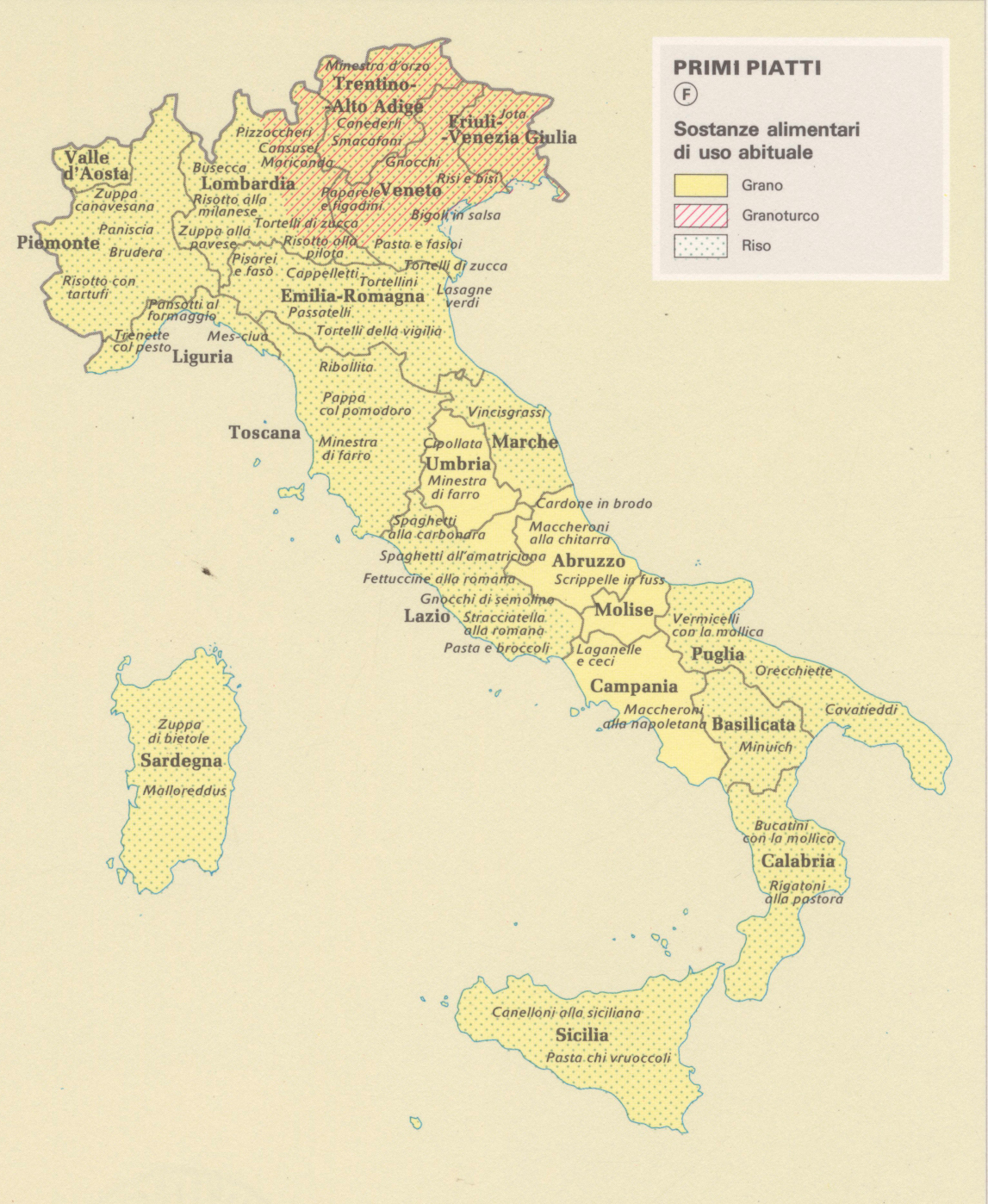
Mappa dei primi piatti in Italia

La pasta alimentare conforme alla legge e alle tradizioni locali è un alimento tipico italiano, nelle sue varianti locali, regionali e artigianali, salvaguardato e protetto dalle contraffazioni dallo Stato italiano e dalla UE.
(C. Marchi, Quando siamo a tavola, Rizzoli, 1990)
In Italia la pasta secca, che costituisce i tre quarti dei consumi totali, è ottenuta tramite l'unica e particolare tecnica italiana della estrusione attraverso filiere in bronzo, dalla laminazione e conseguente essiccamento di impasti preparati esclusivamente con semola o semolato di grano duro (di cui il 50% del fatturato nazionale è prodotto in Capitanata, cioè nel Tavoliere delle Puglie, in provincia di Foggia) e acqua. La legge ne stabilisce chiaramente le caratteristiche e le eventuali denominazioni con il Decreto del Presidente della Repubblica n.187 del 9 febbraio 2001. L'altro quarto dei consumi è rappresentato dalla pasta fresca, per cui, oltre a un più elevato livello di umidità e di acidità, è previsto anche l'impiego occasionale del grano tenero e la sfogliatura dell'impasto in alternativa alla trafilazione. Il 27 settembre 2006, alla camera dei deputati è stata presentata una proposta di legge per l'istituzione di un Festival nazionale itinerante della pasta italiana.
L'Italia è al primo posto nel consumo di pasta: stando al 2014 vengono consumati 25 kg annui pro capite, mentre Tunisia (16 kg), Venezuela (12 kg) e Grecia (11,2 kg) si situano subito dopo. L'Italia resta sempre leader nel mercato globale della pasta con 3,5 milioni di tonnellate prodotte nel 2014, di cui il 57% è esportato, in particolar modo in Germania (18,3%), Regno Unito (14,1%), Francia (14%), Stati Uniti (7,7%) e Giappone (3,5%).  per un valore di circa 2 miliardi di euro, contro il 54% del 2010, il 48% del 2000 ed il 5% del 1955. Subito dopo seguono, stando a dati del 2007, gli Stati Uniti con 2 milioni ed il Brasile con 1,5 milioni di tonnellate prodotte.
Non ugualmente in relazione alla produzione di grano duro, da cui è fatta la pasta: sebbene fino al 2006 l'Italia fosse la prima produttrice (4,5 milioni di tonnellate), a causa della riduzione delle superfici coltivate nel 2014 ne vengono prodotte 4,1 milioni di tonnellate, a confronto delle 4,8 del Canada. Questa quantità non soddisfa le necessità delle aziende pastaie, che importano il 30-40% del loro fabbisogni di grano dall'estero, ossia 2,3 milioni di tonnellate nel 2015 (nel XIX secolo era il 70%), in particolare da Canada, USA, Australia, Russia e Francia e in aumento per quanto riguarda Ucraina (600 milioni) e Turchia (50 milioni) (con variazioni aziendali, dal 25% di grano estero usato dalla Barilla al 40-50% di Divella). Questo, comunque, permette ugualmente alle aziende di definire la pasta prodotta in Italia come "made in Italy", sebbene esistano anche aziende che producono pasta utilizzando solo semola italiana, il che però fa sì che il prodotto costi circa il 15% in più della media, anche a causa di un contenuto proteico molto alto (generalmente superiore al 13%). Nel 2016 la produzione nazionale si alza a circa 5,5 milioni di tonnellate, che comunque non soddisfano i 5,8 milioni utilizzati solamente per produrre pasta.
Nel 2024, l’export di pasta Made in Italy ha registrato un anno da record. I volumi esportati sono aumentati del 9,3% rispetto all’anno precedente, superando le 2,5 milioni di tonnellate. Attualmente, quasi il 60% della pasta prodotta in Italia viene destinata ai mercati esteri, confermando il ruolo centrale di questo prodotto nell’agroindustria italiana. 

#### Pasta secca

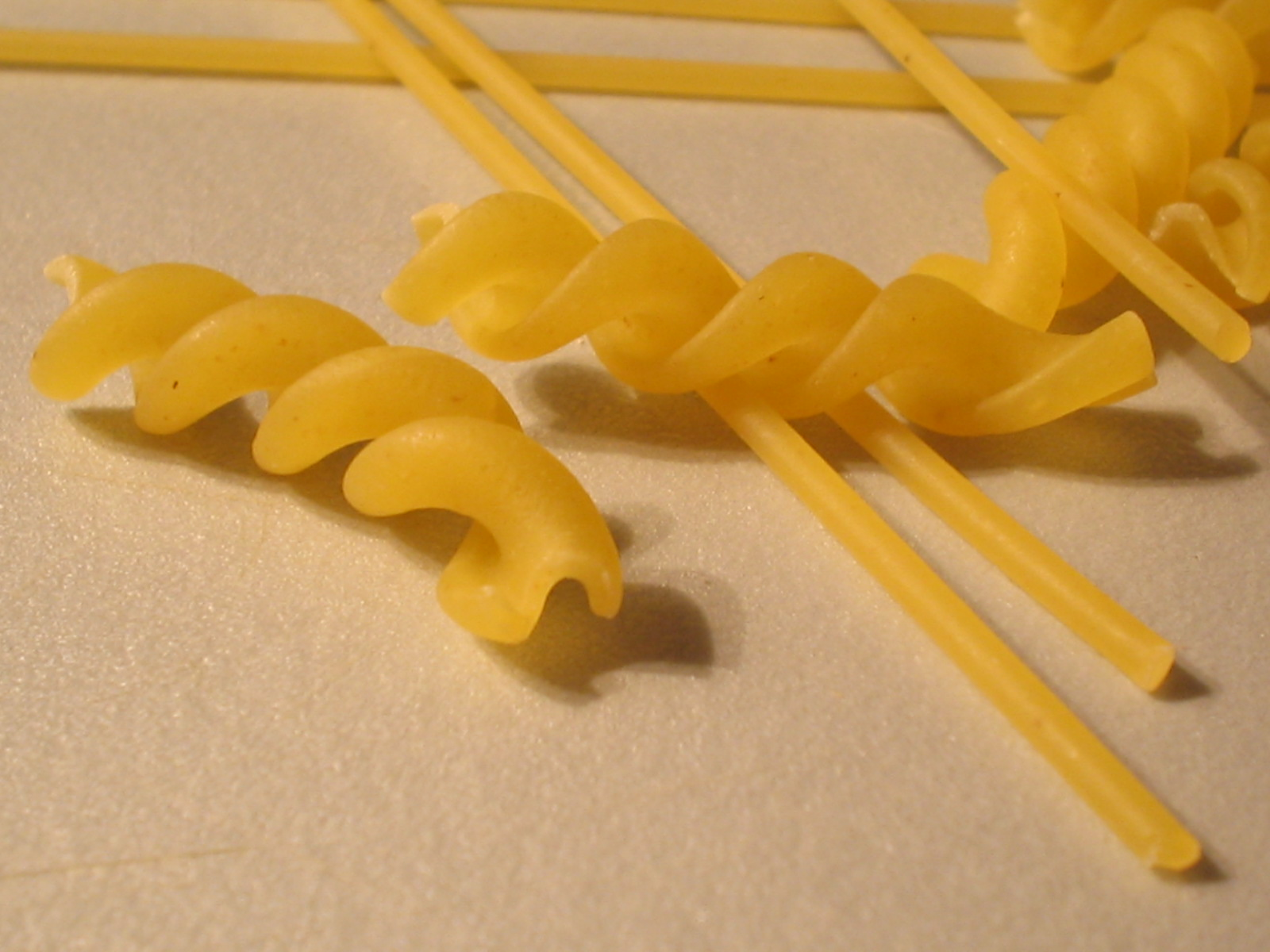
Due tipi di pasta secca: spaghetti e fusilli, chiamati anche eliche.

Le paste alimentari prodotte industrialmente e destinate al commercio, secondo la legge italiana, possono essere solo di acqua e semola/semolati di grano duro nei tipi e con le caratteristiche riportate nella tabella sottostante, dove il grado di acidità è espresso dal numero di centimetri cubici di "soluzione alcalina normale" occorrente per neutralizzare 100 grammi di sostanza secca.
| Tipo e denominazione                    | Umidità massima % | Ceneri min. (%) | Ceneri max. (%) | Proteine min. (%) (azoto x 5,70) | Acidità massima in gradi |
| --------------------------------------- | ----------------- | --------------- | --------------- | -------------------------------- | ------------------------ |
| Pasta di semola di grano duro           | 12,50             | -               | 0,90            | 10,50                            | 4                        |
| Pasta di semolato di grano duro         | 12,50             | 0,90            | 1,35            | 11,50                            | 5                        |
| Pasta di semola integrale di grano duro | 12,50             | 1,40            | 1,80            | 11,50                            | 6                        |

Tutte le paste contenenti ingredienti diversi sono considerate paste speciali e devono essere messe in commercio con la dicitura "pasta di semola di grano duro" completata dalla menzione dell'ingrediente utilizzato e, nel caso di più ingredienti, di quello o di quelli caratterizzanti.

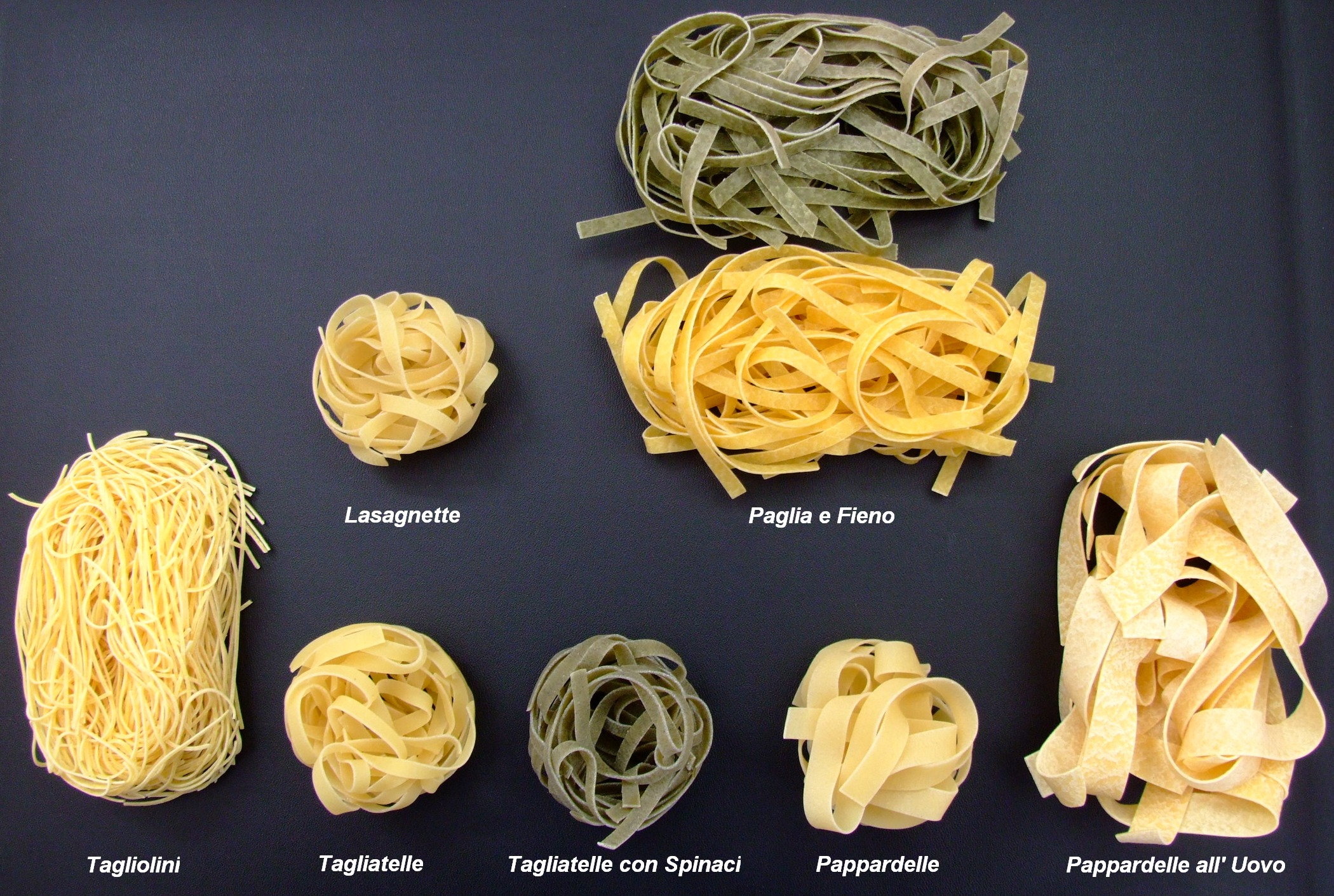
Diversi tipi di pasta secca all'uovo.

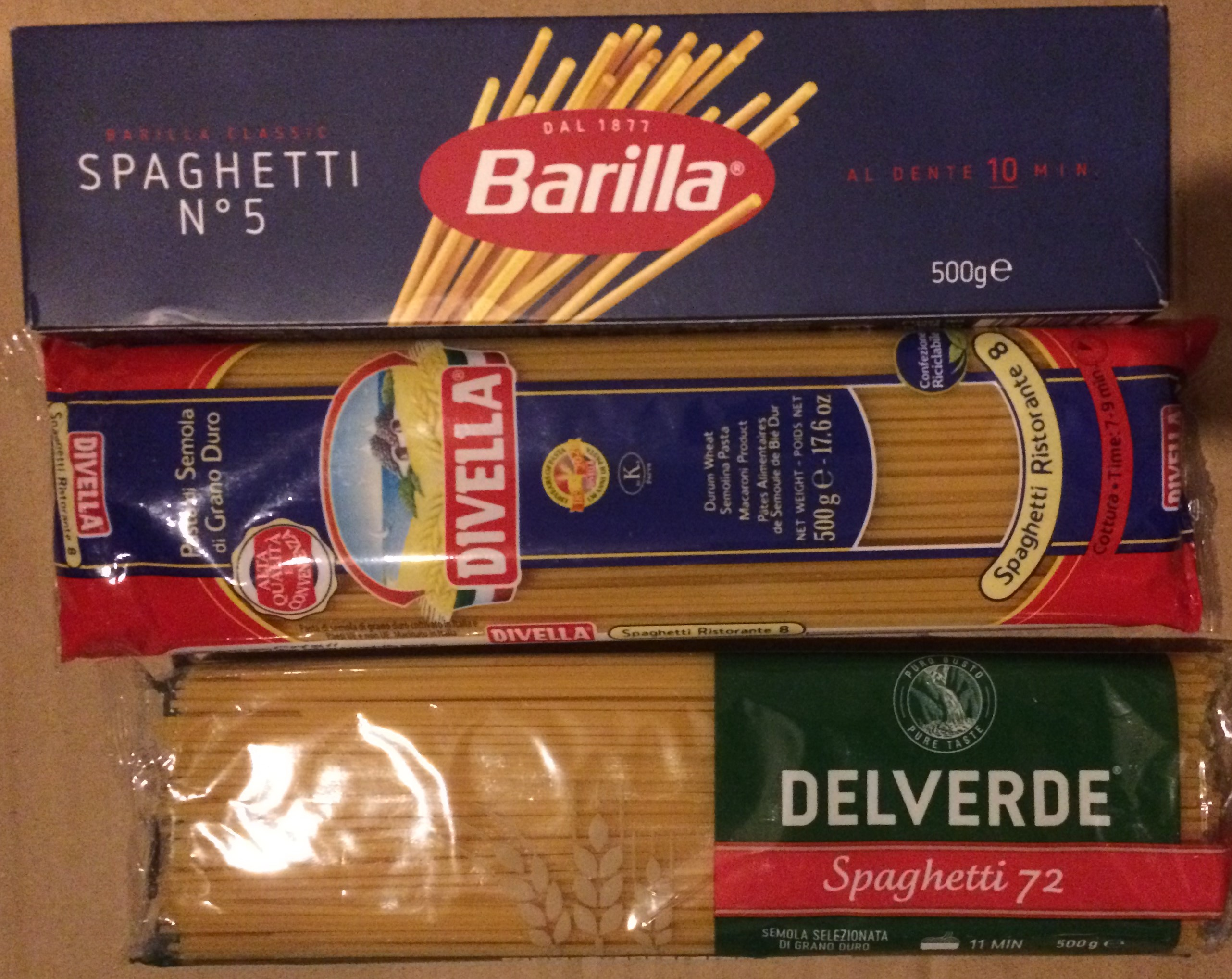
Gli spaghetti sono numerati in modo diverso, a seconda del produttore

#### Pasta all'uovo
Qualora nella preparazione dell'impasto siano utilizzate uova, la pasta speciale deve rispondere a ulteriori requisiti. La pasta all'uovo deve essere prodotta esclusivamente con semola e uova intere di gallina, prive di guscio, almeno 4 o comunque per un peso complessivo non inferiore a duecento grammi di uovo per ogni chilogrammo di semola. Le uova possono essere sostituite da una corrispondente quantità di ovoprodotto liquido fabbricato esclusivamente con uova intere di gallina, rispondente ai requisiti prescritti dal decreto legislativo 4 febbraio 1993, n.65.
Questa pasta deve essere posta in vendita con la sola denominazione pasta all'uovo e deve avere le seguenti caratteristiche: umidità massima 12,50%, contenuto in ceneri non superiore a 1,10 su cento parti di sostanza secca, proteine (azoto x 5,70) in quantità non inferiore a 12,50 su cento parti di sostanza secca, acidità massima pari a 5 gradi, estratto etereo e contenuto degli steroli non inferiori, rispettivamente, a 2,80 grammi e 0,145 grammi, riferiti a cento parti di sostanza secca. Il limite massimo delle ceneri per la pasta all'uovo con più di 4 uova è elevato mediamente, su cento parti di sostanza secca, di 0,05 per ogni uovo o quantità corrispondente di ovoprodotto in più rispetto al minimo prescritto. Nella produzione delle paste, delle paste speciali e della pasta all'uovo è ammesso il reimpiego, nell'ambito dello stesso stabilimento di produzione, di prodotto o parti di esso provenienti dal processo produttivo o di confezionamento; è inoltre tollerata la presenza di farine di grano tenero in misura non superiore al 3 per cento.
La pasta prodotta in altri Paesi (soggetti ad altri regolamenti), in tutto o in parte con sfarinati di grano tenero e posta in vendita in Italia, deve riportare una delle denominazioni di vendita seguenti:
- pasta di farina di grano tenero, se ottenuta totalmente da sfarinati di grano tenero
- pasta di semola di grano duro e di farina di grano tenero, se ottenuta dalla miscelazione dei due prodotti con prevalenza della semola
- pasta di farina di grano tenero e di semola di grano duro, se ottenuta dalla miscelazione dei due prodotti con prevalenza della farina di grano tenero.

#### Pasta fresca

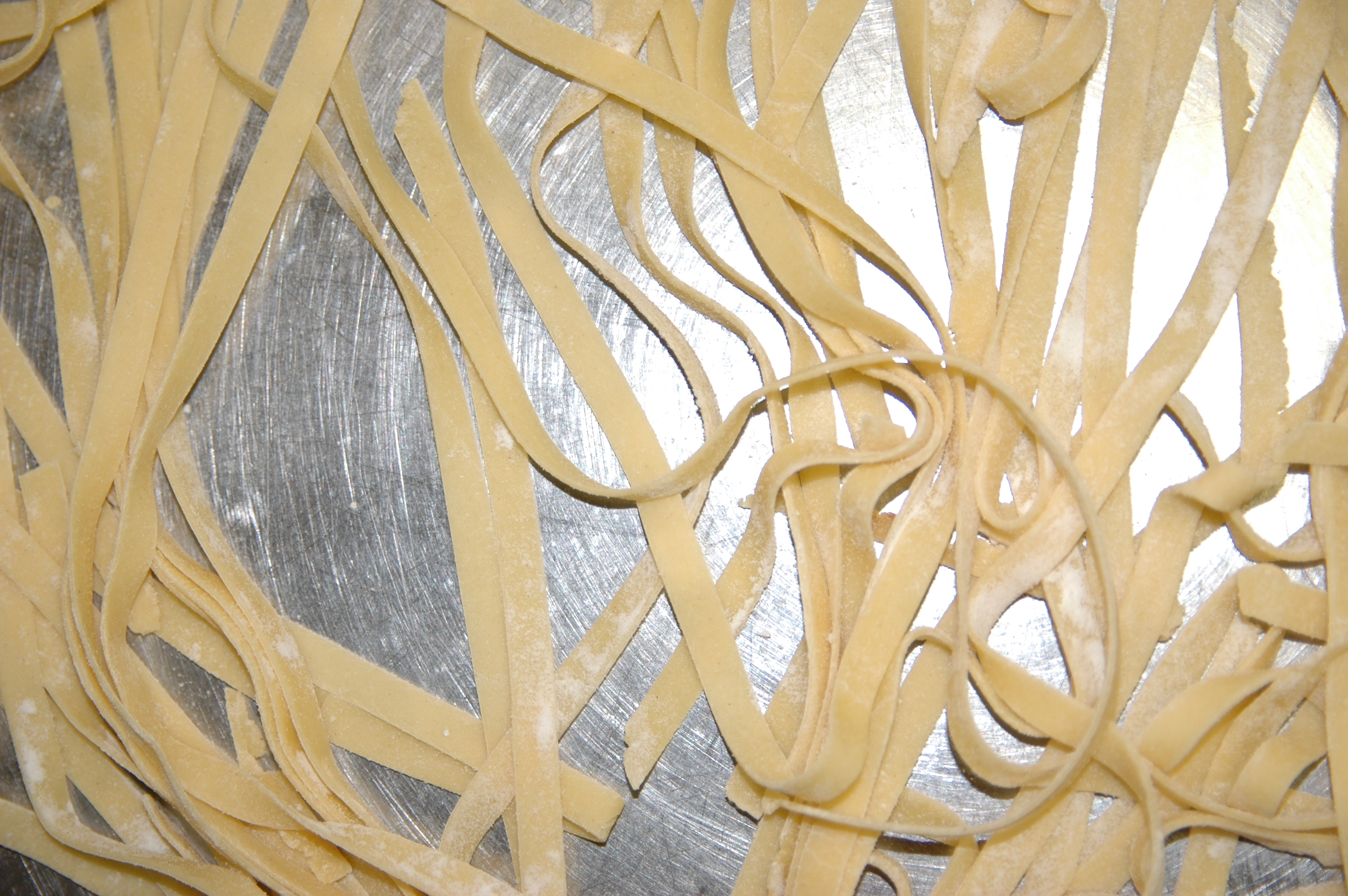
Pasta fresca.

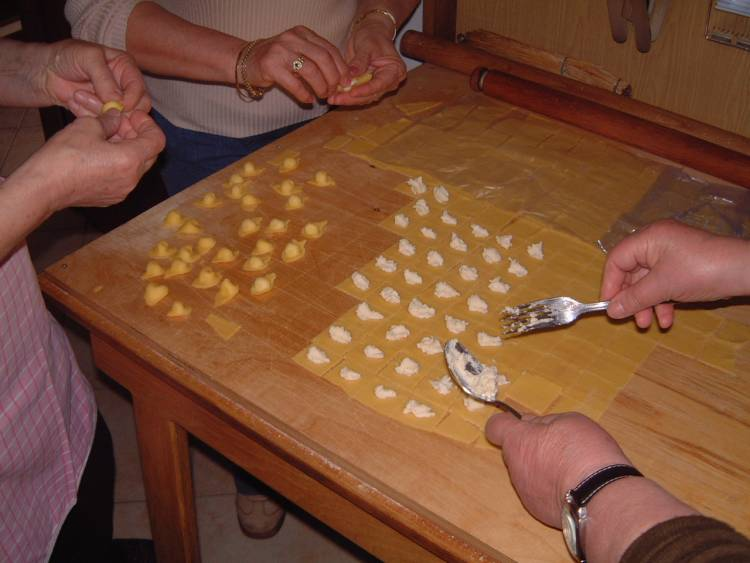
Produzione casalinga di pasta fresca ripiena.

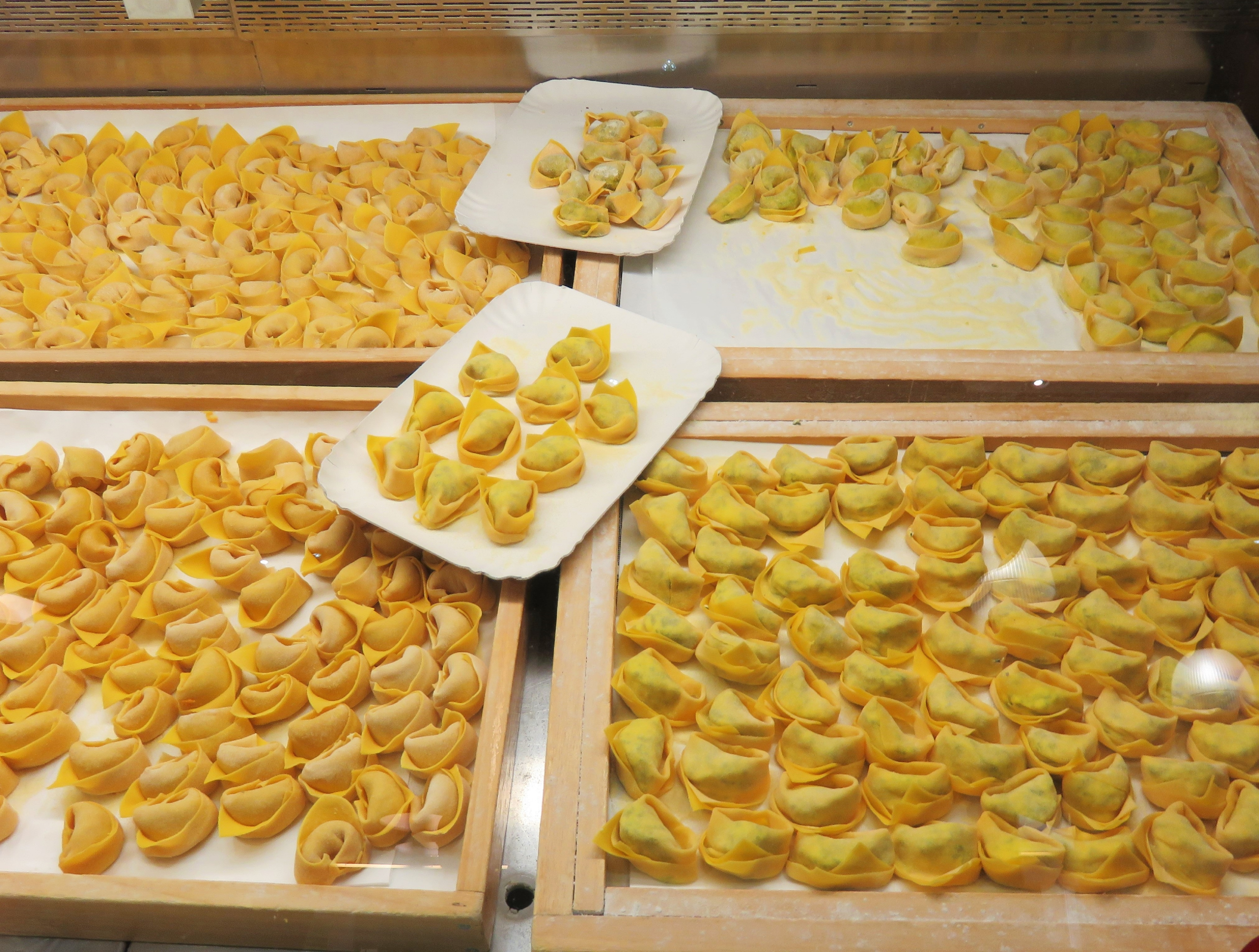
Cappelletti, cappellacci ed altri tipi di pasta ripiena di Ferrara.

La legge italiana consente la preparazione di paste fresche secondo le prescrizioni stabilite per le secche, eccetto che per l'umidità e l'acidità, che non deve superare il limite di 7 gradi. Le paste alimentari fresche, poste in vendita allo stato sfuso, devono essere conservate, dalla produzione alla vendita, a temperatura non superiore a +4 °C, con tolleranza di 3 °C durante il trasporto e di 2 °C negli altri casi; durante il trasporto dal luogo di produzione al punto di vendita devono essere contenute in imballaggi, non destinati al consumatore finale, che assicurino un'adeguata protezione dagli agenti esterni e che rechino la dicitura "paste fresche da vendersi sfuse".
Il consumo del prodotto deve avvenire entro cinque giorni dalla data di produzione.
Le paste alimentari fresche, poste in vendita in imballaggi preconfezionati, devono possedere i seguenti requisiti:
1. avere un tenore di umidità non inferiore al 24 per cento;
2. avere un'attività dell'acqua libera (Aw) non inferiore a 0,92 né superiore a 0,97;
3. essere state sottoposte al trattamento termico equivalente almeno alla pastorizzazione;
4. essere conservate, dalla produzione alla vendita, a temperatura non superiore a +4 °C, con una tolleranza di 2 °C.

Per facilitare i trasporti e allungare la conservazione è consentita la preparazione di paste fresche stabilizzate, ossia paste alimentari che abbiano un tenore di umidità non inferiore al 20 per cento, un'attività dell'acqua libera (Aw) non superiore a 0,92 e che siano state sottoposte a trattamenti termici e a tecnologie di produzione che consentano il trasporto e la conservazione a temperatura ambiente. Negli ultimi anni, inoltre, le industrie alimentari hanno proposto la pasta in vari formati cotti, conditi secondo ricette tradizionali e poi surgelati che, come tali, sottostanno anche alle norme sulla surgelazione. È proposta, sempre precotta ma non surgelata, anche in confezioni sigillate utilizzabili a breve scadenza.

#### Paste riconosciute tra i Prodotti agroalimentari tradizionali italiani
- Pasta col ferretto (Calabria)
- Pasta di Gragnano (Campania)
- Malloreddus (Sardegna)
- Scialatielli (Campania)
- Pici (o lunghetti) (Toscana)
- Pizzicotto (Lazio)
- Trofie (Liguria)
- Bigoli (Veneto)
- Orecchiette pugliesi o baresi (Puglia)
- Strascinati baresi (Puglia)
- Sagne 'ncannulate leccesi (Salento)
- Chitarra (Abruzzo)

### Produzione regionale
Ogni anno in Italia si producono circa 3,3 milioni tonnellate di pasta. Esclusi i piccoli pastifici a lavorazione artigianale, sul territorio italiano sono presenti più di 139 pastifici: 58 in Italia settentrionale, 30 in Italia centrale, più di 50 in Italia meridionale.
Le regioni in cui vi è una maggiore produzione di pasta a livello nazionale sono:
1. Campania (in particolare le città e le province di Napoli e Salerno): artefice della capillare diffusione della pastasciutta in Italia con una tradizione di pasta campana lunga secoli;
2. Emilia-Romagna (in particolare le città e le province di Bologna e Parma): madre dell'azienda mondiale Barilla, nonché dei celebri tortellini, cappelletti, lasagne e tagliatelle;
3. Lombardia: non vanta una lunga tradizione nella produzione di pasta, ma gode di numerosissime industrie nate negli ultimi 50 anni;
4. Puglia
5. Liguria (in particolare la città e la provincia di Genova)
6. Toscana
7. Abruzzo (in particolare la produzione della multinazionale De Cecco)

Leggermente più in basso nella graduatoria, più o meno allo stesso livello produttivo, vi sono: Molise, Veneto, Marche, Lazio, Piemonte e Sicilia.
Agli ultimi posti relativi ad una bassa produzione di pasta vi sono invece: Calabria, Umbria, Basilicata, Trentino-Alto Adige, Sardegna, Friuli-Venezia Giulia e Valle d'Aosta.

## La pasta negli altri paesi
A livello globale, la pasta, con alcuni pochi formati derivati da diverse tradizioni foranee o, nel 98% dei casi, importati dalle forti tradizioni italiane (in Europa, nelle Americhe, in Oceania, in parte dell'Africa e nel Medio Oriente) e cinesi (in Estremo Oriente e nel Sud-Est asiatico), è un alimento diffuso in tutto il mondo. Infatti, a dispetto delle diatribe sull'indicazione di un luogo geografico preciso per la selezione di questo tipo di alimento, i ritrovamenti e gli studi sulle origini delle paste alimentari dimostrano che, ricette a base di impasti di farina ed acqua, con eventuali altri ingredienti, sono stati creati indipendentemente e parallelamente in luoghi diversi del pianeta, anche se gli unici due posti in cui questi impasti sono considerati vere e proprie paste alimentari lavorate tradizionalmente seguendo determinate e costanti usanze plurisecolari e specifiche norme e criteri legati ad antiche tecniche, sono solo l'Italia e la Cina; ma data la semplicità e la naturalità di cuocere in acqua un semplice impasto di cereali in piccoli pezzi, si sono potuti ottenere alimenti molto simili alle paste alimentari anche in altri luoghi (vedi sopra storia e origini).
Nell'italiano corrente, per indicare formati di pasta che non fanno parte della tradizione gastronomica italiana si è recentemente inserito il termine noodles (dall'inglese noodles, a sua volta dal tedesco nudel), usato spesso anche erroneamente in associazione alle tradizioni orientali. Anche nelle lingue diverse dall'italiano il termine inglese noodles si è inserito e si confonde con il termine italiano pasta (o pastasciutta per quanto riguarda esclusivamente quella italiana), per indicare alimenti, soprattutto della cucina europea e asiatica, ricavati da un impasto di farina di grano o altri cereali (inclusa la pasta italiana) o, indipendentemente dai Paesi, solo la pasta lunga o a forma di nastro, usando anche per quelle orientali dei termini italiani, in maniera erronea, come spaghetti o tagliatelle. A seconda del luogo, con tali termini si intendono solo prodotti alimentari derivati da farina di grano o al più riso, in altri si intende qualsiasi prodotto alimentare derivato dall'impasto di acqua e farine di svariati tipi, ed eventualmente altri ingredienti, spesso creando confusione tra i non italiani.

### Europea
I pel'meni (in russo пельмени?, in ucraino пельмені?, in polacco uszka) sono un piatto tradizionale dell'Europa centro-orientale prodotto con ripieno di carni miscelate, avvolto in una sfoglia di pasta sottile (composta di farina e uova, talvolta con l'aggiunta di latte o acqua).
I varenyki (варе́ники in ucraino, singolare варе́ник, in polacco pierogi) sono un piatto tradizionale ucraino di pasta ripiena di forma triangolare o a mezza luna, con ripieni a base di patate, carne, formaggio fresco molle o bacche (ciliegie, mirtilli ecc.).
I maccheroni al formaggio in Inghilterra.

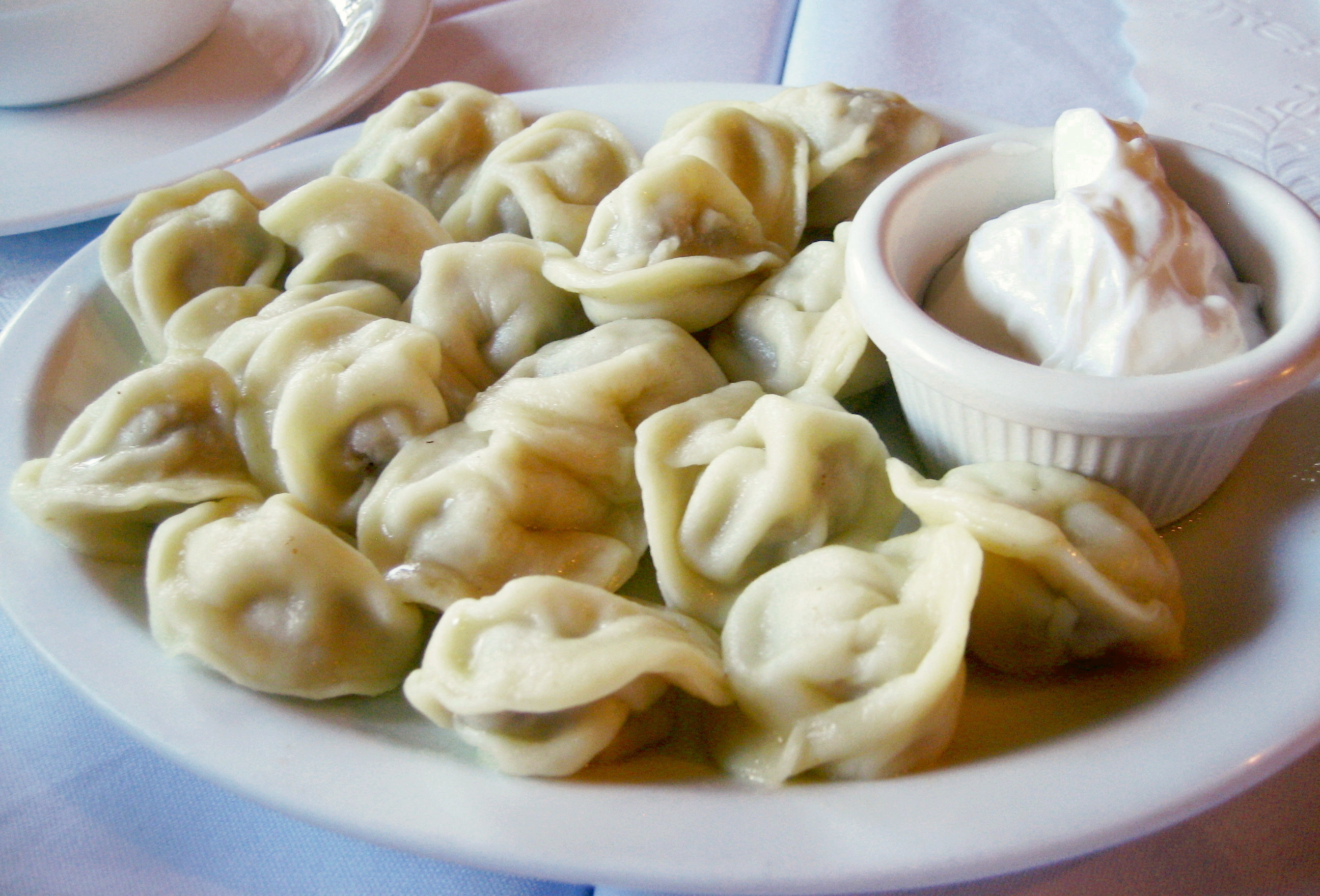
Un piatto di pel'meni
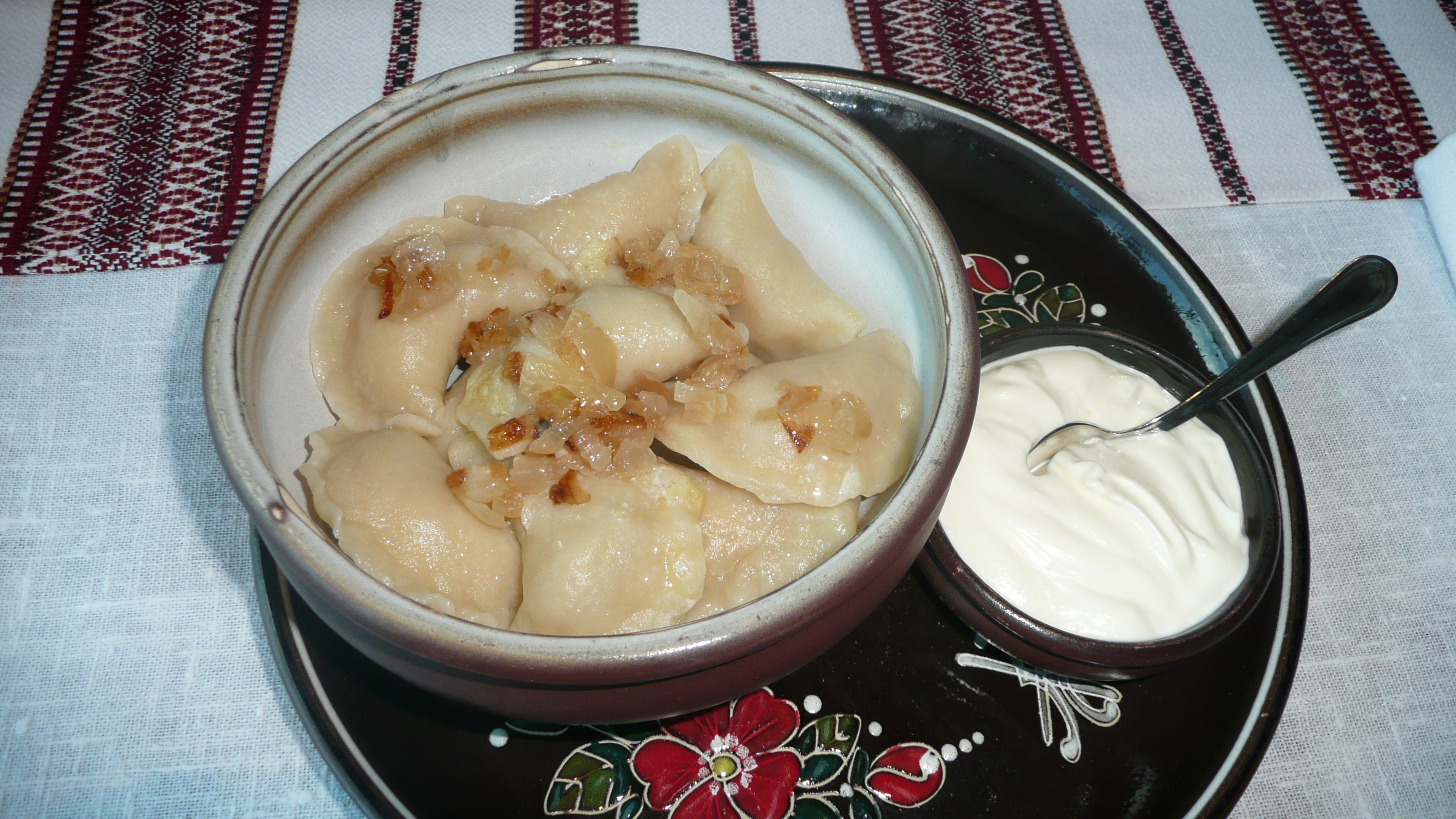
Varenyki serviti con cipolle fritte
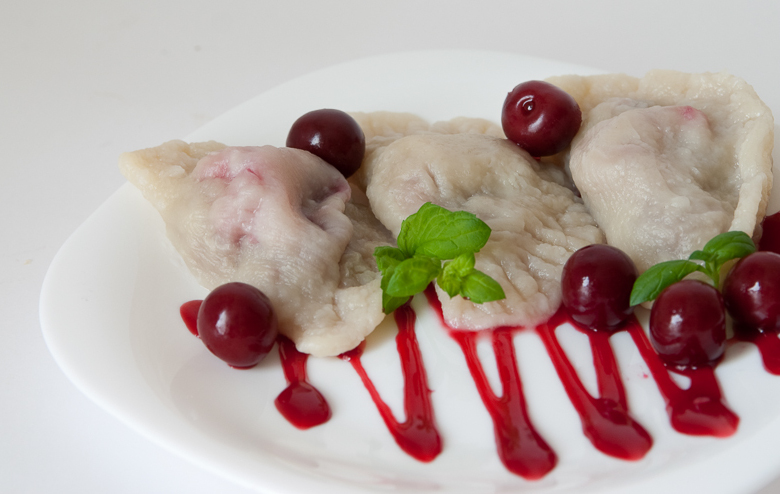
Varenyki riempiti con ciliegie come dessert

### Cinese
Per quanto riguarda le tradizioni straniere, va segnalata innanzitutto quella cinese, che da lungo tempo contende il mercato all'italiana. La cucina cinese utilizza un gran numero di tipi di pasta, 麵, semplificato 面 o miàn in pinyin. Mian sono le paste di grano mentre 粉 o fen sono quelle di riso o di altre farine (patate, diversi tipi di fagioli ecc.). I noodles cinesi sono un ingrediente essenziale della cucina cinese. Un tipo particolare, dovuto alla sua lavorazione, sono i lāmiàn.

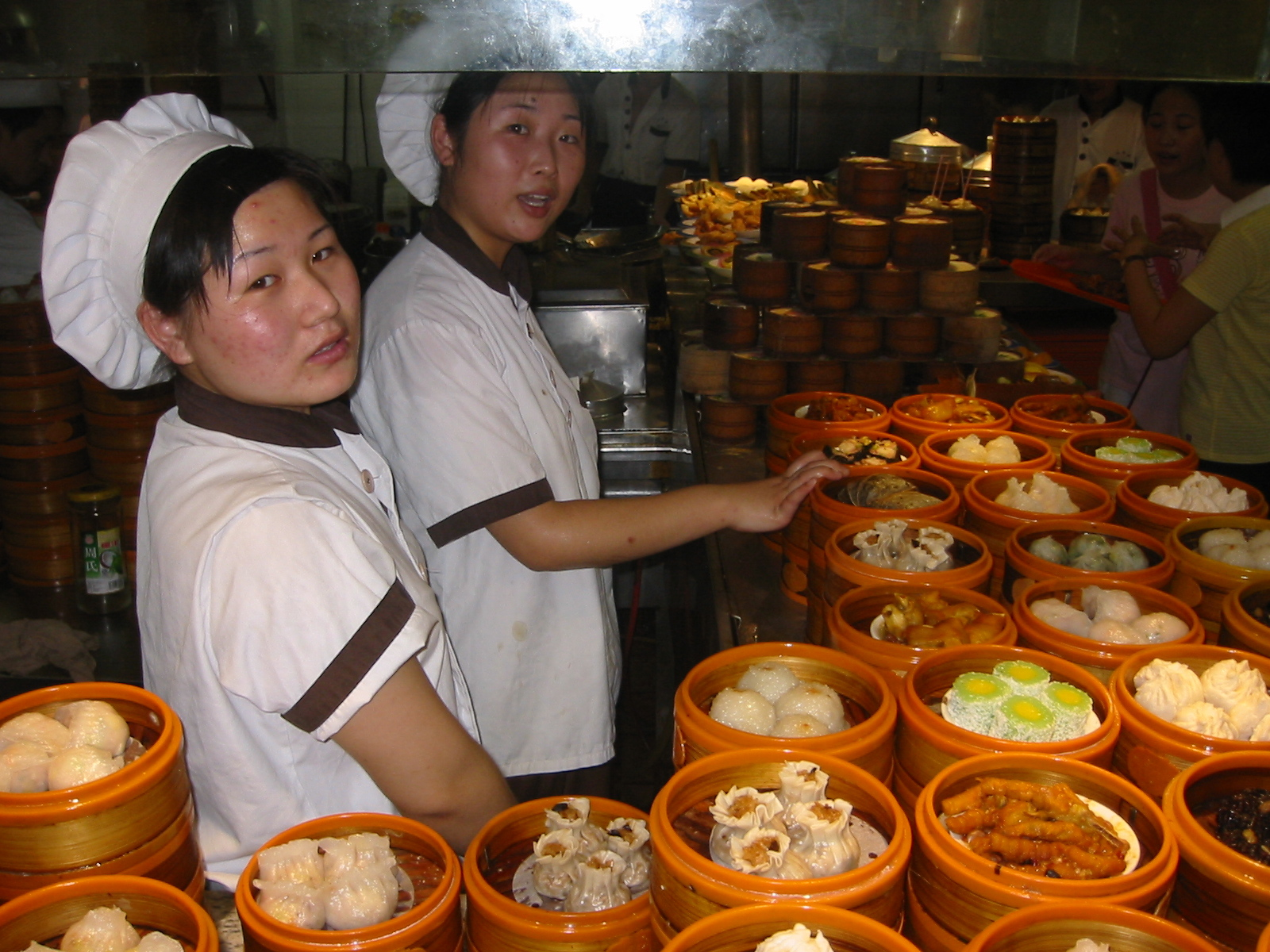
Pasta esposta in una cucina cinese
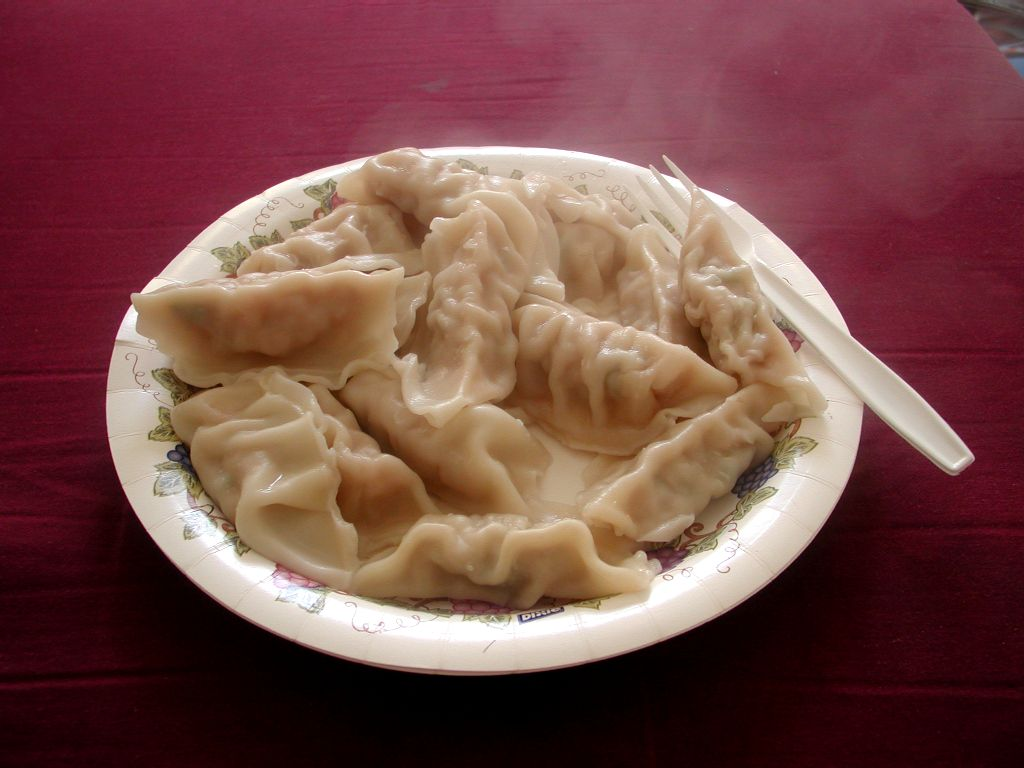
Jiaozi (Shui jiao)
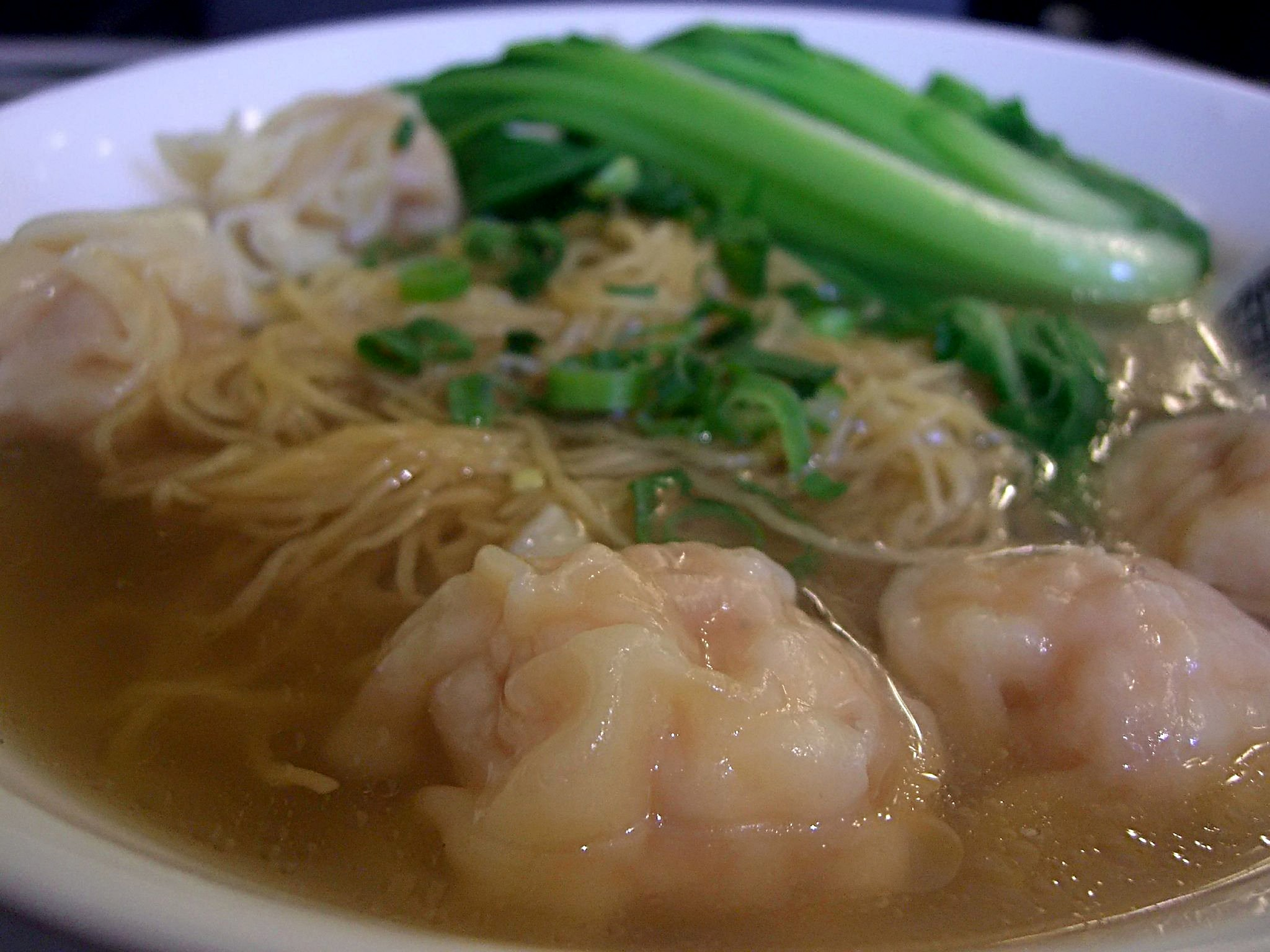
Canton Wonton mian
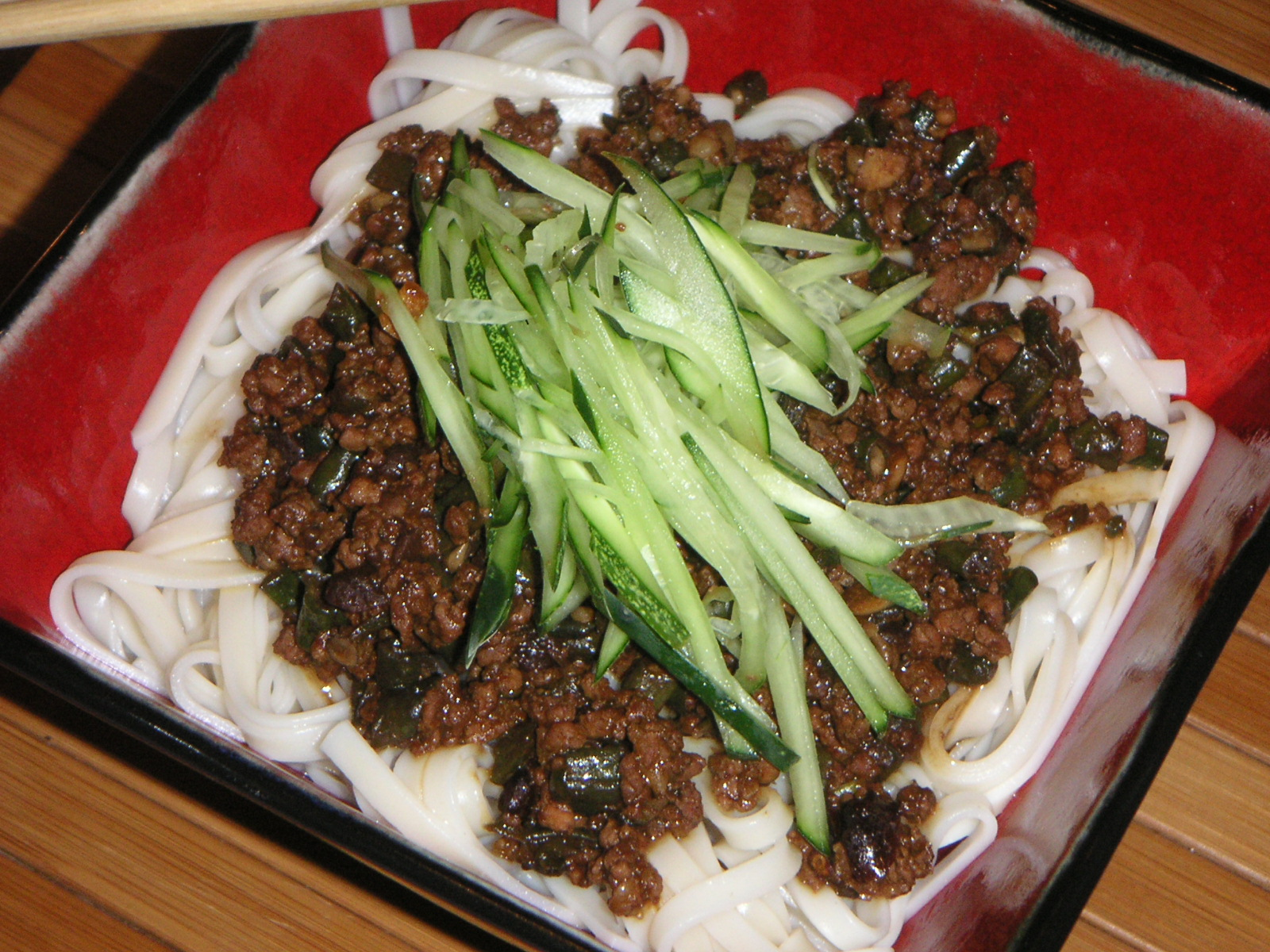
Pechino Zhajiang mian
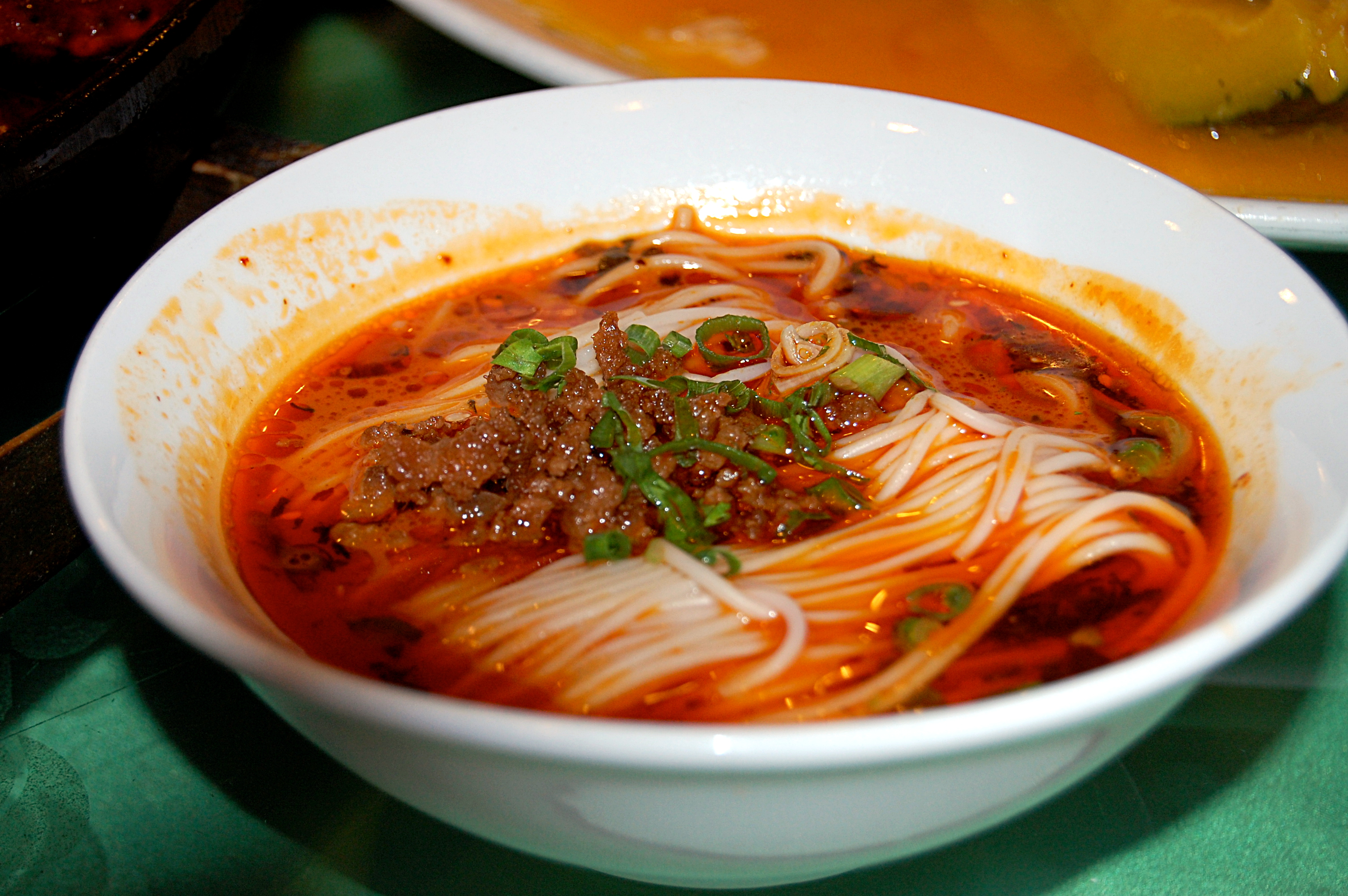
Sichuan Dan-dan mian

### Giapponese
I tre tipi di pasta giapponese più diffusi sono i ramen, la soba e gli udon.

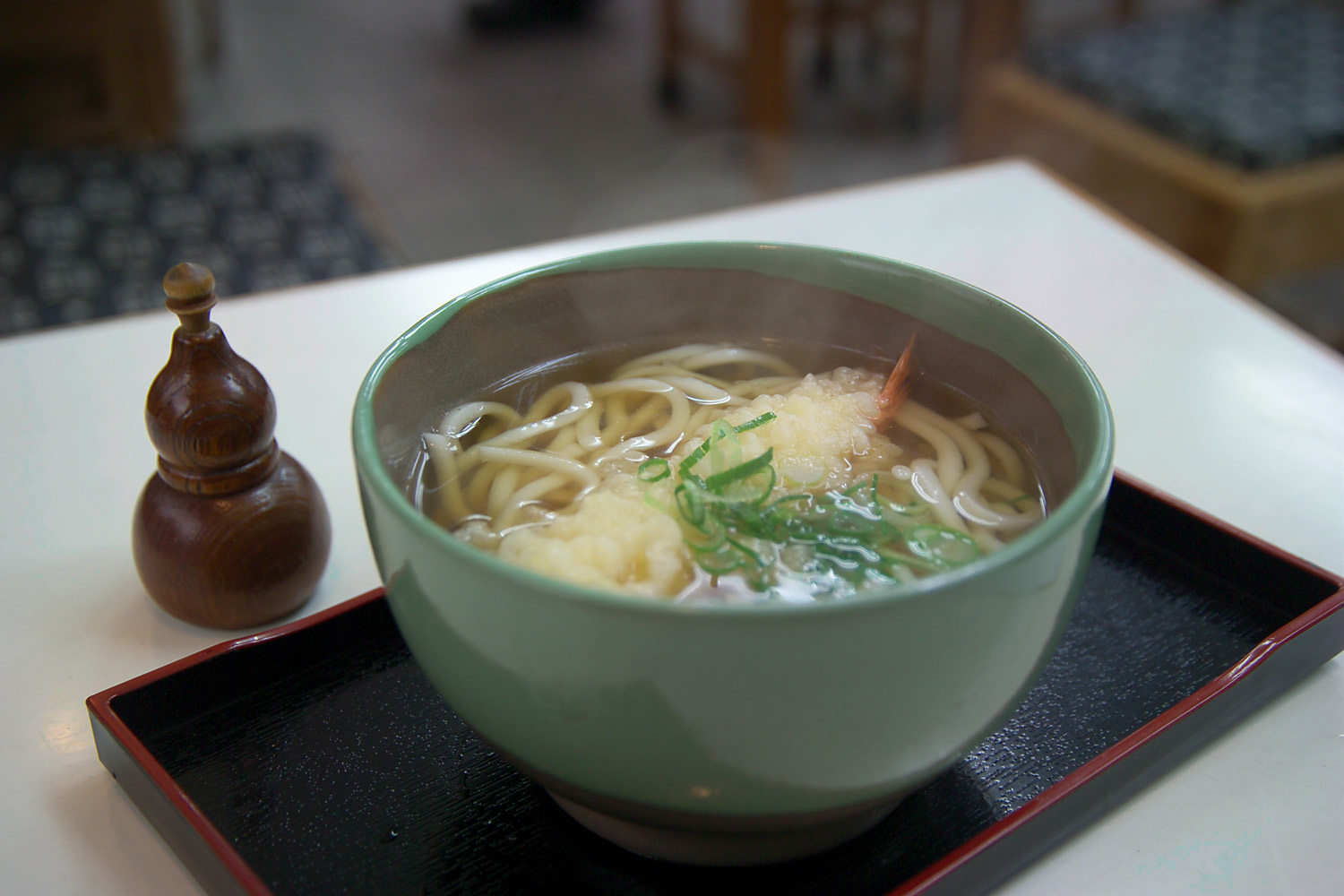
Udon (Tempura Udon)
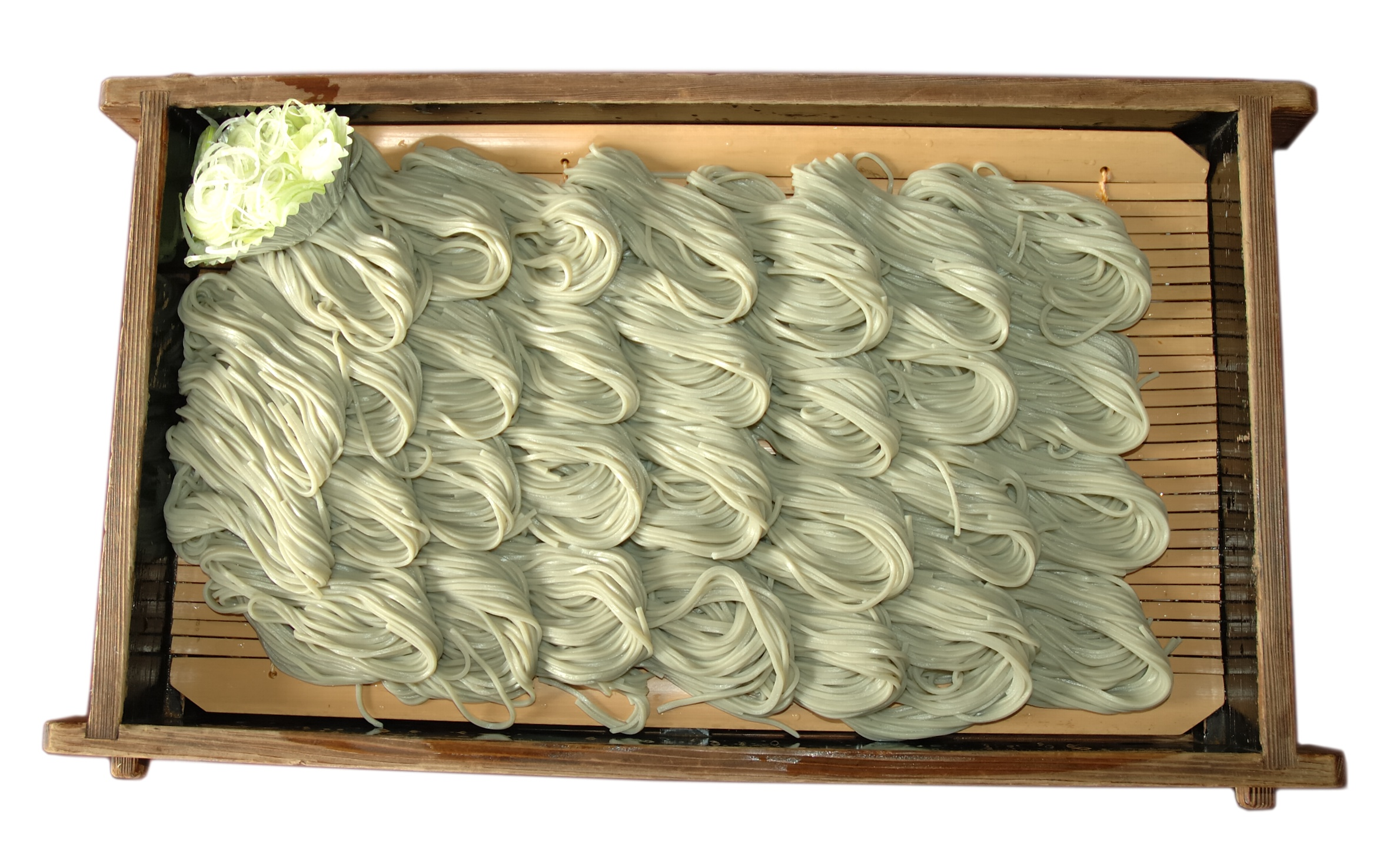
Soba (Hegi soba)
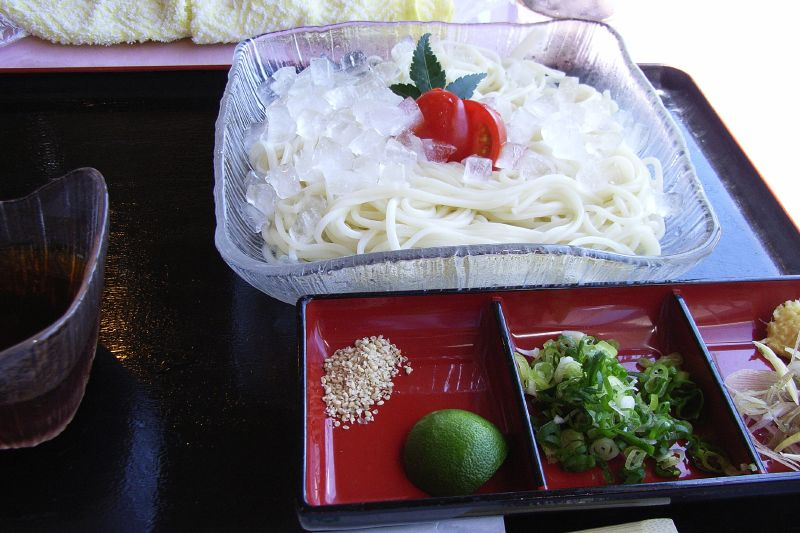
Sōmen
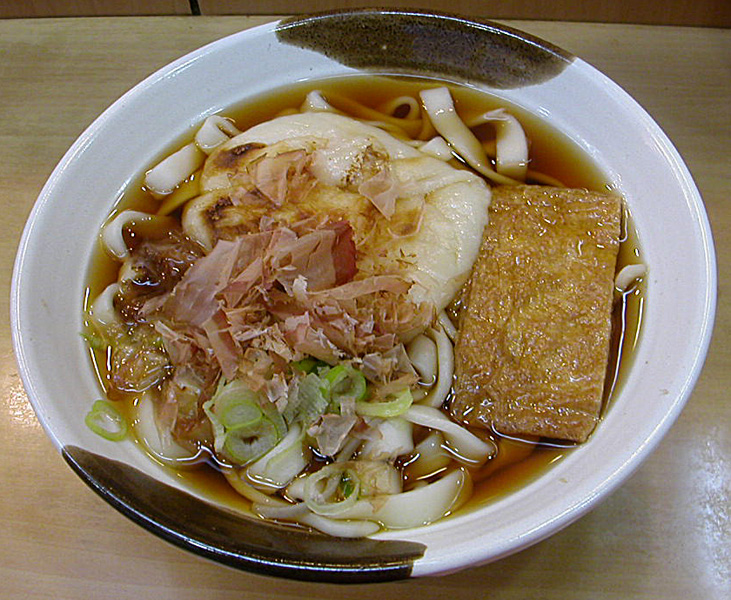
Nagoya Kishimen
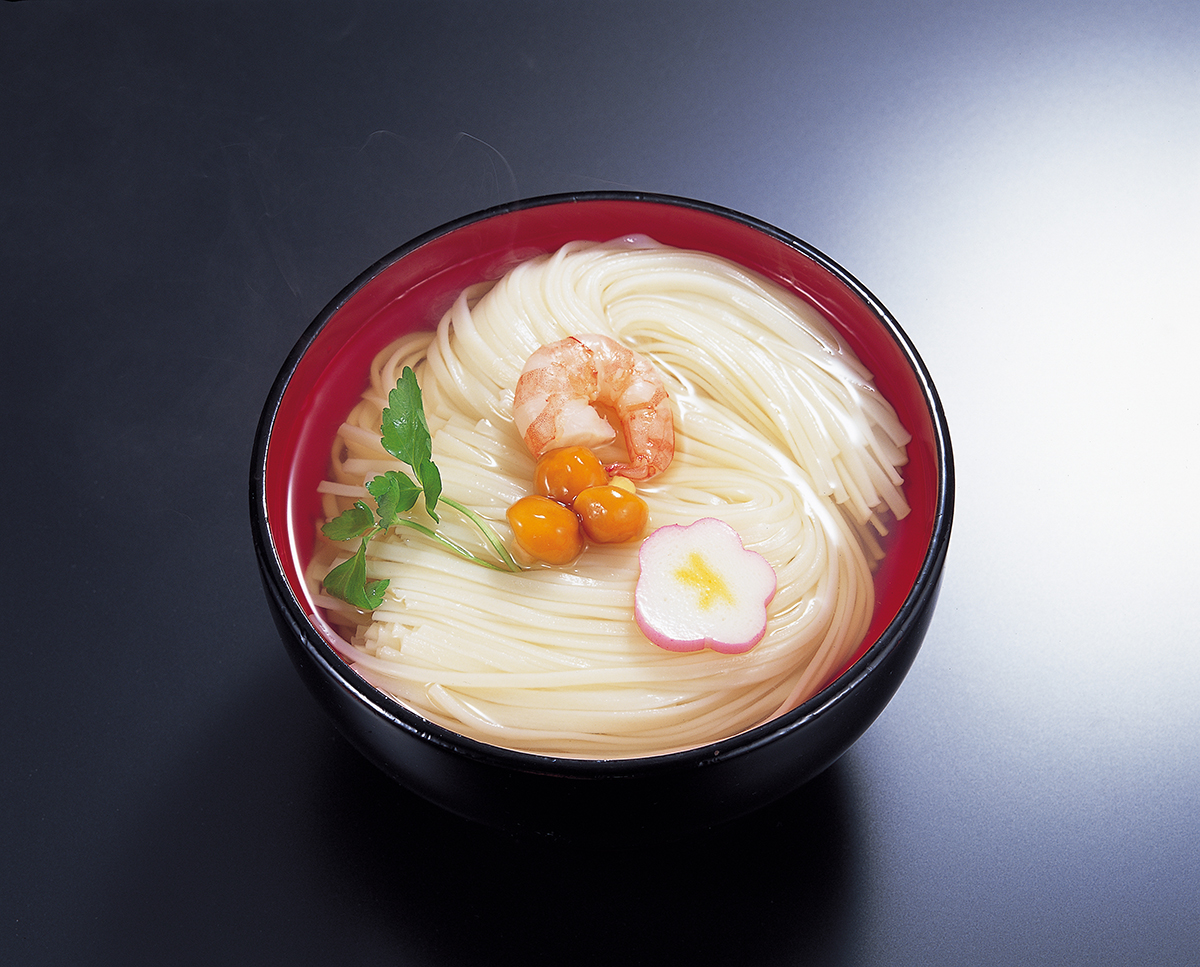
Inaniwa-udon
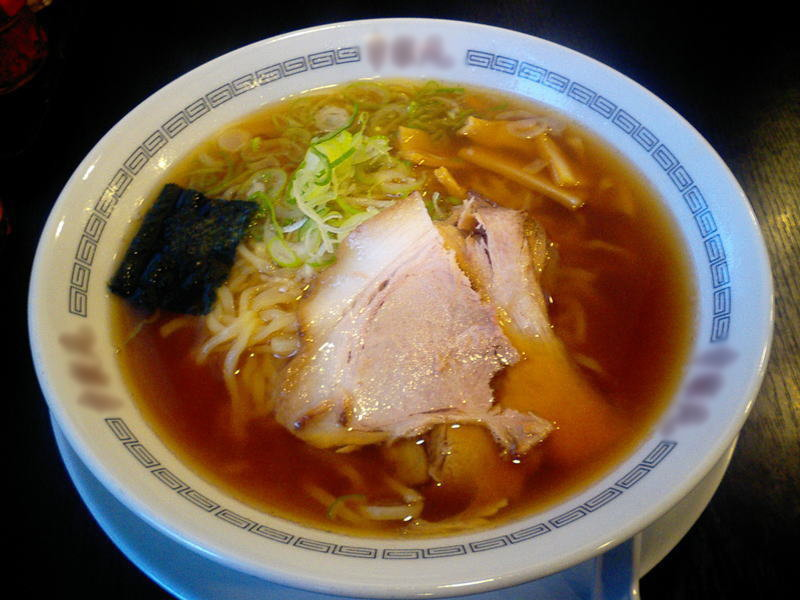
Ramen (L'origine cinese)

### Coreana
La pasta in Corea viene servita sotto forma di noodles coreani, chiamati 국수 guksu oppure con il termine sino-coreano 면 myeon. In base alla composizione, si classifica in tre gruppi: 당면 dangmyeon, a base di amido di patate dolci; 메밀 국수 memil guksu, di grano saraceno e simili ai soba; 올챙이국수 olchaengi guksu, preparati con farina di mais.

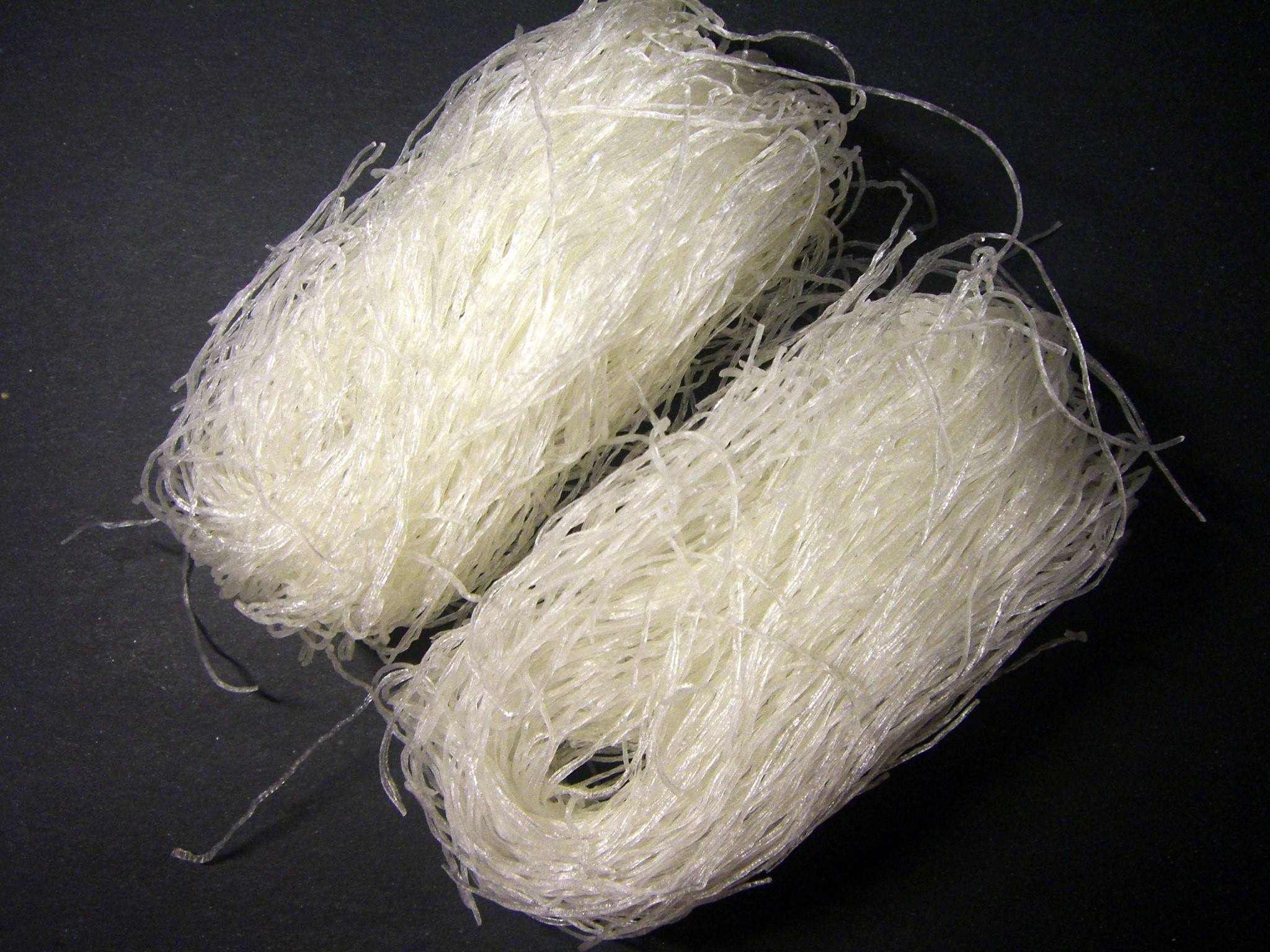
Dangmyeon
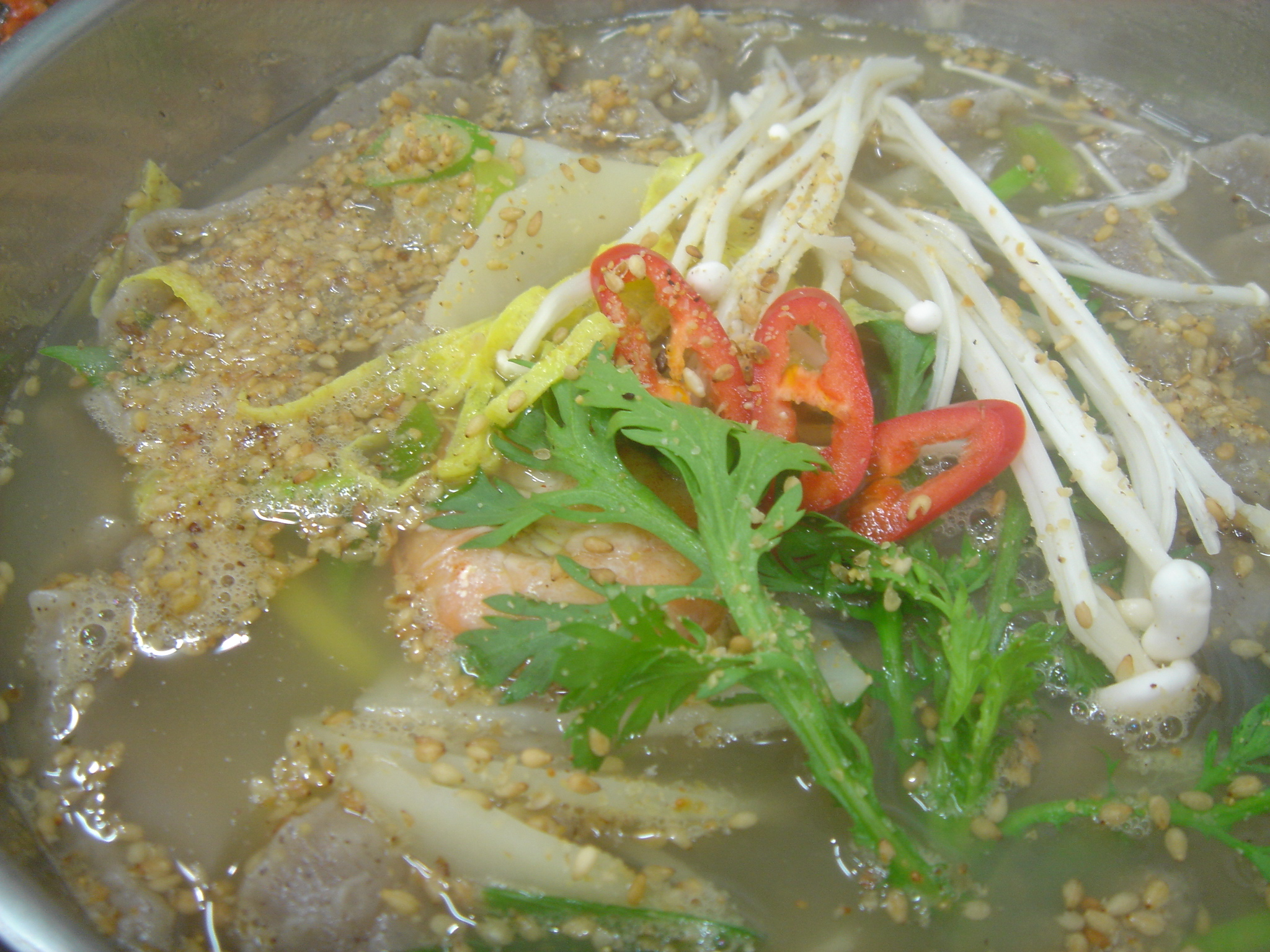
Memil guksu

### Altre orientali
Gli orientali sono anche i primi produttori e consumatori di paste pronte confezionate.

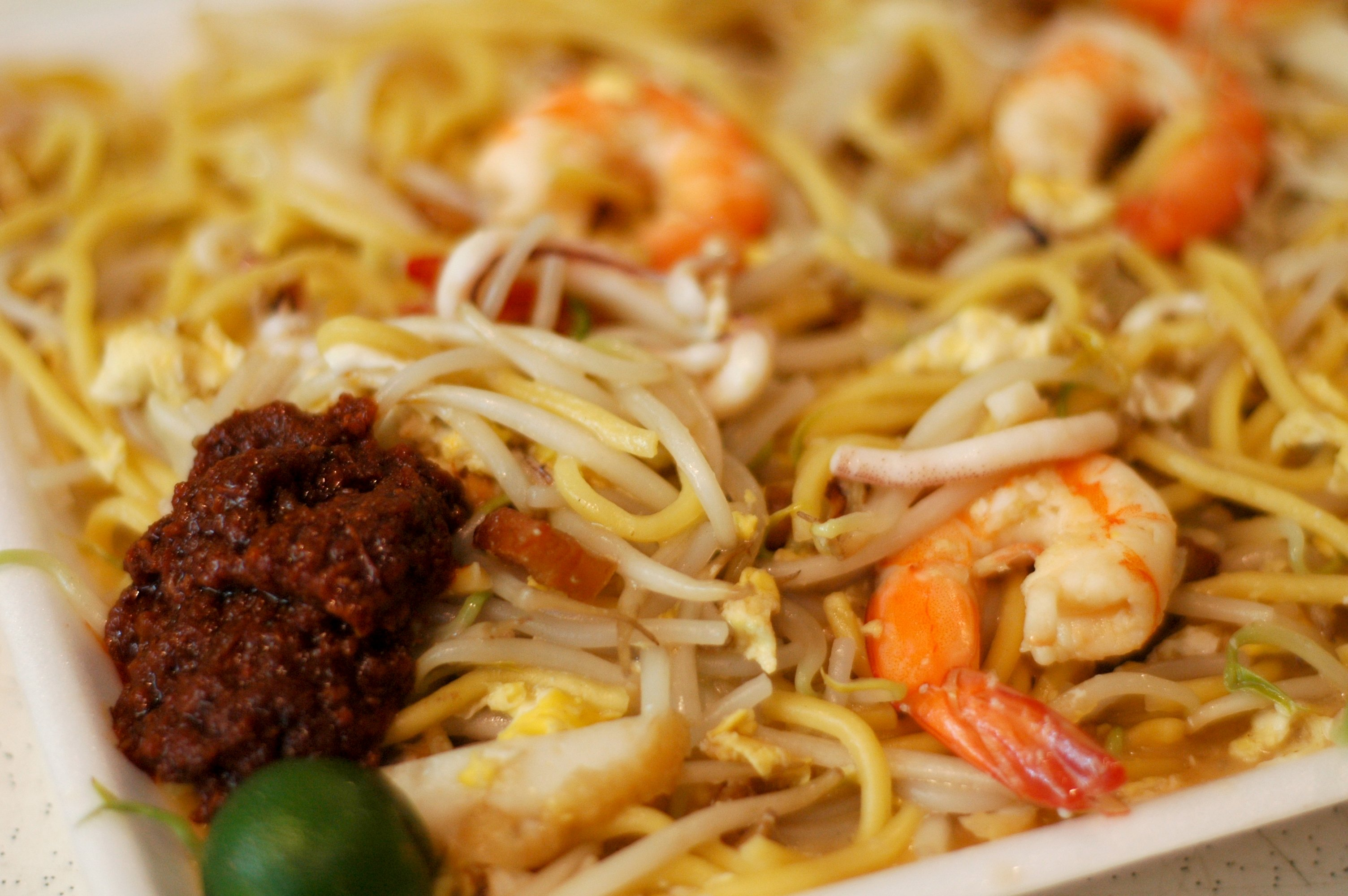
Malaysia e Singapore Hokkien mee
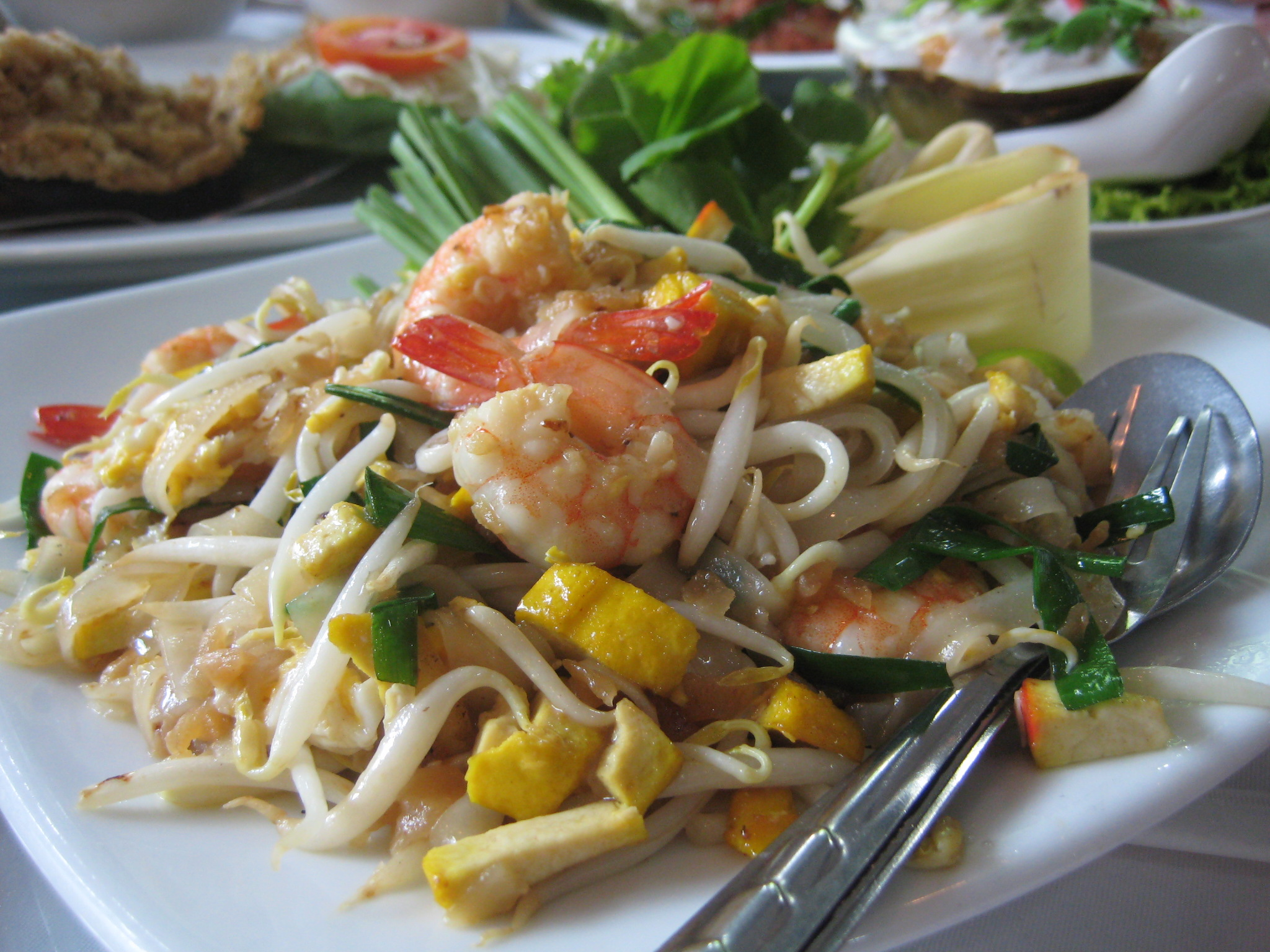
Thailandia ผัดไทย Pad Thai
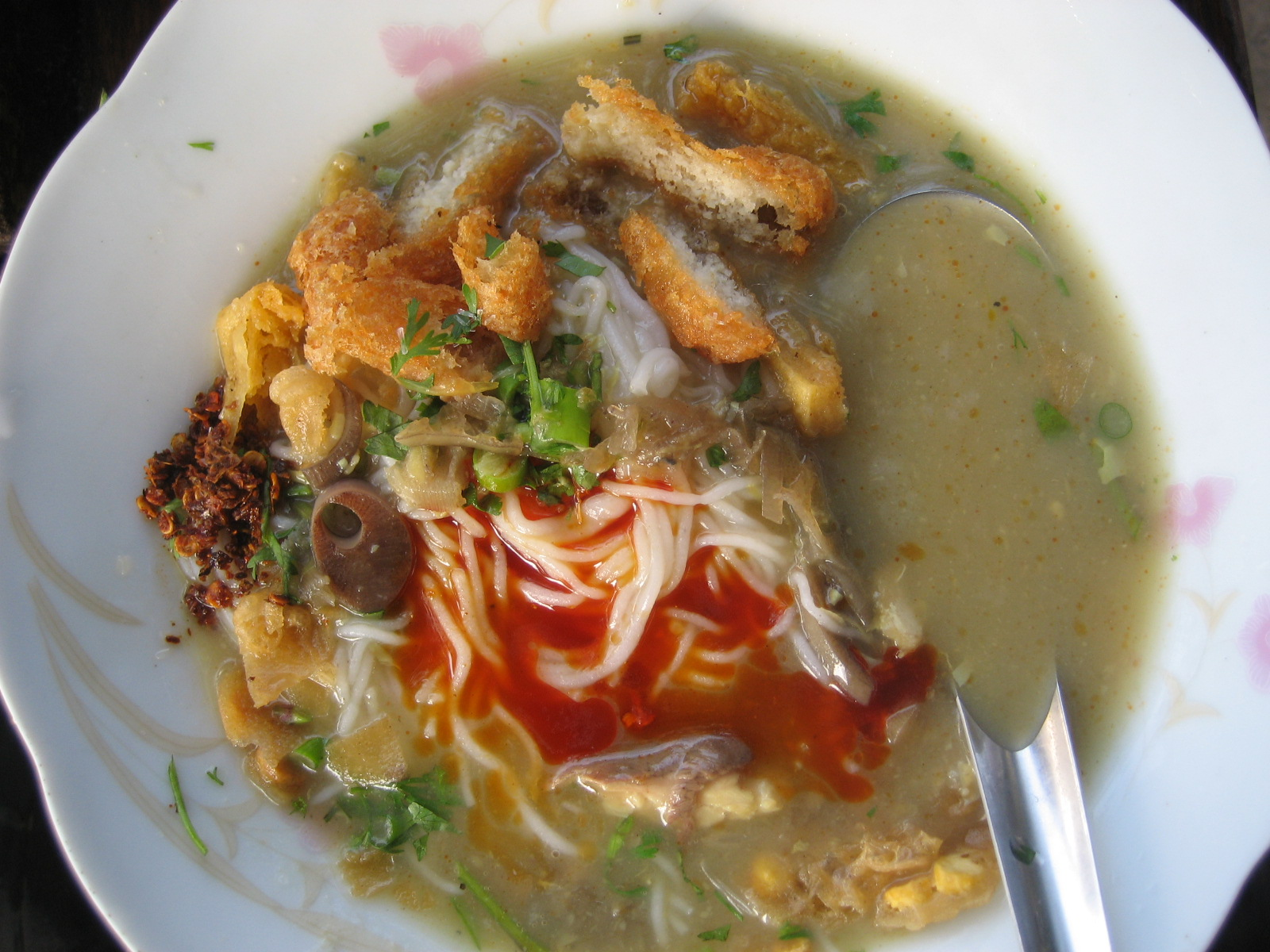
Birmania မုန့်ဟင်းခါး Mohinga
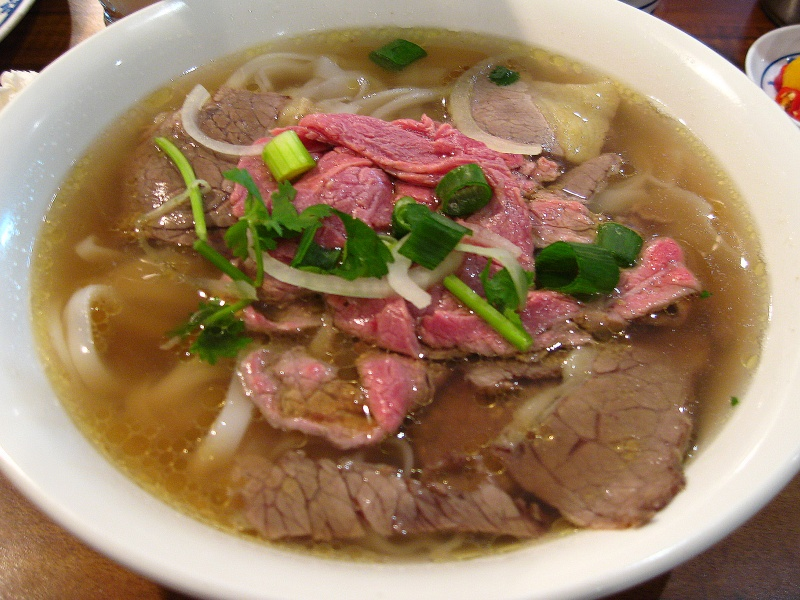
Vietnam Phở

### Araba-Islamica

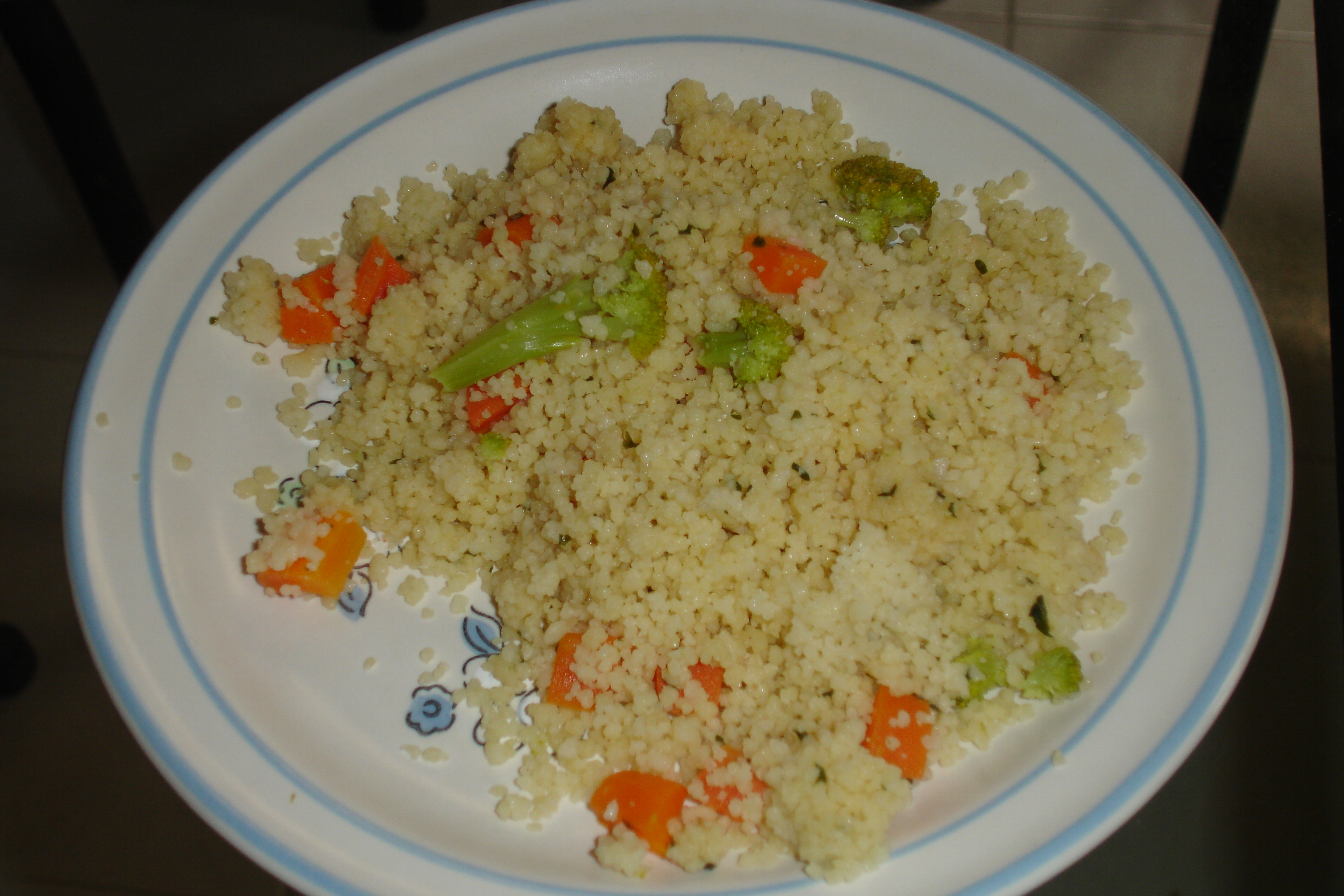
Cous cous

Oltre ad aver introdotto il riso e perfezionato l'essiccazione della pasta, grazie agli arabi dell'Emirato di Sicilia ed a quelli di al-Andalus (Stato comprendente buona parte della penisola iberica medievale), la cultura alimentare islamica penetrò nell'Europa cristiana, incrementando l'uso delle spezie, introducendo nuovi vegetali, come melanzane e spinaci, nuovi frutti e nuovi prodotti come la canna da zucchero; nonché il gusto per le consistenze cremose, i profumi fortemente speziati e l'agrodolce. È vero altresì che la tradizione romano-ellenistica fu alla base della cultura islamica: lo si vede chiaramente nella scienza dietetica sviluppatasi sui classici greci e latini grazie a medici e scrittori arabi. Una prima testimonianza di una specie di tagliatelle bollite, risalente al VI secolo d.C., simili a quelle degli antichi romani, si trova a Gerusalemme nel Talmud in lingua aramaica.
Oltre le già citate itryya diverse sono le preparazioni che conservano alcune caratteristiche più o meno simili alle italiane:
- Cuscus, granelli di semola e acqua di varie grandezze da abbinare a numerosi condimenti.
- Rishtâ (in Medio Oriente) o itryya (nell'Africa Nord-Occidentale, da cui alatria in Marocco) simili a delle tagliatelle.
- Reshteh simili ai capellini.
- Shaʿïriyya, (in Medio Oriente da sha'r, «capello») pasta corta cotta in brodo e condita di grasso.
- Fidäwish (da cui il sinonimo nell'italiano medievale fidello ed in seguito lo spagnolo fideos)[104] simili a fidellini, utilizzati nei paesi del Maghreb per minestre di verdure e carne secca.[105]
- Kunafi, strisce dolci di pasta, farcite con formaggio, noci e sciroppo.
- Mantou, una polpetta di pasta bollita e farcita con carne d'agnello tritata.

## Pasta dietetica
Oltre quelle già descritte, sul mercato italiano ed estero, stanno crescendo i consumi di paste con caratteristiche diverse, come quelle destinate alla dieta dei celiaci. Queste paste dietetiche sono prodotte interamente con sfarinati privi di glutine, come possono esserlo quelli di riso o di mais, che hanno la più larga diffusione, e con l'ausilio di additivi (mono e di gliceridi degli acidi grassi E471 e amido di mais modificato chimicamente E1422). È importante sottolineare che la "pasta dietetica priva di glutine" non può essere definita pasta, infatti per la corretta definizione di quest'ultima si vada al D.P.R. 187/2001, bensì deve essere definita “un preparato alimentare di sfarinati senza glutine, che fortuitamente viene trafilato come la pasta e ne assume la stessa forma”.
Fatta questa premessa, va da sé che risulta assolutamente impensabile eseguire la trafilatura al “bronzo” della pasta senza glutine, perché tecnicamente si fa il possibile per tenere insieme questo impasto sprovvisto di glutine, che sarebbe del tutto inutile, oltre che dispendioso, cercare di conferire rugosità alla superficie, aumentandone il rilascio di amido in acqua durante la cottura. Inoltre, per fare questa pasta, si gelatinizzano gli amidi che diventano come "plastica", per cui la superficie di questa "pasta", appena fuori dall'inserto al bronzo, ritornerebbe liscia. Altro aspetto molto importante, sempre perché non c'è glutine, è assolutamente inutile eseguire la lenta essiccazione di questa tipologia di pasta, perché non c'è nessun reticolo glutinico da formare e/o consolidare: l'essiccazione della pasta senza glutine è una banale asciugatura.

## Le forme variabili della pasta

### Forme

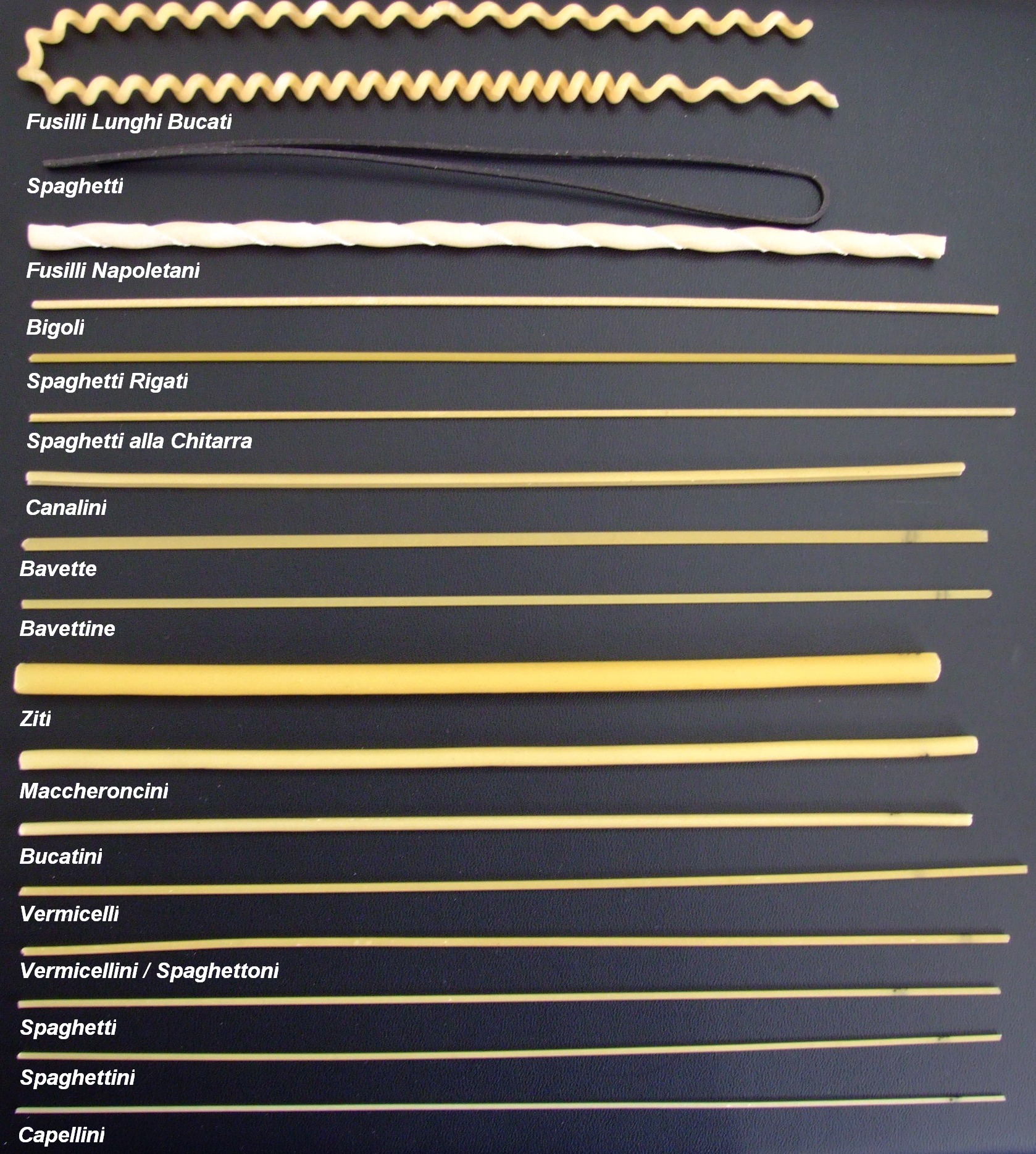
Pasta lunga

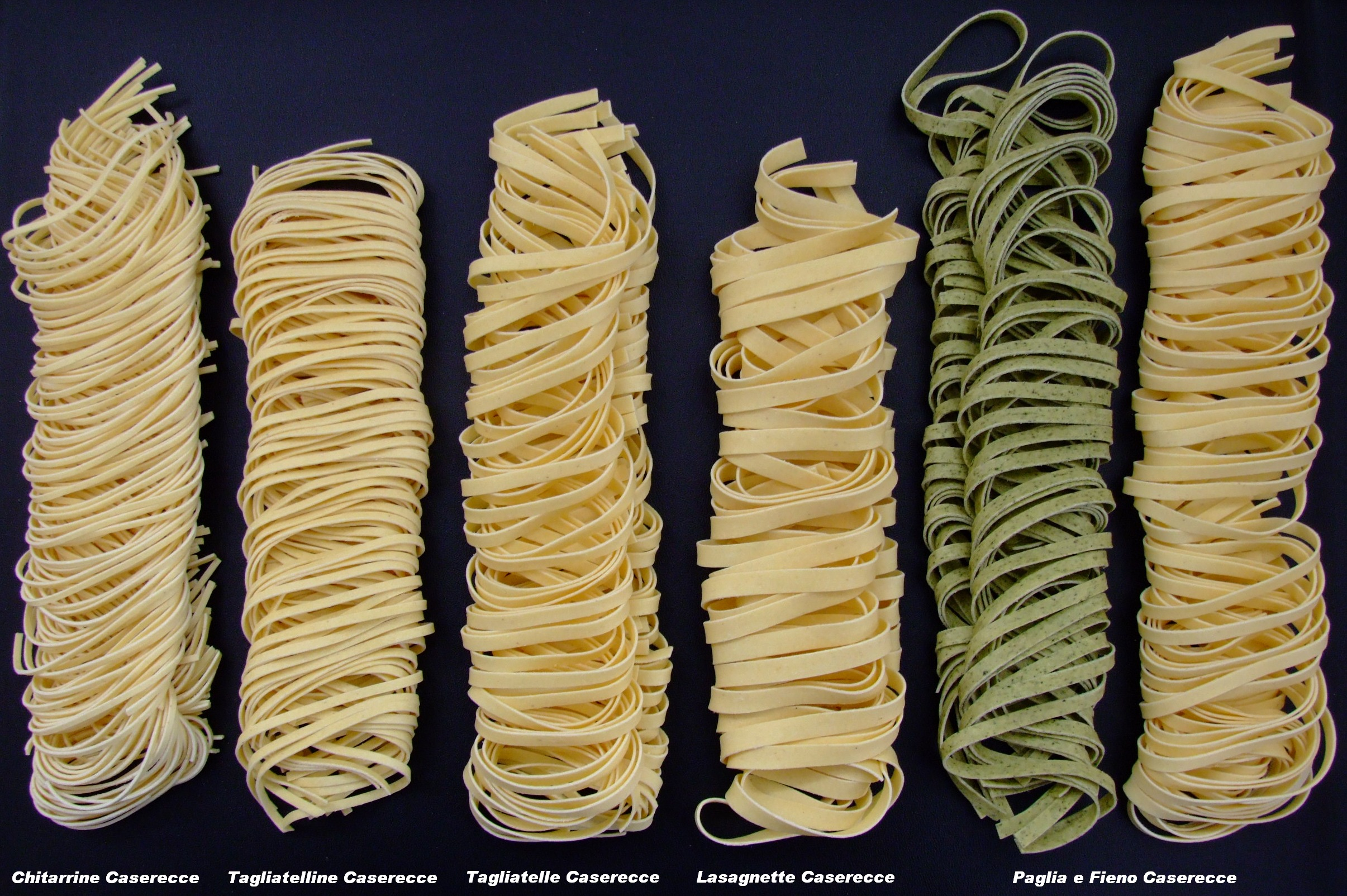
Pasta in nidi o matasse

Le paste d'Italia preparate industrialmente, artigianalmente o tradizionalmente nelle fabbriche e nelle famiglie italiane, diffusesi ed esportate negli ultimi anni i varie parti del mondo, possono essere distinte, in base alla forma, nelle categorie seguenti:
- paste lunghe
  - a sezione tonda come vermicelli e spaghetti...etc.
  - a sezione forata come bucatini e ziti....
  - a sezione rettangolare o a lente come trenette e linguine....
  - a spessore largo come lasagne e reginette....
- paste in nidi o matasse
  - a spessore largo come pappardelle...etc.
  - a spessore ridotto come capellini, tagliolini e fettuccine....
- paste corte
  - lunghe come rigatoni, sedani, fusilli, penne e garganelli...etc.
  - medie come pipe, conchiglie, ditali e orecchiette....
- paste minute o pastine specifiche per minestre come quadrucci, stelline e ditalini...etc.
- paste ripiene come tortellini, ravioli, agnolotti e cannelloni...etc.
- paste fantasia di forme assai varie e insolite

In base al tipo di superficie, le paste si dividono ancora in due categorie:
- lisce, apprezzate per la leggerezza.
- rigate, apprezzate per la capacità di trattenere i sughi.

Viene infine considerata la ruvidezza della superficie che aiuta la salsa ad attaccarsi e rende il contatto in bocca più gustoso. Essa cambia in base alla tecnica e agli strumenti di produzione pertanto si apprezzano le più rugose e porose.
- pasta fatta a mano (cioè con tavola e matterello).
- pasta trafilata al bronzo (cioè prodotta a macchina, in casa o in fabbrica).

### Colori

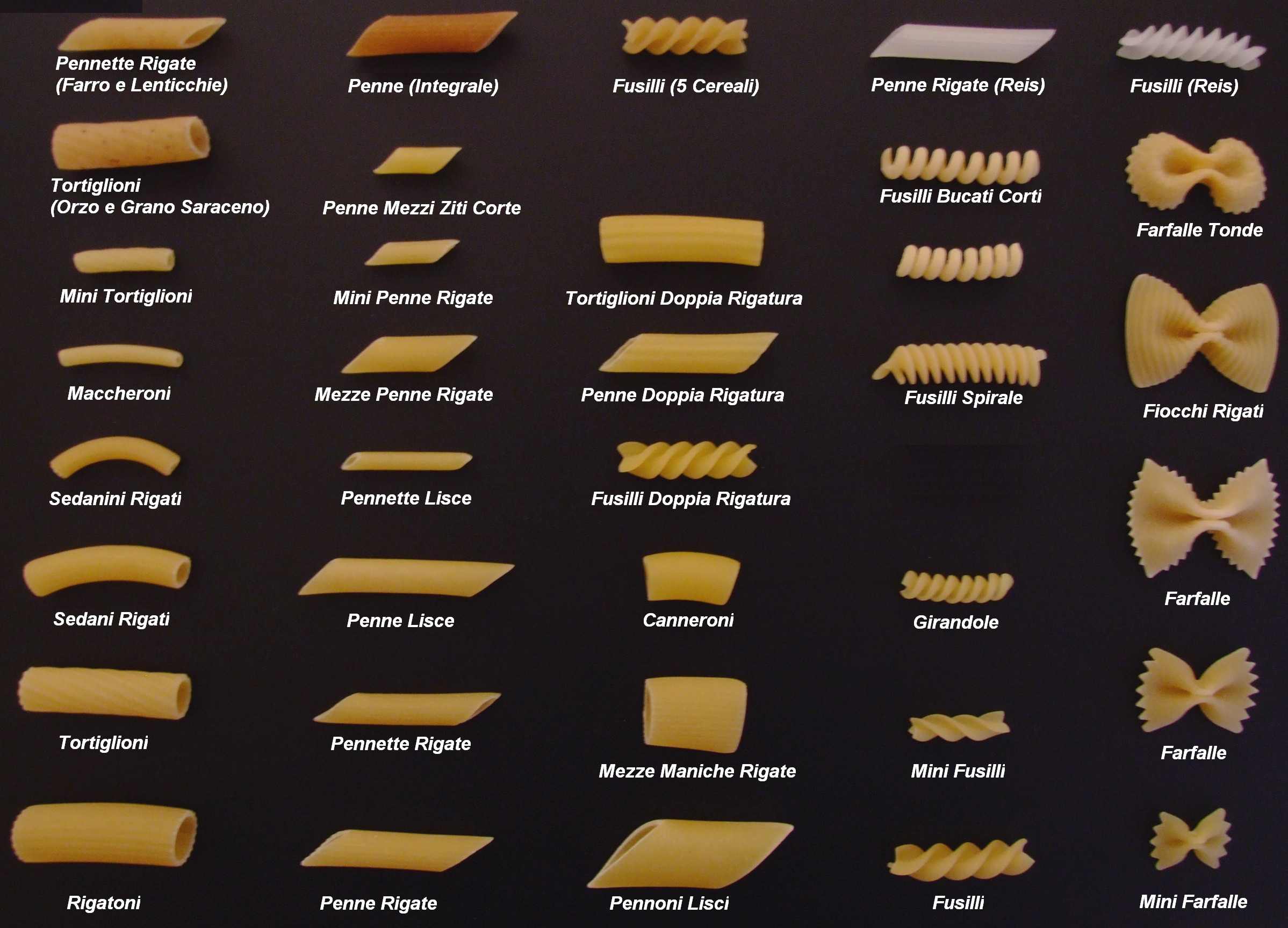
Pasta corta.

Aggiungendo particolari ingredienti agli impasti è possibile dare ai vari formati anche diversi colori:
- verde con spinaci lessati, basilico o prezzemolo appena scottati e frullati.
- rosso con rape rosse lessate e frullate o concentrato di pomodoro.
- arancione con carote o zucca cotte, frullate ed eventualmente fatte asciugare sul fuoco.
- giallo con zafferano o curry stemperati in poca acqua tiepida.
- marrone con cacao amaro.
- nero con inchiostro di seppia.

### Sapori

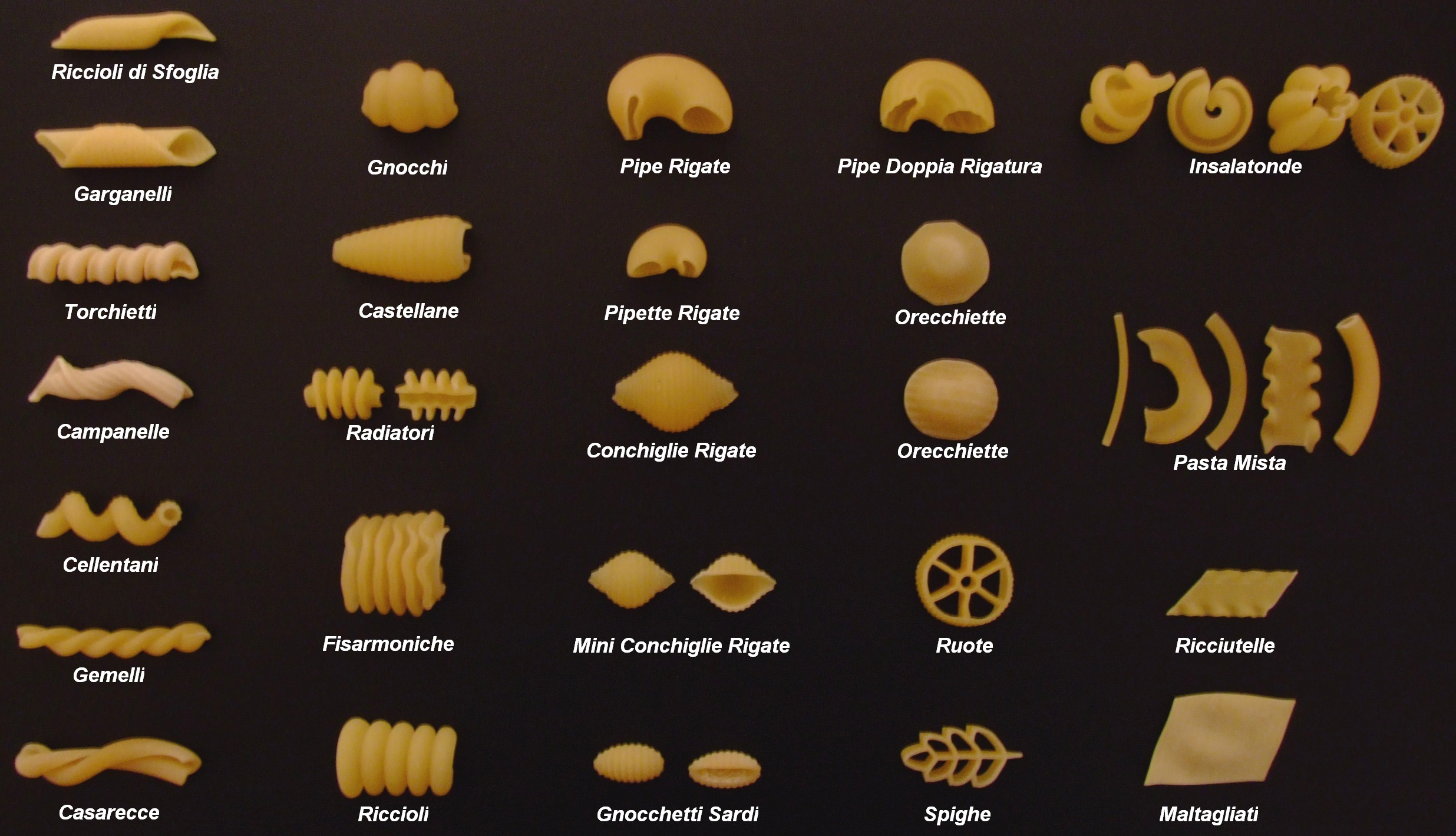
Pasta corta.

Il sapore di una pasta viene dato da un'abile combinazione dei seguenti elementi:

#### Sfarinati
Oltre alla farina di grano tenero e alla semola di grano duro che sono le più usate, se ne possono lavorare numerosi altri come quelli di farro, di riso, di orzo, di castagne, di grano saraceno, ecc. Ognuna di queste farine conferirà il proprio carattere incidendo sia nel gusto, sia nella consistenza. Nella scelta degli sfarinati, è di fondamentale importanza tenere presente il loro contenuto in glutine perché influisce nella tenuta dell'impasto e nella resistenza alla cottura che aumentano proporzionalmente a esso. Durante la cottura, infatti, le due proteine gliadina e glutenina contenute negli sfarinati si legano all'acqua formando una specie di rete. Le proteine della semola formano una rete a maglie strette imprigionando l'amido che renderebbe collosa la pasta; quelle della farina di grano tenero formano una rete a maglie larghe che più difficilmente trattiene l'amido della pasta che tenderà a scuocere.

#### Aromi

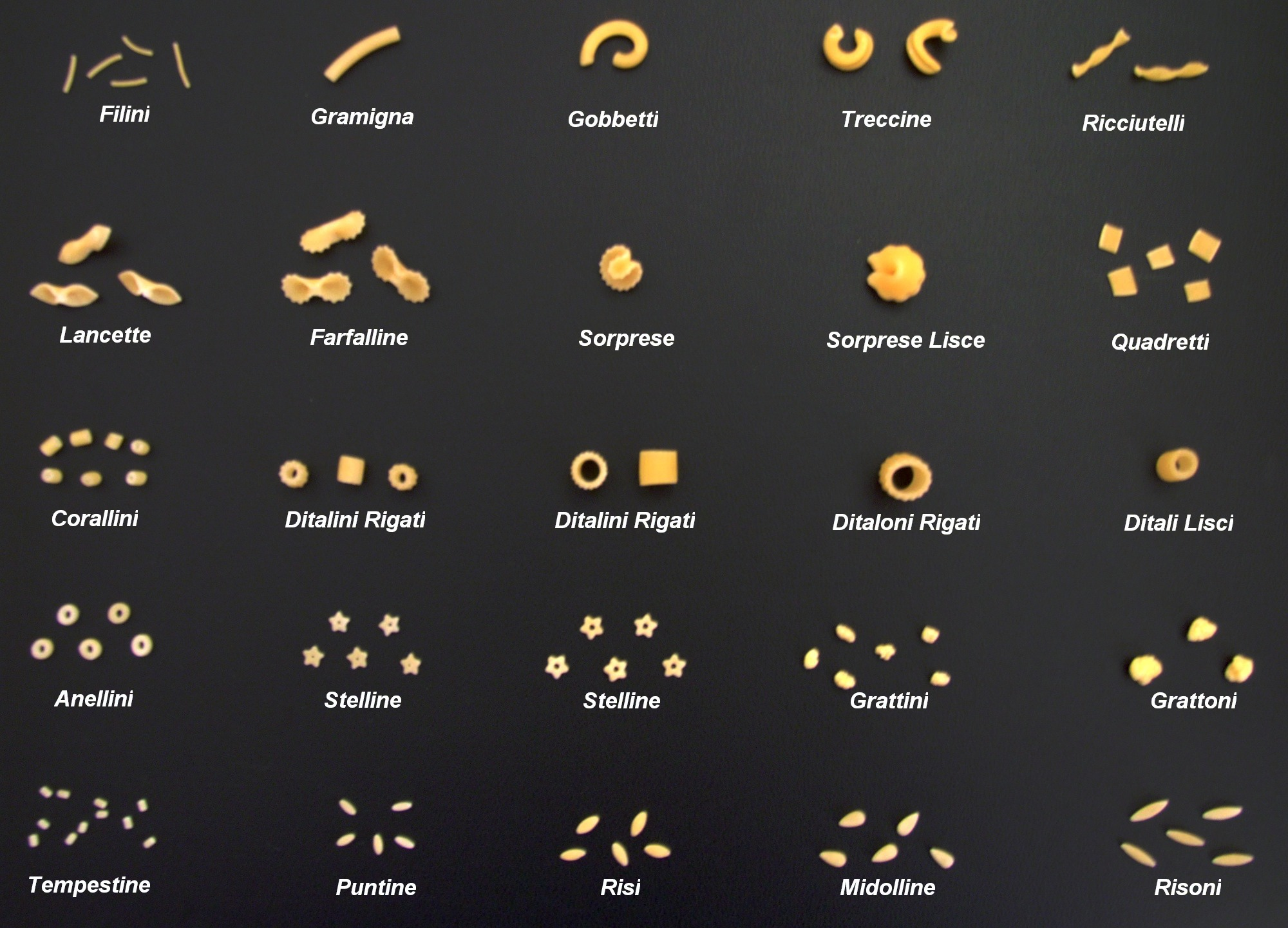
Pasta minuta.

Si intende il termine in senso molto ampio fino a comprendere tutti gli ingredienti che possono essere mescolati all'impasto rendendolo più saporito. Primo per importanza è l'uovo perché, oltre ad arricchire il sapore, ha la capacità di legarsi alle particelle della farina e di altri ingredienti rendendo l'impasto vischioso, più facile da formare e di maggior consistenza dopo la cottura; subito dopo l'olio extravergine di oliva che all'impasto dà elasticità e plasticità; terzo è il sale che contribuisce a rafforzare la maglia glutinica, pur irrigidendo un po' l'impasto. Oltre questi c'è una lunga serie di alimenti tanto vari quanto la fantasia: pangrattato, formaggi, erbe varie secche o fresche tritate a polvere, spezie, peperoncino, ecc.

#### Ripieni

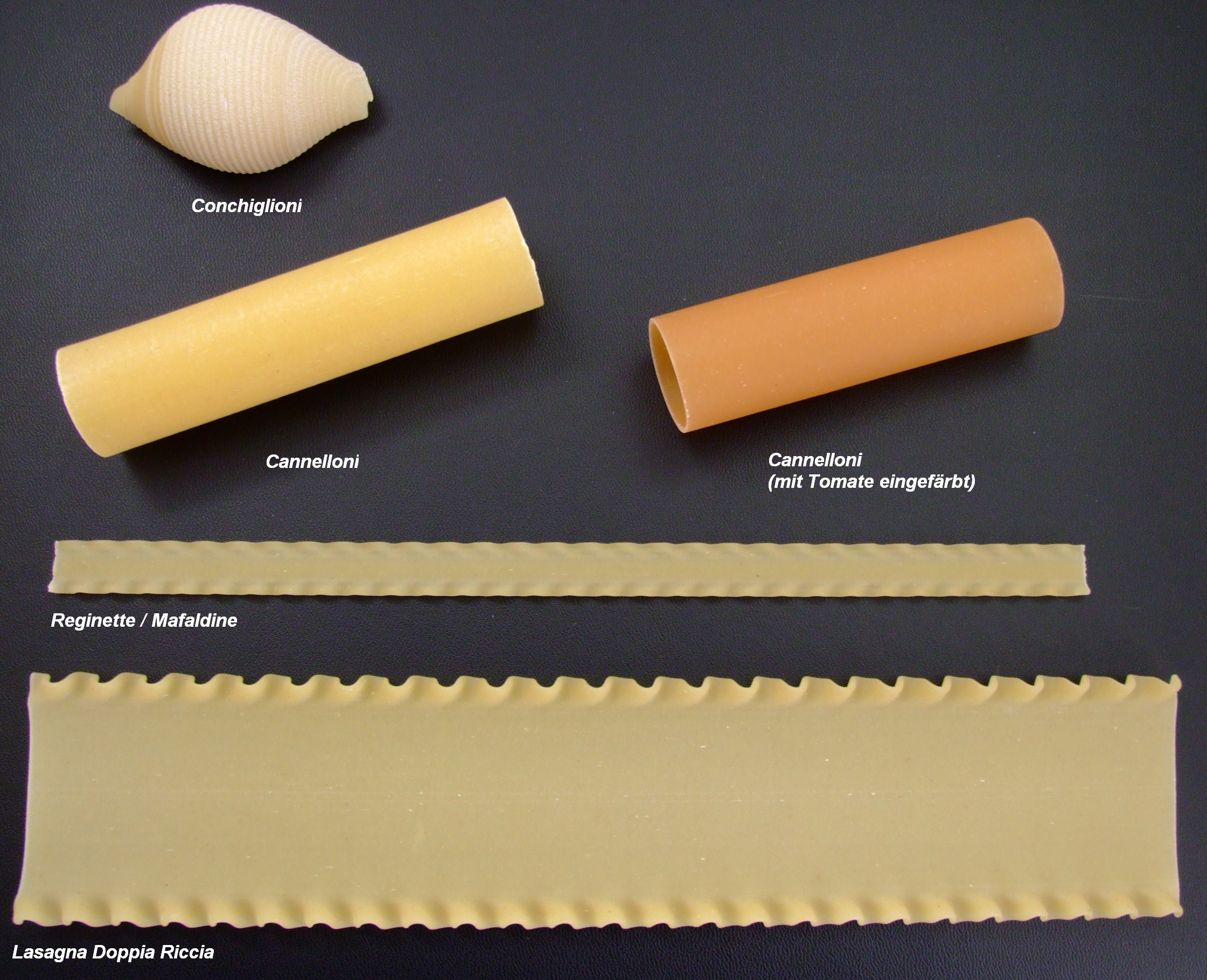
Varie qualità di pasta.

La pasta può essere farcita chiudendo nell'impasto a base di farina un ripieno che potrà essere a base di carne, di formaggi, di verdure o di pesce. Alcune varianti regionali o di alta cucina prevedono anche farce dolci come marmellate o ricotta debitamente condita, zucchero e scorzetta di limone e anche succo d'arancia. Il ripieno è un diverso tipo di impasto ottenuto dalla lavorazione appropriata agli ingredienti affinché assumano consistenza cremosa o pastosa, a volte con qualche pezzetto più grosso ma non troppo da bucare la pasta esterna.

#### Condimenti
Sono vestiti di colore e sapore tagliati su misura per le diverse paste, per le diverse occasioni. Comprendono preparazioni molto diverse tra loro, sia per i componenti sia per le tecniche di cottura: sughi e ragù, besciamelle e vellutate, fondute di formaggi e riduzioni di panna, vegetali crudi o emulsioni di grassi e brodi caratterizzate variamente con un ingrediente distintivo, ecc. A queste si aggiungono elementi più semplici, spesso da unire all'ultimo minuto, come grassi e formaggi. Protagonista indiscusso fra tutti i condimenti è il pomodoro che, entrando a far parte di numerosissime preparazioni, ha contribuito al successo del piatto più famoso della cucina nostrana e ora ne è considerato il "classico" accompagnamento (vedi pasta al pomodoro).
Solamente l'olio extravergine di oliva e il parmigiano hanno un'importanza paragonabile per l'uso che se ne fa e per la loro origine tipicamente italiana. Qualunque sia, il condimento deve risultare alla fine giustamente cremoso, non acquoso né troppo asciutto. A tal fine bisogna regolarsi sul formato di pasta, più o meno capace di trattenere e assorbire la salsa, per poter scegliere la tecnica e il tempo di cottura adeguati. Ci sono ovviamente anche dei condimenti dolci da abbinarsi a particolari ripieni (ad es. il miele per le seadas sarde) oppure a caratterizzare una pasta semplice (ad es. i maccheroni con le noci umbri) e perfino a mescolarsi con quelli salati (ad es. in alcuni tipi di timballo siciliani).

## Produzione
Viene prodotta attraverso le seguenti operazioni tecniche: 
- miscelazione e lavorazione della farina e di altri ingredienti con una sostanza più o meno liquida, come acqua o uovo, che consenta di ottenere un impasto;
- frammentazione e formatura di quest'ultimo;
- eventuale essiccazione.

Questi stessi passaggi sono alla base delle preparazioni più disparate: sia quelle molto asciutte come le paste italiane e il cuscus arabo, che quelle particolarmente molli ed umide come gli spätzle alsaziani o altre paste di tipo cinese, quasi liquide, che rimangono in forma solo una volta sbollentate.

### Tecniche casalinghe

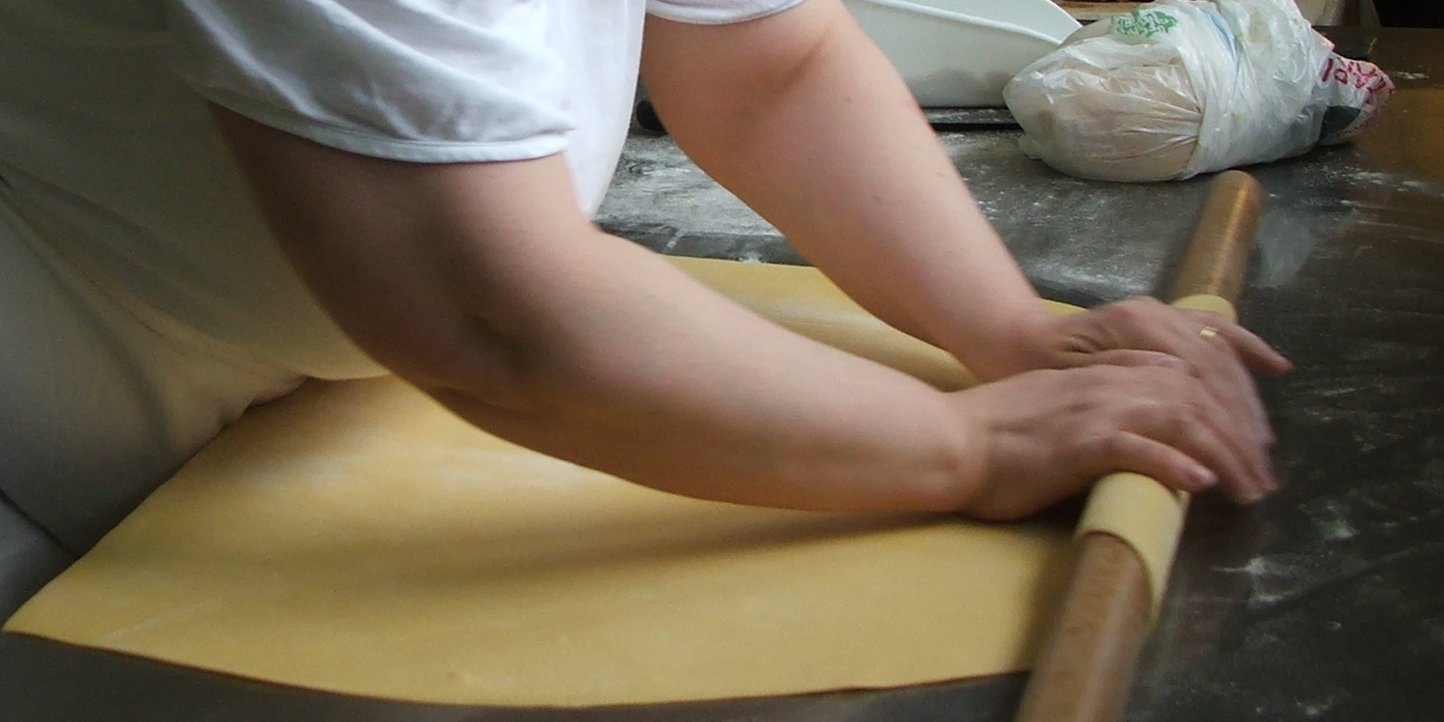
Sfogliatura a mano della pasta.

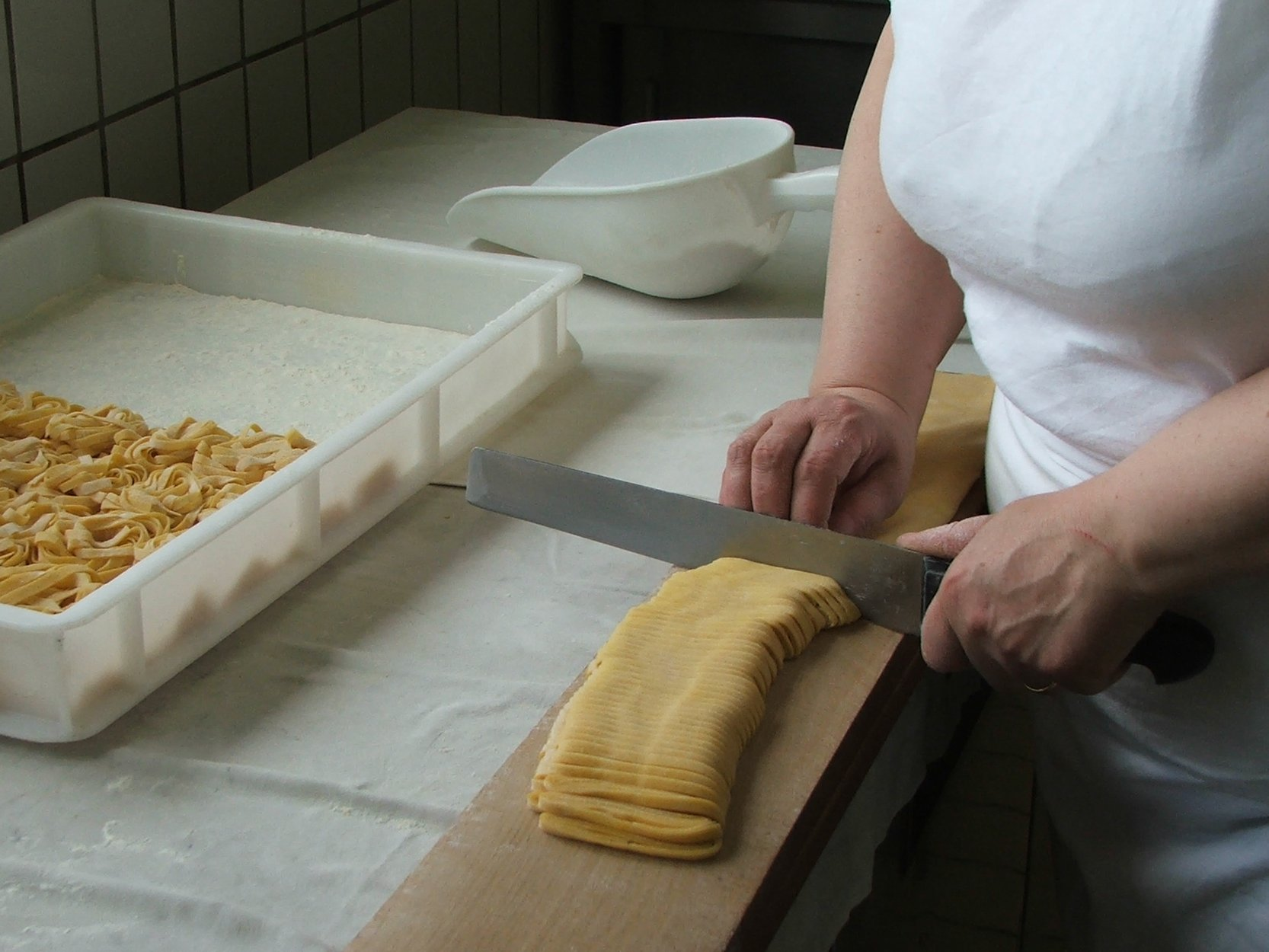
Taglio della pasta in tagliatelle.

Pochi sono gli strumenti essenziali legati tradizionalmente alla produzione della pasta: spianatoia, matterello, spatola e coltello. La spianatoia, una larga tavola di legno senza nodi, avvallamenti o rigature, pur se vietata dalle moderne norme che regolano i pubblici esercizi e sostituita con piani di acciaio, rimane un ottimo strumento per la confezione di paste fresche in quanto il legno toglie umidità agli impasti per non dover eccedere con la farina di spolvero e trasmette la sua rugosità alla sfoglia conferendole un particolare potere di tenuta dei sughi e piacevolezza al tatto difficilmente riproducibile.
Il matterello, un cilindro di legno con un diametro di almeno 3–4 cm e diverse lunghezze, viene fatto girare sulla sfoglia o arrotolato nella stessa per assottigliarla. La spatola, in metallo o in plastica, serve a raccogliere l'impasto dalla spianatoia. Il coltello, alto e rettangolare, naturalmente per tagliare. In alternativa a matterello e coltello è possibile aiutarsi a stendere e tagliare la pasta in sfoglia con una macchina apposita.

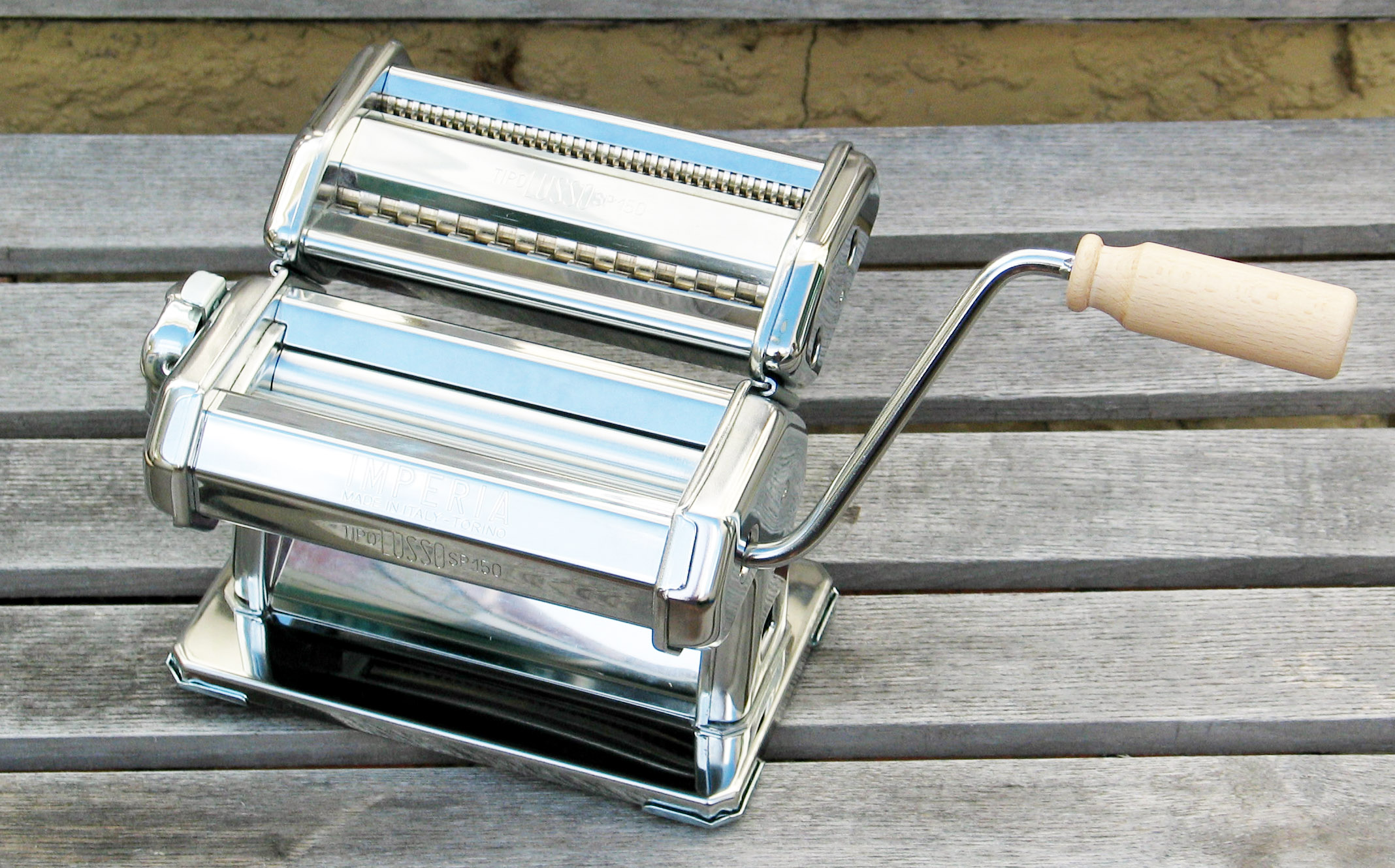
Macchina "tirapasta".

Oltre questi utensili, per dare agli impasti le forme più disparate, si possono usare pettini, ferri da calza o a sezione quadrata, trafile o quant'altro la fantasia suggerisce. Gli impasti casalinghi prevedono generalmente l'uso delle uova. Indicativamente, per ogni porzione, se ne impasta uno con 100 gdi farina di grano tenero o con 80 gdi semola di grano duro; le dosi vengono dimezzate nel caso della pasta ripiena. Quando si stende la pasta molto sottile col mattarello su una superficie è possibile incorrere nel cosiddetto paradosso della pasta: infatti, se la pasta è umida si incolla facilmente al mattarello o alla superficie, e non si lascia stendere. Se però asciugata con l'aggiunta di farina diventa molto friabile, rischia di creparsi e perdere coesione. Solo l'esperienza può fornire l'esatta percezione tra umidità e asciuttezza per ottenere sfoglie molto sottili col mattarello. La macchina tirapasta permette di ovviare più facilmente a questo problema.

### Tecniche industriali

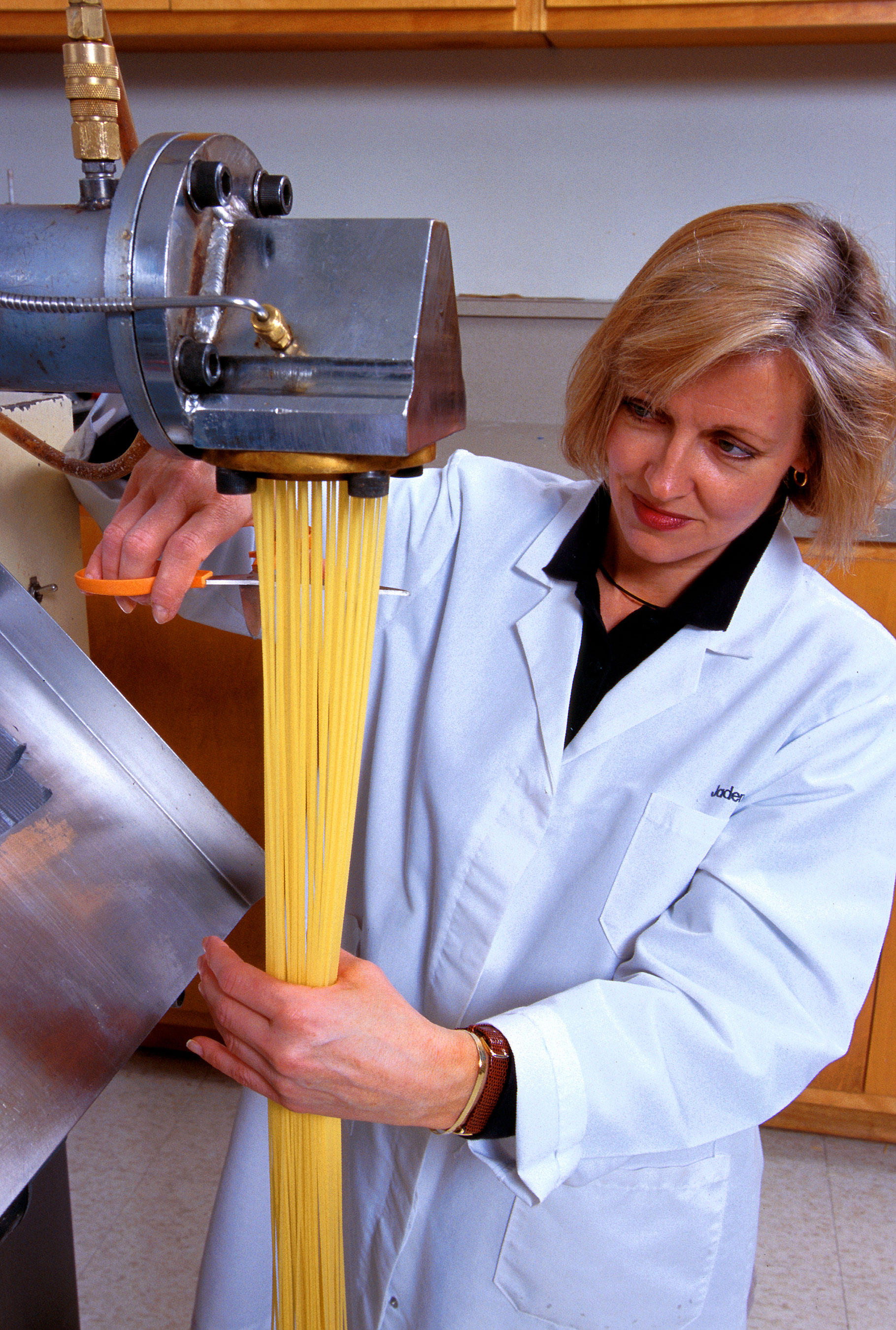
Trafilazione della pasta.

I processi principali della produzione della pasta sono:
- Macinazione del frumento
- Impasto e gramolatura

La semola si impasta con acqua, in modo da legare l'amido e il glutine; l'impasto viene poi amalgamato e omogeneizzato con una macchina chiamata gramola.
- Trafilazione

L'impasto viene poi estruso attraverso una trafilatrice, che ne imprime la forma desiderata. Se la trafila è in bronzo, la superficie della pasta risulterà lievemente rugosa, rendendo la pasta più adatta a trattenere sughi e condimenti.
- Laminazione

(alternativo all'estrusione) L'impasto viene passato attraverso serie di cilindri contrapposti dalla distanza decrescente fino a ottenere una sfoglia dello spessore desiderato. Tale sistema evita alla pasta la temperatura (80 °C o superiore) e la pressione (10 bar o superiore) cui è sottoposta la pasta nel processo di trafilazione/estrusione.
- Essiccamento

A seconda dei tipi la pasta viene essiccata mediante aria calda, con tempi e procedimenti diversi. Per legge l'umidità finale non può superare il 12,5%, partendo da una percentuale di umidità pari a circa il 35%.
- Raffreddamento e confezionamento

## Tipi di cottura
Esistono per la pasta varie tecniche di cottura che si adattano a diversi tipi di pasta ed imprimono un carattere specifico al prodotto finale.

### Pasta lessa

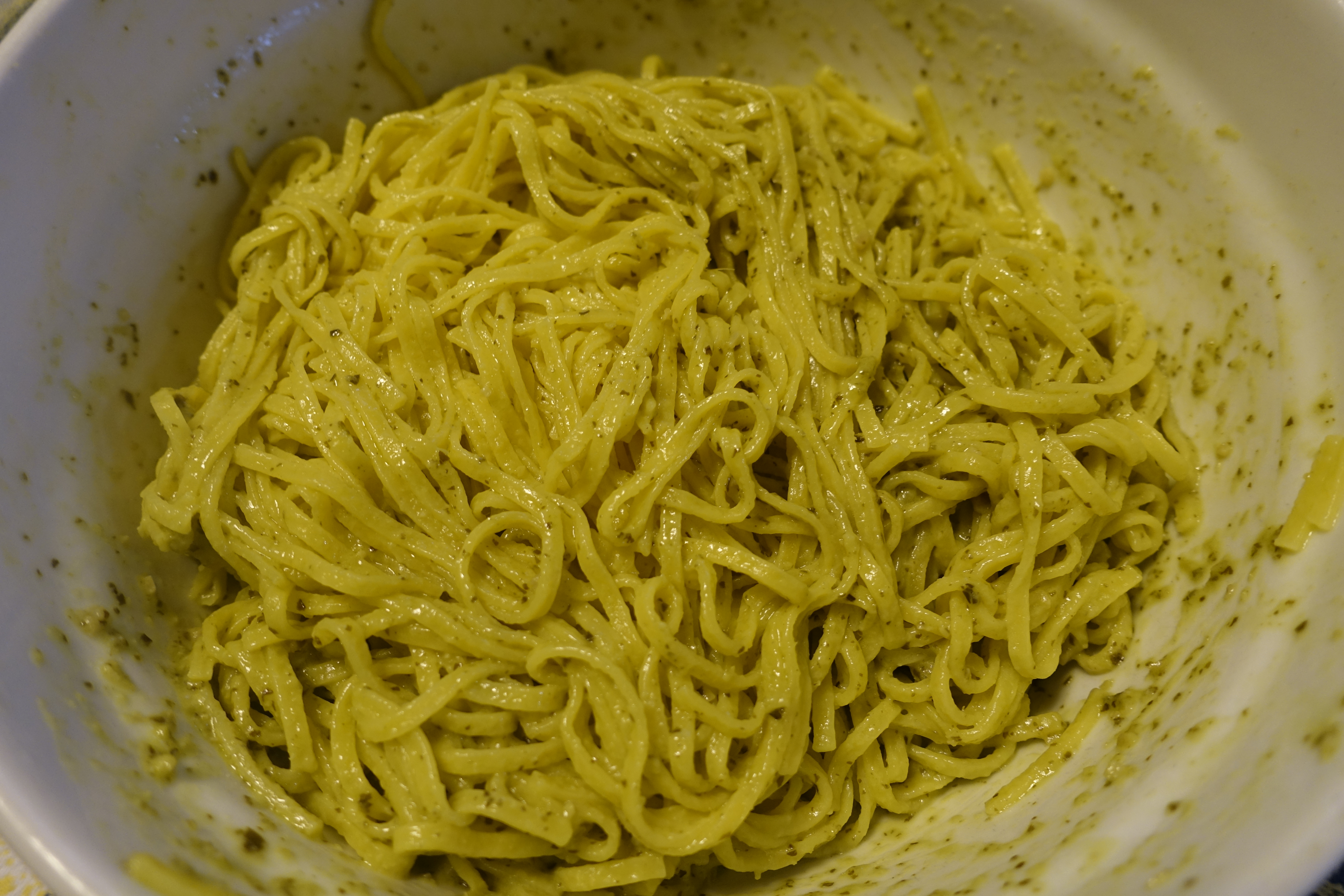
Pasta al pesto.

La lessatura è il sistema più diffuso per la cottura della pasta. Nella cucina casalinga essa avviene solitamente in una pentola riempita di acqua e messa a scaldare sopra una fiamma; nelle cucine professionali per la lessatura è previsto un apposito bollitore. L'acqua deve essere salata con circa 10 g di sale da cucina per ogni litro, prevedendo almeno 1 litro di acqua per ogni 100 grammi di pasta, e la pasta deve essere versata quando essa ha già raggiunto l'ebollizione. È necessario mescolare per evitare che la pasta formi blocchi compatti. Sebbene la cottura tradizionale richieda che l'acqua della pasta venga mantenuta a bollore per tutta la durata della cottura è possibile eseguire la cottura anche a fuoco spento in quanto per la realizzazione dei processi fisico-chimici che nel linguaggio comune vengono identificati con il termine "cottura" è sufficiente che la temperatura non scenda sotto gli 80 °C.
La cottura può durare da 3 a 15 minuti, a seconda del formato e del tipo di pasta. L'esatta durata della cottura influenza in modo notevole la digeribilità dell'alimento: per consuetudine si usa dire che a fine cottura deve essere "al dente", cioè moderatamente cotta, in modo da conservare una certa resistenza alla masticazione, che però ovviamente non deve essere eccessiva.
Altro fattore importante per la preparazione della pastasciutta, è la mantecatura, ossia, dopo la lessatura, la pasta viene scolata e amalgamata al condimento, a seconda della ricetta, sia a freddo nel piatto di portata (per es. con il pesto), oppure ripassandola alcuni minuti in padella con la propria salsa (mantecatura a caldo) a fuoco vivace, per poi mantecarla ulteriormente con un condimento grasso od eventualmente formaggio grattugiato o a scaglie, a fuoco spento (per es. con salsa all'amatriciana e formaggio pecorino). Alcuni formati si prestano a essere consumati anche freddi, insaporiti a piacere, in preparazioni dette di solito insalate di pasta. Il formaggio (quasi sempre stagionato) può anche non essere previsto, ad esempio nel caso di sughi a base di pesce o simili.
Per la pasta in brodo, che può essere fresca (es. quadrucci), secca (es. pastina) o ripiena (es. "tortellini"), si prevede che la pasta sia lessata e servita in un brodo di carne o vegetale, prodotto con sostanze naturali o, in alternativa. con dadi o brodo di carne concentrato, confezionati dall'industria alimentare. Se la pasta utilizzata è pasta secca di formato minuto (pastina) si parla in genere di minestrina.
Un metodo adottato per valutare la qualità della pasta di grano duro è la misurazione del grado di trasparenza dell'acqua di cottura.

### Pastaal forno
In molte ricette regionali italiane, la pasta bollita fino a metà cottura viene scolata, freddata, condita e passata tradizionalmente in forno a completarne la cottura (ad es. lasagne, anelletti al forno o timballi).

### Frittura

#### Italia
La frittura della pasta è piuttosto rara in Italia, ed è utilizzata nella tradizione soprattutto per le preparazioni dolci o, da moderni chef, per ottenere paste croccanti da abbinare a salse particolari. Nella cucina napoletana è diffusa la frittata di maccheroni, dove la pasta viene fritta dopo essere stata lessata e unita all'uovo e, possibilmente, altri condimenti. Diffuso nel Salento è un piatto chiamato ciceri e tria (ceci con la tria), in cui metà della pasta (tria) è fritta in olio bollente e successivamente mescolata a pasta precedentemente bollita insieme ai ceci. Presente in alcune zone della Sicilia è una preparazione dolce a base di spaghetti fritti riposti a nido e guarniti con miele ed altre spezie aromatiche. In alcune preparazioni dolci d'origine marocchina (Halwa Shebakia) la pasta viene poi ribollita nel miele.

#### Asia
I noodle fritti sono una pietanza a base di pasta lunga cucinata con altri ingredienti che variano a seconda della ricetta. È un piatto tipico e molto popolare nelle cucine dell’Asia orientale, sud-orientale e, in misura minore, dell’Asia meridionale. Sono presenti in tutto il mondo nei ristoranti etnici dei Paesi appartenenti a queste regioni.
I più diffusi sono quelli fritti al salto, meno comuni quelli fritti in immersione o fritti con poco olio. I noodle possono essere fatti con farina di grano, di grano all'uovo, di riso o quelli trasparenti a base di amido, di solito estratto dai fagioli della vigna radiata.
Tra i più popolari vi sono quelli cinesi che prendono il nome chow mein (炒面S) e chow fen (炒粉S, in cantonese: chao fun), la pasta dei quali è fatta rispettivamente con farina di grano e di riso. Nel Sud-est asiatico i noodle fritti sono spesso cucinati e venduti da ambulanti come cibo da strada, tra i più famosi vi sono i mie goreng di Malaysia e Indonesia e i pad thai di Thailandia.

### Altre
Le paste industriali precotte e già condite, surgelate o meno, devono essere solo scaldate in padella, al forno tradizionale o al microonde, e saranno pronte in pochi minuti. A livello industriale esistono moderni impianti di cottura in bagno d'acqua o precottura con vapore o acqua nebulizzata, associati eventualmente agli impianti di pastorizzazione.
I noodle istantanei sono una pietanza a base di pasta lunga precotta e disidratata, consumata di solito in brodo, che sono pronti per il consumo in pochi minuti aggiungendo acqua calda e il condimento. Prodotti per la prima volta per il mercato giapponese nel 1958, sono stati in seguito diffusi in quasi tutto il mondo.

## Valori nutritivi
Le paste alimentari hanno alto contenuto in glucidi sotto forma di amido (circa 80%) e un notevole contenuto in protidi (circa 10%), pure se questi ultimi hanno insufficiente contenuto in amminoacidi essenziali. Le carenze nutritive riguardano il contenuto di grassi e quello di vitamine; risulta fortemente squilibrato l'apporto di minerali per la prevalenza del potassio. Pertanto sarà utile ai fini del Carico di Indice Glicemico, introdurre all'interno del pasto le verdure per le vitamine; carni o legumi per completare l'apporto proteico, si ricordi il pesce per l'apporto di acidi grassi omega 3; i formaggi per i lipidi; gli oli vegetali, fra cui primeggia l'olio d'oliva, per gli acidi grassi insaturi. Le kcal apportate da 100 gdi pasta si aggirano intorno alle 350, equivalenti a 1487 kJ.
|             | per 100 gdi pasta  |
| ----------- | ------------------ |
| energia     | 1521 kJ / 359 kcal |
| proteine    | 12,8 g             |
| grassi      | 2,0 g              |
| carboidrati | 70.9 g             |